# AKB48
AKB48 (tiếng Nhật: エーケービー フォーティーエイト, đã Latinh hoá: Ēkēbī Fōtīeito, tiếng Anh: A.K.B. Forty-Eight) là một nhóm nhạc thần tượng nữ Nhật Bản do Akimoto Yasushi sáng lập năm 2005, được mô tả như là một hiện tượng xã hội. AKB48 hiện đang nắm giữ kỷ lục Guinness về "Nhóm nhạc pop có số lượng thành viên đông nhất". Họ cũng là một trong những nhóm nhạc có doanh thu cao nhất trên thế giới, với doanh thu kỷ lục bán đĩa năm 2011 là trên 211 triệu USD và 226 triệu USD năm 2012 ở Nhật Bản.
Tính đến năm 2018, AKB48 trở thành nhóm nhạc có doanh thu bán đĩa kỷ lục 56 triệu bản được bán ra theo Oricon. Đĩa đơn bán chạy nhất của nhóm "Teacher, Teacher" bán được hơn 3 triệu bản trong năm 2018 theo Billboard/Soundscan  và tổng cộng tất cả 3,8 triệu phiếu bầu đĩa đơn tổng tuyển cử (nếu tính thêm hình thức bỏ phiếu khác). Trong năm 2010, ca khúc "Beginner" và "Heavy Rotation" xếp hạng đầu tiên và thứ 2 trong danh sách đĩa đơn bán chạy nhất Nhật Bản trong năm, trong khi vào năm 2011, 5 đĩa đơn của nhóm chiếm cả 5 vị trí đầu Bảng xếp hạng đĩa đơn Oricon hàng năm . Tính đến tháng 4/2019, nhóm bán được hơn 60 triệu bản ghi âm, bao gồm 6 triệu bản album, và theo bảng xếp hạng của Oricon, AKB48 giữ kỷ lục cho lượng đĩa đơn bán ra tại Nhật Bản bởi một nhóm nhạc nữ, nhóm đứng thứ 5 trong danh sách nhóm nhạc nữ bán chạy trên toàn thế giới. Ít nhất 35 đĩa đơn của AKB48 đã đứng đầu Bảng xếp hạng đĩa đơn hàng tuần của Oricon, với ít nhất 30 đĩa đơn bán được hơn một triệu bản mỗi đĩa. Từ 2010 đến 2019, các đĩa đơn của nhóm đã chiếm ít nhất 2 vị trí đầu của Bảng xếp hạng đĩa đơn hàng năm của Oricon.
Khác với các nhóm nhạc thần tượng ở Nhật Bản, AKB48 hoạt động theo mô hình "Thần tượng bạn có thể gặp mặt" (Idol you can meet) và có nhà hát riêng ở Akihabara, Tokyo, đặt trên tầng 8 tòa nhà Don Quijote, nơi nhóm biểu diễn trong tuần và có nhiều suất diễn vào thứ 7 và chủ nhật, nhóm có các buổi concert tại các sự kiện trước công chúng cùng sự kiện "bắt tay" (Handshake Event), nơi người hâm mộ có thể gặp các thành viên trong nhóm. Một đĩa đơn hiện tại của AKB48 chứa từ 4 đến 5 bài hát (kèm 4-5 PV của bài đó) nhưng chỉ bài hát chính được quảng bá trên các chương trình âm nhạc, truyền hình, quảng cáo và phim. Akimoto đã mở rộng mô hình trên thành một số nhóm chị em ở Nhật Bản, Trung Quốc, Indonesia, Thái Lan, Đài Loan, Phillippines, Malaysia.

## Khái niệm

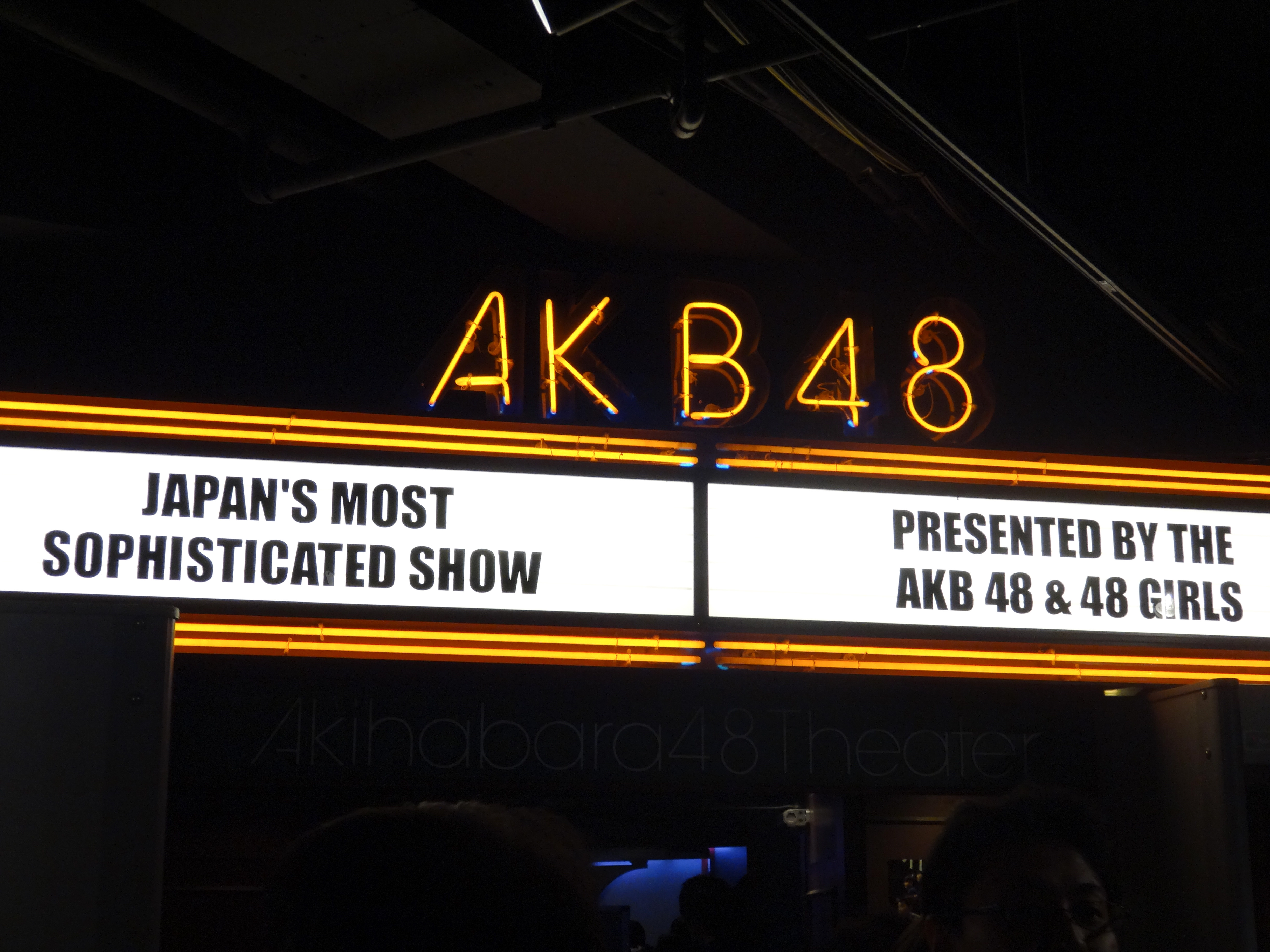
Nhà hát AKB48 tại Akihabara, Tokyo

AKB48 ra đời theo mô hình "Thần tượng mà bạn có thể gặp mặt" (Idol you can meet). Thần tượng Nhật Bản là những nghệ sĩ biểu diễn trực tiếp thu hút sự ủng hộ của fan, việc tương tác với họ giúp nhóm duy trì và gia tăng lượng fan hâm mộ trung thành. Akimoto Yasushi cho biết ông muốn tạo ra nhóm nhạc thần tượng độc đáo & không giống như các nhóm nhạc khác, họ sẽ biểu diễn tại các buổi concert, chủ yếu xuất hiện trên truyền hình và sẽ biểu diễn thường xuyên tại nhà hát của chính họ, ngoài ra fan hâm mộ có thể gặp các thành viên trong nhóm trực tiếp tại các sự kiện "bắt tay" (Handshake Event).
Nhóm được chia thành nhiều đội (Team), để giảm bớt khối lượng công việc của các thành viên (vì suất diễn gần như hàng ngày của nhà hát chỉ có một team tại một thời điểm) và cho phép AKB48 biểu diễn đồng thời ở một số nơi. Theo cựu thành viên Iwasa Misaki, mỗi team có một hình tượng riêng: Team A đại diện cho tự do, Team B gắn với hình tượng thần tượng cùng trang phục dễ thương, còn Team K gắn với hình tượng mạnh mẽ. Ban đầu, mỗi team sẽ có 16 thành viên với tổng số là 48, nhưng số thành viên của nhóm đã thay đổi theo thời gian, và đã vượt quá 120 người. Các thành viên mới được gọi là thực tập sinh (研究生 kenkyūsei) sẽ có thời điểm biểu diễn thay thế.
Nhắc đến AKB48, nhiều người nghĩ rằng số lượng thành viên của nhóm là 48 người. Tuy nhiên, số 48 được lấy từ tên văn phòng hội chủ tịch, "office48" đặt ở tỉnh Chiba, và trong tiếng Nhật thì "Chiba" đọc giống "48". Đây cũng là "đại bản doanh" nơi những cô gái thường xuyên biểu diễn.
Độ tuổi của các thành viên từ thiếu niên đến hơn 30 và được chọn từ các buổi thử giọng. Các thành viên không được phép hẹn hò và phải ửng xử tốt trước công chúng; nếu vi phạm sẽ bị kỷ luật, nặng nhất là buộc phải rời nhóm. AKB48 có một hệ thống cho phép các thành viên "tốt nghiệp"- nghĩa là rời khỏi nhóm ở 1 thời điểm bất kỳ và được thay thế bằng các thực tập sinh được thăng cấp, đồng thời sẽ có buổi biểu diễn tốt nghiệp trước khi rời nhóm.

## Lịch sử

### 2005–2006: Ra đời & 2 thế hệ đầu tiên

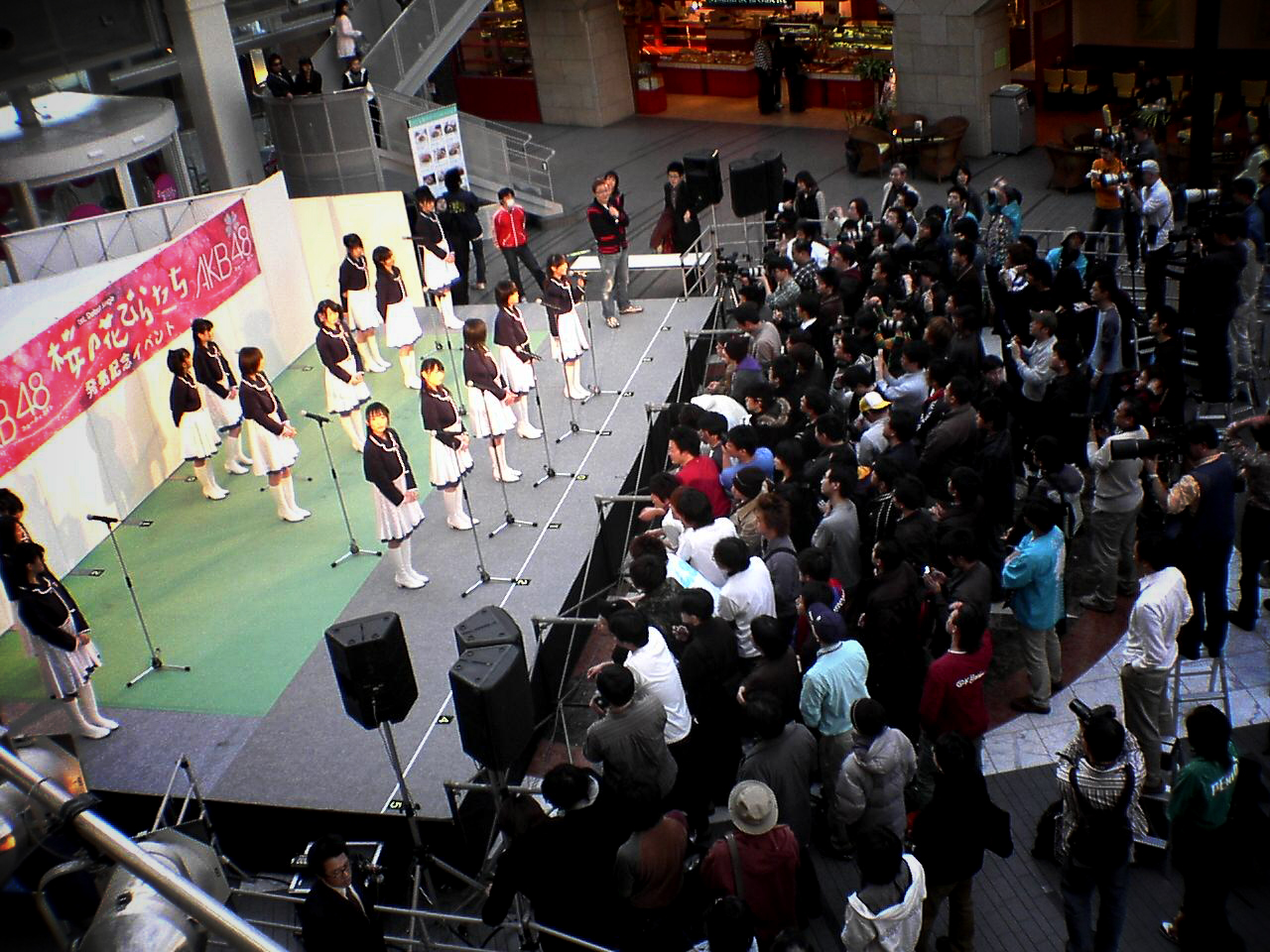
AKB48 chuẩn bị cho buổi ra mắt vào tháng 3/2006

Vào tháng 7 năm 2005, Akimoto Yasushi tổ chức buổi thử giọng để ra mắt nhóm nhạc nữ mới. Trong số 7.924 người tham gia, 24 người được chọn là thành viên thuộc thế hệ đầu tiên, sau đó họ trải qua 1 tháng huấn luyện trước khi ra mắt. Ngày 8 tháng 12, nhóm ra mắt tại nhà hát với 20 cô gái là tiền thân của Team A, họ biểu diễn Party ga Hajimaru yo (PARTY が 始 ま る よ Pāti ga hajimaru yo) trước 7 khán giả và tăng dần sau đó. 20 cô gái đó là: Itano Tomomi, ‪Kawasaki Nozomi, Kojima Haruna, Komatani Hitomi, Maeda Atsuko, Masuyama Kayano, Minegishi Minami, Nakanishi Rina, Narita Risa, Ohe Tomomi, Oshima Mai, ‪Sato Yukari, Takahashi Minami, Tojima Hana, Usami Yuki, Orii Ayumi, Hoshino Michiru, Urano Kazumi, Watanabe Shiho, và Hirajima Natsumi. Vào tháng 1 năm 2006, Shinoda Mariko gia nhập Team A với tư cách là thành viên "thế hệ 1.5" khi trước đó cô không vượt qua được vòng tuyển chọn nhưng quyết tâm tìm cơ hội gia nhập nhóm bằng cách làm phục vụ tại quán cafe gần nhà hát, các fan đã gửi thư xin cho cô một cơ hội nữa (để được vào nhóm, cô đã học thuộc lời và vũ đạo của tất cả 16 bài A1 Stage chỉ trong 4 ngày).
Buổi thử giọng thứ 2 được tổ chức với sự hợp tác cùng nhà mạng NTT DoCoMo vào tháng 2 năm 2006, lần này các ứng viên gửi video thử giọng qua điện thoại. Trong số 11.892 người tham gia, 19 ứng viên đã được chọn và 17 người gia nhập Team K vào tháng 4: Akimoto Sayaka, Umeda Ayaka, Oshima Yuko, Ohori Megumi, Oku Manami, Ono Erena, Kasai Tomomi, Kobayashi Kana, Sato Natsuki, Noro Kayo, Hayano Kaoru, Masuda Yuka, Matsubara Natsumi, Miyazawa Sae, Imai Yu, Uemura Ayako, và Takada Ayana , Team K biểu diễn Party ga Hajimaru yo, trong khi Team A chuyển sang biểu diễn Aitakatta.
AKB48 phát hành đĩa đơn đầu tiên "Sakura no Hanabiratachi" vào tháng 2 năm 2006, đĩa đơn lọt vào bảng xếp hạng Top 10 hàng tuần của Oricon với doanh thu tuần đầu là 22.011 bản. Ngày 31 tháng 3, thành viên Usami Yuki từ Team A là người đầu tiên tốt nghiệp. Vào ngày 7 tháng 6, nhóm phát hành đĩa đơn thứ 2 "Skirt, Hirari", bán được 13.349 bản trong ngày đầu tiên. Nhóm xuất hiện trên truyền hình 2 ngày sau, và ký hợp đồng với DefStar Records (công ty con của Sony Music Entertainment) vào tháng 8.

### 2006–2007:Set List: Greatest Songs 2006–2007
Vào tháng 10 năm 2006, AKB48 công bố buổi thử giọng cho Team B để tuyển thành viên thế hệ thứ 3, đã có 13 cô gái được chọn trong số 12.828 người tham gia, đó là: Inoue Naru, Oota Aika, Kashiwagi Yuki, Katayama Haruka, Kikuchi Ayaka, Saotome Miki, Tanabe Miku, Nakagawa Haruka, Nakaya Sayaka, Noguchi Reina, Matsuoka Yuki, Yonezawa Rumi, và Watanabe Mayu.
Đĩa đơn đầu tay dưới thời DefStar Records, "Aitakatta", do 20 thành viên Team A và K thực hiện phát hành vào ngày 25 tháng 10, ra mắt ở vị trí thứ 12 trên bảng xếp hạng đĩa đơn hàng tuần của Oricon, bán được 25.544 bản trong 6 tuần đầu tiên, và có tổng cộng 65 tuần trên bảng xếp hạng. Vào 3–4 tháng 11, nhóm biểu diễn buổi concert đầu tiên, "AKB48 First Concert: Aitakatta ~ Hashira wa Nai ze! ~" tại Nippon Seinenkan ở Shinjuku. Vào tháng 12, AKB48 thực hiện sự thay đổi đầu tiên: Urano Kazumi, Watanabe Shiho và Hirajima Natsumi chuyển từ Team A sang Team B để hỗ trợ đàn em.
Đĩa đơn thứ 2 "Seifuku ga Jama o Suru" phát hành vào ngày 31 tháng 1 năm 2007, ra mắt ở vị trí thứ 7 trên bảng xếp hạng Oricon Top 10. MV và lời bài hát gây ra tranh cãi và đánh giá tiêu cực vì có liên quan đến "Enjo-kosai". Vào ngày 18 tháng 3, AKB48 phát hành "Keibetsu Shiteita Aijō"; ra mắt ở vị trí thứ 8 trên bảng xếp hạng Oricon, tụt xuống hạng 98 trong tuần thứ 2. Buổi concert thứ 2 "AKB48 Haru no Chotto dake Zenkoku Tour ~ Madamada daze AKB48! ~" vào ngày 10 tháng 3, có doanh thu bán vé kém.
Vào tháng 4 năm 2007, AKB48 đăng danh sách Team B trên trang web nhóm, ít hơn 5 thành viên so với ban đầu, lần đầu tiên số thành viên của nhóm là 48. Đĩa đơn thứ 4 "Bingo!", phát hành vào ngày 18 tháng 7. Đĩa đơn thứ 6 "Yūhi o Miteiru ka?", phát hành vào Halloween 2007 và bán được 18.429 bản (ít nhất trong tất cả các đĩa đơn của nhóm). Nhóm biểu diễn "Aitakatta" trong chương trình truyền hình đêm giao thừa NHK Kōhaku Uta Gassen lần thứ 58 tại phần "Nihon ga Hokoru Saisentan! Special Medley". Với 43 thành viên, nhóm lập kỷ lục về "bài hát có nhiều thành viên nhất trong một nhóm cùng biểu diễn trên sân khấu".

### 2008–2010:Kamikyokutachi
Đầu năm 2008, AKB48 phát hành album đầu tiên Set List: Greatest Songs 2006–2007. Đĩa đơn thứ 7 (thứ 9 tổng thể) "Romance, Irane", phát hành vào ngày 23 tháng 1 và đứng thứ 6 trên bảng xếp hạng Oricon Top 10 trong tuần đầu tiên.
Vào ngày 27 tháng 2, nhóm phát hành đĩa đơn thứ 8 "Sakura no Hanabiratachi 2008"- là bản tái bản đĩa đơn đầu tay từ Team A, do 10 thành viên Team A, 6 từ Team K và 5 từ Team B thể hiện. CD của đĩa đơn bao gồm poster, và chương trình quảng bá trong đó fan hâm mộ thu thập 44 poster sẽ được mời tham gia sự kiện đặc biệt. Chương trình sau đó đã bị DefStar Records hủy bỏ do lo ngại về khả năng vi phạm luật chống độc quyền.
Vào tháng 6 năm 2008, AKB48 thành lập nhóm chị em SKE48 tại Sakae, Nagoya. Vào tháng 8, nhóm chuyển từ hãng đĩa DefStar Records sang King Records, Ayaka Kikuchi là thành viên đầu tiên bị đuổi khỏi nhóm vì vi phạm kỷ luật khi để lộ ảnh chụp với bạn trai. Kikuchi trở lại nhóm sau buổi thử giọng năm 2010.
Nhóm ra mắt chương trình tạp kỹ riêng AKBINGO! đầu tháng 10, vào ngày 22 tháng 10, đĩa đơn thứ 10 "Ōgoe Diamond" phát hành dưới hãng đĩa You Be Cool!/ KING RECORDS. Với sự xuất hiện của Matsui Jurina (11 tuổi khi đó) làm center (thành viên trung tâm) cũng như trên bìa đĩa, đây là đĩa đơn đầu tiên có sự góp mặt của một thành viên trong nhóm chị em của AKB48, và ra mắt ở vị trí thứ 3 trên bảng xếp hạng Top 10 Oricon hàng tuần.
Nhóm phát hành đĩa đơn thứ 11 "10nen Sakura" vào ngày 4 tháng 3 năm 2009, đạt vị trí thứ 3 trên bảng xếp hạng Oricon tuần đầu, đây là đĩa đơn đầu tiên bán được hơn 100.000 bản. Đĩa đơn thứ 12 "Namida Surprise!" phát hành vào ngày 24 tháng 6 bán được 104.180 bản trong tuần đầu tiên trên bảng xếp hạng Oricon. Đĩa đơn thứ 13 "Iiwake Maybe" phát hành ngày 26 tháng 8 . Vượt mặt đối thủ SMAP, đĩa đơn đạt vị trí số 1 trên Bảng xếp hạng đĩa đơn hàng ngày và hạng 2 trên Bảng xếp hạng đĩa đơn hàng tuần của Oricon.
Team A là khách mời danh dự tại Japan Expo ở Paris từ 2 đến 5 tháng 7 năm 2009, biểu diễn "Ōgoe Diamond" bản tiếng Anh. Nhóm ra mắt tại Hoa Kỳ với buổi biểu diễn tại Webster Hall ở New York vào 27 tháng 9.
Vào tháng 10, 3 đĩa đơn "10nen Sakura", "Namida Surprise!" và "Iiwake Maybe" được RIAJ cấp chứng nhận vàng. Đĩa đơn thứ 14 "River" phát hành vào ngày 21 tháng 10 đứng đầu bảng xếp hạng Top 10 Oricon hàng tuần và là đĩa đơn đứng hạng 1 đầu tiên của nhóm.
Vào ngày 31 tháng 12, AKB48 biểu diễn bản remix đặc biệt RIVER-Surprise tại NHK Kōhaku Uta Gassen lần thứ 60. 72 thành viên từ AKB48 bao gồm thực tập sinh và 3 thành viên SKE48 tham gia biểu diễn.
Nhóm phát hành đĩa đơn thứ 15 "Sakura no Shiori" vào ngày 17 tháng 2 năm 2010. Trong tuần đầu tiên, đĩa đơn đứng đầu bảng xếp hạng Oricon với hơn 300.000 bản được bán ra, kỷ lục của một nữ nghệ sĩ Nhật Bản trong 7 năm. Đây là đĩa đơn cuối cùng của nhóm đến khi phát hành album đầu tiên thuộc King Records "Kamikyokutachi" đứng đầu bảng xếp hạng album Oricon và được RIAJ 2 lần chứng nhận đĩa bạch kim với doanh số hơn 500.000 bản.

### 2010–2011:Koko ni Ita Koto
Nhóm phát hành đĩa đơn thứ 16 "Ponytail to Chouchou" vào ngày 26 tháng 5 năm 2010, vượt xa so với trước đó với hơn 400.000 bản được bán ngày đầu tiên và hơn 513.000 bản trong tuần đầu tiên. Vào ngày 27 tháng 4, Anime Expo thông báo AKB48 sẽ là khách mời danh dự và nhóm biểu diễn vào ngày 1 tháng 7 tại Nokia Theatre. Nhóm ra mắt single thứ 17 Heavy Rotation (ヘビーローテーション Hebīrōtēshon) vào 18/8, trụ vững trên bảng xếp hạng JOYSOUND trong 43 tuần Nhóm mở cửa hàng tại Hong Kong vào tháng 8, sau đó mở rộng sang Đài Loan (tháng 4/2011), Singapore (tháng 5/2011), Thượng Hải (tháng 7/2011).

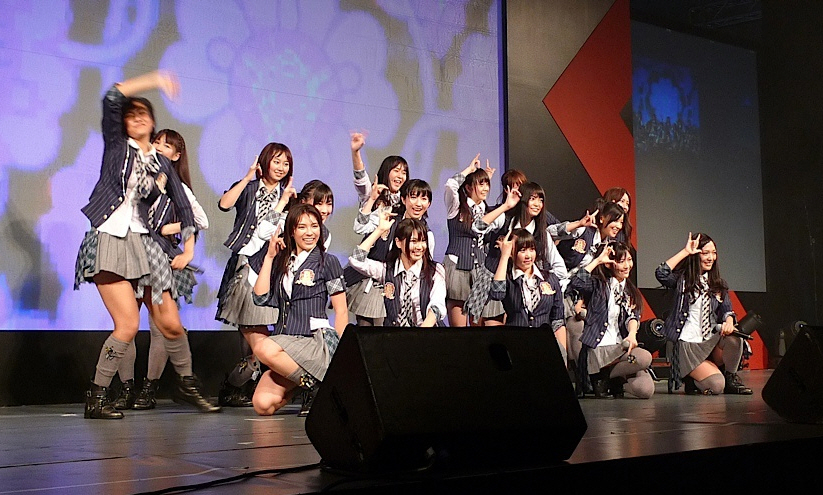
AKB48 biểu diễn tại Anime Festival Asia 2010

Vào ngày 23 tháng 10, AKB48 đại diện Nhật Bản dự Asia Song Festival lần thứ 7 do Quỹ Trao đổi Văn hóa Quốc tế Hàn Quốc (tiếng Anh: Korea Foundation for International Culture Exchange - KOFICE) tổ chức tại Sân vận động Olympic Seoul. 4 ngày sau, nhóm phát hành đĩa đơn thứ 18 "Beginner", bán được 826.989 bản trong tuần đầu, doanh số cao nhất trong tuần đầu tiên cho đĩa đơn của một nhóm nhạc thần tượng nữ. Watanabe Mayu xuất hiện trên bìa tạp chí thần tượng UP to boy số tháng 12 cùng Suzuki Airi từ nhóm nhạc nữ đồng hương Cute, là sự hợp tác đầu tiên giữa Hello! Project và AKB48.
Vào tháng 11/2010, AKB48 tham gia một số sự kiện bên ngoài Nhật Bản: Vào ngày 20 tháng 11, 12 thành viên biểu diễn tại Japanese Pop Culture Festival ở Moscow. Nhóm biểu diễn tại Singapore tại Cool Japan forum trong sự kiện Anime Festival Asia X và tại Singapore Toy, Games and Comics Convention. Những thành viên tốt nghiệp năm 2010 bao gồm thành viên thế hệ thứ 2 Erena Ono, người rời đi vào ngày 27 tháng 9 để theo đuổi sự nghiệp diễn xuất ở nước ngoài.

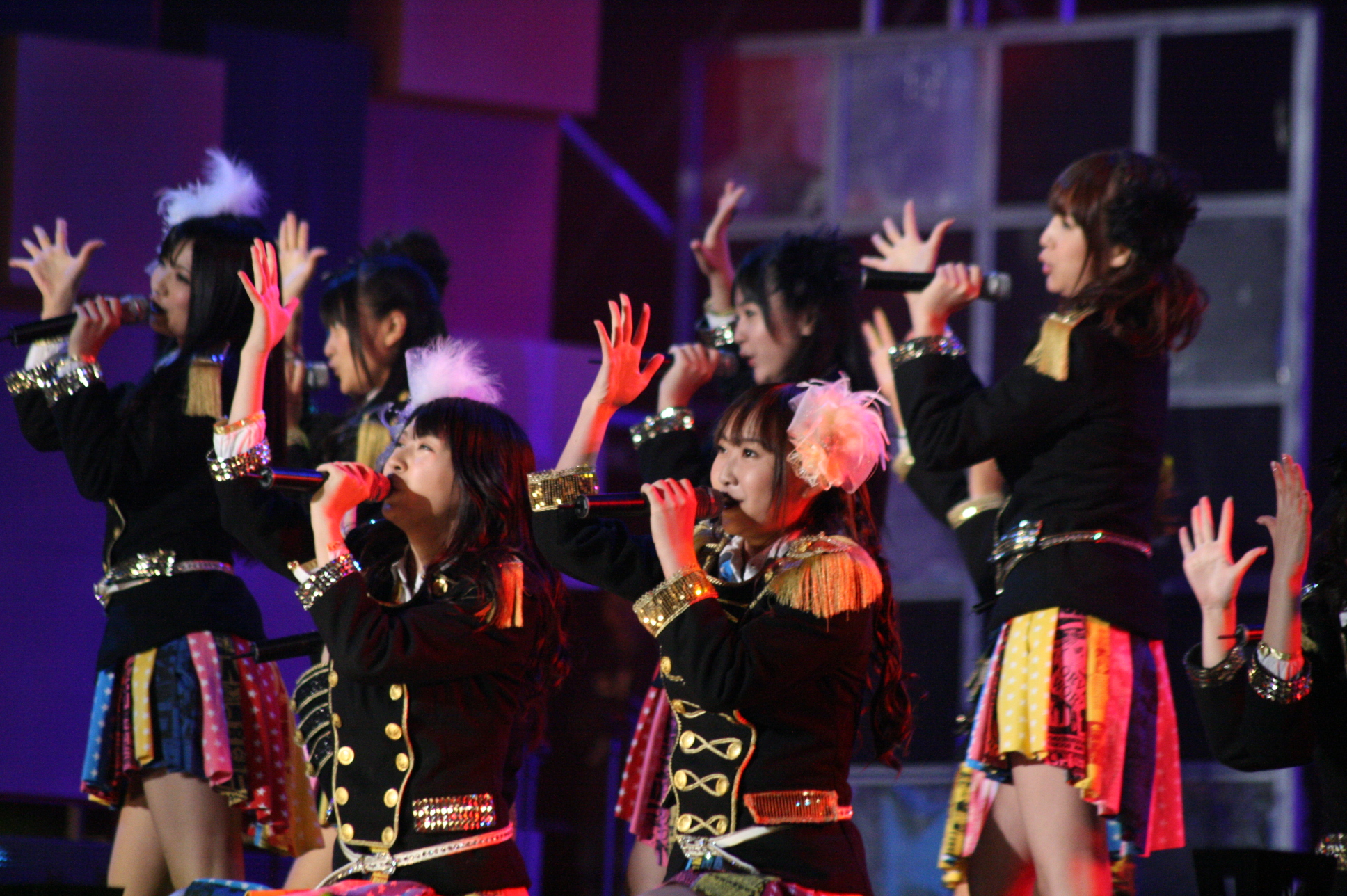
AKB48 tham dự Asia Song Festival 2010 tại Hàn Quốc

Vào ngày 8/12, AKB48 kỷ niệm 5 năm ra mắt với buổi biểu diễn đặc biệt tại nhà hát cùng tất cả các thành viên, bao gồm các thành viên tốt nghiệp. Tất cả thực tập sinh thế hệ thứ 9 cũng được thăng cấp.
Vào năm 2011, nhóm ra mắt đĩa đơn thứ 20 "Sakura no Ki ni Narō" phát hành vào ngày 16 tháng 2, bán được 655.000 bản trong ngày đầu tiên, vượt qua con số 568.000 bản của "Beginner". Vào cuối tuần đầu tiên, đĩa đơn đã bán được 942.479 bản, đây là đĩa đơn bán được nhiều nhất và nhanh nhất của nhóm tại Nhật Bản kể từ năm 2000, nhóm ra mắt bộ phim tài liệu đầu tiên DOCUMENTARY of AKB48 to be continued "10 Nengo, Shoujo Tachi wa Ima no Jibun ni Nani o Omou Nodarou?" vào ngày 22 tháng 1.
Vào ngày 21 tháng 2, nhóm công bố album thứ 3 Koko ni Ita Koto (tiếng Nhật: こ こ に い た こ と) bao gồm 11 bài hát và dự kiến phát hành vào ngày 6 tháng 4. Do ảnh hưởng từ trận động đất và sóng thần Tōhoku 2011, nhóm dừng các buổi biểu diễn tại Nhà hát và hủy bỏ một số sự kiện trước công chúng. AKB48 bắt đầu dự án quyên góp cứu trợ nạn nhân động đất và sóng thần "Dareka no Tame ni" (tiếng Nhật: 誰かのために). Yokohama Arena - một trong những địa điểm tổ chức, được sử dụng cho sự kiện từ thiện kéo dài 2 ngày từ 26 tháng 3 và 12 thành viên nhóm đã tham dự Liên hoan phim quốc tế Okinawa hôm đó với mục đích tương tự. Vào ngày 15 tháng 3, AKB48 cùng các nhóm chị em SKE48, SDN48 và NMB48 và các cộng sự từ công ty quản lý AKS đã quyên góp 500 triệu yên cho việc cứu trợ. Việc phát hành Koko ni Ita Koto bị hoãn lại cho đến ngày 8 tháng 6, với một phần số tiền thu được dành để quyên góp cho các nạn nhân. Vào ngày 1 tháng 4, nhóm phát hành đĩa đơn từ thiện "Dareka no Tame ni-誰かのために"  dưới dạng kỹ thuật số, tất cả số tiền thu được dành cho cứu trợ các nạn nhân động đất và sóng thần.

### 2011–2012:1830 m
Nhóm công bố ra mắt nhóm chị em HKT48 tại Fukuoka- Kyushu, nhóm đặt nhà hát tại Hawks Town Mall vào 1/5/2011, sau đó 2 ngày nhóm thông báo mở nhà hát tại Singapore đặt tại *scape Youth Park, cùng cửa hàng AKB48 shop, nhóm là khách mời biểu diễn tại lễ trao giải Golden Melody Awards thứ 22 vào tháng 6
Nhóm ra mắt single thứ 21 "Everyday, Kachūsha" vào 25/5, đạt kỷ lục tẩu tán trong 1 ngày (942.475 bản) cũng như trong 1 tuần (1.333.969 bản) Nhóm ra mắt Team 4 vào 7/6, với 16 thành viên do Ōba Mina làm đội trưởng, 4 ngày sau nhóm thông báo tại một sự kiện bắt tay rằng Eguchi Aimi, người đã tham gia thử giọng cho NMB48 sẽ gia nhập AKB48 với tư cách là thực tập sinh, sau đó Eguchi được tiết lộ không phải là người thật, cô là một nhân vật 100% được tạo ra từ máy tính cho chiến dịch quảng cáo của hãng Ezaki Glico. Vẻ ngoài của Aimi Eguchi là sự pha trộn tất cả những đặc điểm ưu tú nhất của những thành viên có thực của AKB48 hiện diện trong đoạn video quảng cáo từ mũi, mắt, miệng, tóc, lông mày cho đến vóc dáng và thậm chí là giọng hát, đến ngày 28/6 Akimoto Yasushi công bố ra mắt nhóm Nogizaka46 (乃木坂46), được coi là "đối thủ chính thức" (tiếng Nhật: 公式ライバル, đã Latinh hoá: kōshiki raibaru) của AKB48 với 20 thành viên, ông đồng thời hợp tác cùng Sony Music Japan cho việc phát triển nhóm. Vào ngày 22/6, Oricon cho biết trong nửa đầu năm 2011, AKB48 đã đứng đầu bảng xếp hạng doanh số bán album và có 2 đĩa đơn "Everyday, Kachūsha" và "Sakura no Ki ni Narō" lần lượt bán chạy thứ nhất và thứ 2. Nhóm đạt doanh thu 6,66 tỷ yên từ việc bán hàng liên quan đến nhóm, nhóm làm MC & biểu diễn 3 bài hát Beginner/ Everyday, Kachūsha/ Heavy Rotation tại lễ trao giải MTV Video Music Aid Japan 2011 tại Makuhari Messe ngày 25/6.
Nhóm ra mắt single thứ 22 "Flying Get" (フライングゲット Furaingugetto), bán được 1.025.952 bản trong 1 ngày, đồng thời là single thứ 4 bán được hợn 1 triệu bản trong tuần đầu (1,354 triệu bản), nhóm tổ chức cuộc thi oẳn-tù-tì để chọn thành viên cho single thứ 24 2 single tiếp theo "Kaze wa Fuiteiru" (26/10- 1.045.937 bản) & "Ue kara Mariko" (7/12-1,199 triệu bản) đều vượt mốc 1 triệu bản trong tuần đầu, riêng single Flying Get đat giải Grand Prix tại lễ trao giải Japan Record Awards lần thứ 53. Vào cuối năm 2011, AKB48 đứng đầu 7 trong số 16 bảng xếp hạng Oricon: tổng doanh số của một nghệ sĩ, số lượng đĩa đơn đã bán ra, tổng doanh thu cho đĩa đơn, tổng doanh thu của một nghệ sĩ (cho đĩa đơn), số lượng đĩa đơn cho một đĩa Blu-ray nhạc, tổng doanh số cho một đĩa Blu-ray nhạc và tổng doanh thu Blu-ray của một nghệ sĩ. Nhóm lập kỷ lục cho nhiều đĩa đơn triệu bản bán ra nhất trong năm, đĩa đơn bán chạy nhất của một nhóm nữ và nhóm nữ có thu nhập cao nhất.
Sang năm 2012, Oricon công bố nhóm đá bán được 11,787 triệu bản CD, vượt mặt nhóm Morning Musume (11,774 triệu bản) trước đó, nhóm nhỏ Baby Blossom trình diễn single thứ 25 "Give Me Five!" tại sự kiện "AKB48 Request Hour Set List Best 100 2012" ngày 22/1, sau đó ra mắt vào 15/2, các thành viên của Baby Blossom đã dành 5 tháng để học chơi nhạc cụ và một số có ít (hoặc không có) kinh nghiệm trước đó.
Phim tài liệu thứ 2 Documentary of AKB48: Show Must Go On Shōjo-tachi wa Kizutsuki Nagara, Yume wo Miru, công chiếu ngày 27/1 thu về 4 triệu USD doanh thu, phim anime AKB0048 phát sóng từ 29/4 đến 22/7 do Yoshimasa Hiraike đạo diễn, cùng Akimoto sản xuất và viết kịch bản, 9 thành viên AKB48 cùng các nhóm chị em lồng tiếng cho các nhân vật chính, hát ca khúc chủ để mở màn & kết phim dưới nhỏm nhỏ No Name.
2 thành viên Matsui Jurina (SKE48) và Watanabe Miyuki (NMB48) thay thế Hirajima Natsumi và Yonezawa Rumi do lộ những bức ảnh cũ chụp cùng bạn trai, nhóm quyết định 5 thực tập sinh sẽ thắng cấp vào Team 4, nâng số thành viên lên 16, nhóm sẽ trình diễn tại Tokyo Dome- điều nhóm quyết tâm thực hiện từ khi ra mắt Thành viên Maeda Atsuko thông báo rời nhóm vào 25/3, do đó AKB48 quyết định cô sẽ có buổi biểu diễn tốt nghiệp tại Tokyo Dome vào 27/8
Vào 26/3, nhóm công bố buổi Tổng tuyển cử cho single thứ 27 "Gingham Check", với 243 thành viên từ các nhóm chị em tham dự, phiếu bầu nằm trong single thứ 26 "Manatsu no Sounds Good!". Tổng tuyển cử tổ chức hôm 6/6, Oshima Yuko cùng Watanabe Mayu và Kashiwagi Yuki là 3 thành viên xếp hạng cao nhất, Gingham Check ra mắt ngày 29/8
AKB48 công bố thành lập nhóm chị em nước ngoài thứ 2 SNH48 tại Thượng Hải, Trung Quốc, Sashihara Rino chuyển sang nhóm HKT48 do scandal lộ ảnh nóng với bạn trai cũ  ngày 14/6, 6 thành viên thuộc 2 thế hệ 10, 11 thăng cấp ngày 24/6, đến ngày 18/9 nhóm tổ chức cuộc thi oẳn tù tì để chọn đội hình cho single thứ 29 "Eien Pressure" ra mắt ngày 5/12, nhóm phát hành single thứ 28 Uza ngày 5/12
Nhóm ra mắt album thứ 4 1830m vào 15/8, sau đó 9 ngày nhóm công bố cải tổ đội hình vào buổi concert tại Tokyo Dome: Team 4 giải thể, các thành viện sẽ chuyển sang 3 team còn lại, Oota Aika sang HKT48, Nakagawa Haruka & Takajō Aki sang JKT48 tại Indonesia, Miyazawa Sae & Suzuki Mariya sang SNH48, Takahashi Minami trở thành tổng quản của AKB48; các đội trưởng Team A, Team K, Team B lần lượt thuộc về Shinoda Mariko, Oshima Yuko và Umeda Ayaka

### 2012–2014:Tsugi no Ashiato
Nhóm ra mắt nhạc phim Wreck-It Ralph "Sugar Rush", nhóm lập kỷ lục Guinness cho số lượng ca sĩ nhạc Pop nhiều nhất xuất hiện trong một trò chơi điện tử (AKB1/149 Ren'ai Sōsenkyo), single thứ 26 Manatsu no Sounds Good! có lần thứ 2 liền đạt giải tại Japan Record Award lần thứ 54 ngày 30/12. Nhóm đứng đầu về tổng doanh thu tại Nhật Bản năm 2012 với 19,098 tỷ yên. Nhóm ra mắt single thứ 30 "So long!" vào 20/2
Phim hoạt hình AKB0048 ra mắt mùa 2 AKB0048 Next Stage chiểu từ 5/1 đến 30/3/2013, vào tháng 1 nhóm tổ chức concert Request Hour Set List Best 100 tại Tokyo Dome City Hall, đồng thời công bố 2 show diễn tại Nippon Budokan và Sân vận động Nissan, vào ngày 1/2 phim tài liệu Documentary of AKB48: No Flower Without Rain: Shōjo Tachi wa Namida no Ato ni Nani o Miru? ra mắt công chúng, thành viên Itano Tomomi thông báo sẽ rời nhóm cùng ngày, nhóm công bố sắp xếp đội hình vào concert tại Nippon Budokan ngày 28/4, nơi Moeno Nito và Kasai Tomomi xuất hiện lần cuối cùng với nhóm
Nhóm ra mắt single thứ 31 "Sayonara Crawl" vào 22/5, đây là bài hát đầu tiên có 4 center (Oshima Yuko, Itano Tomomi, Shimazaki Haruka và Watanabe Mayu), đĩa đơn đã bán được hơn 1,9 triệu bản sau 1 tháng, phá vỡ kỷ lục của nhóm Speed với White Love 1997 về lượng đĩa đơn bán ra nhiều nhất của một nhóm nữ, nhóm tổ chức Tổng tuyển cử lần thứ 5 với 243 thành viên tham dự, Sashihara Rino giành hạng nhất, đội trưởng Team A Mariko Shinoda công bố sẽ rời nhóm vào tháng 7, cựu thành viên Maeda Atsuko ra mắt single solo "Time Machine Nante Iranai" trong chuỗi concert mùa hè của AKB48 tại Sapporo Dome ngày 31/7.

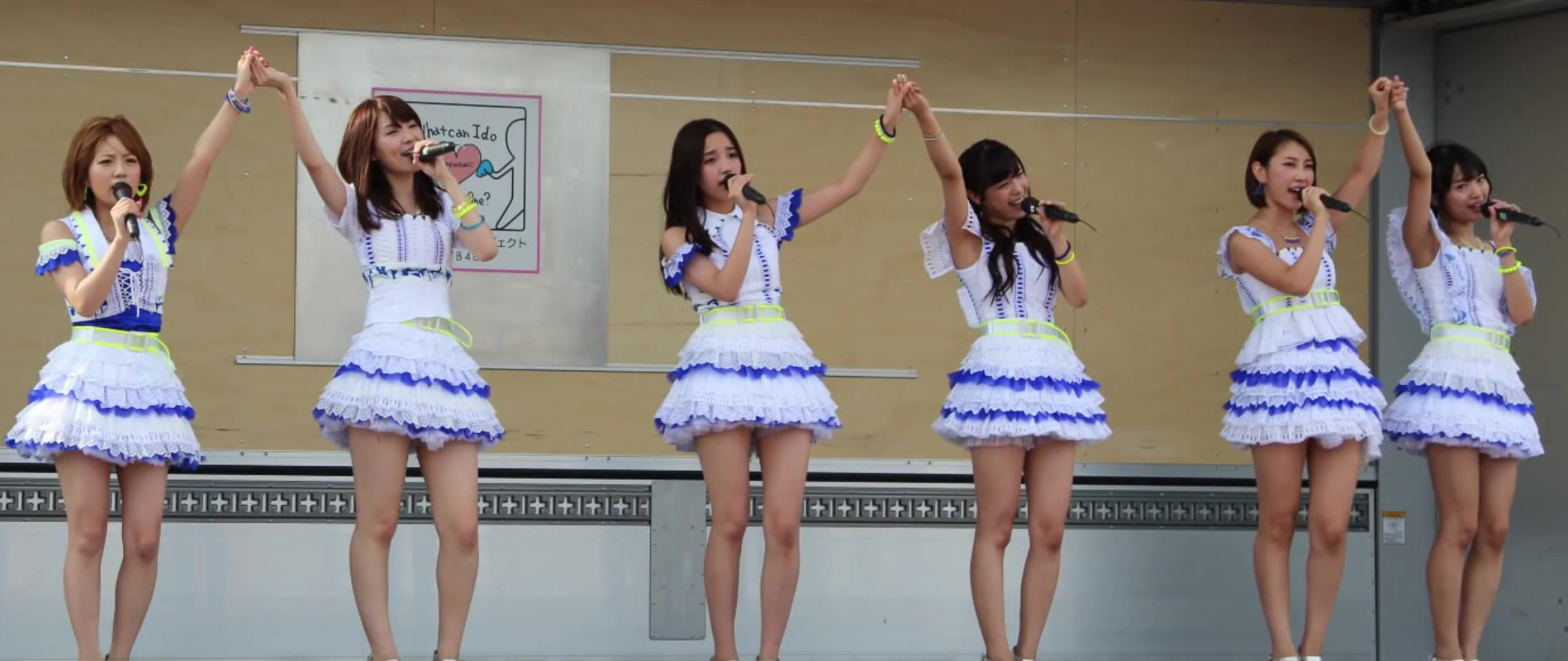
AKB48 tại Tokyo năm 2013

Nhóm ra mắt single thứ 32 "Koisuru Fortune Cookie" vào 21/8 với 3800 người tham dự quay MV, nhiều nhất từ khi ra mắt ,nhóm công bố mở lại Team 4 vào 24/8, theo đó Minegishi Minami là đội trưởng, cùng các thành viên thực tập sinh thăng hạng từ 2 thế hệ 13-14.
Nhóm tổ chức cuộc thi oẳn tù tì cho single thứ 34 tổ chức tại Nippon Budokan vào 18/9, Matsui Jurina là người thắng cuộc, sau đó nhóm công bố đội hình và biểu diễn single thứ 33 "Heart Ereki" ra mắt 30/10, vào 11/11 single thứ 34 "Suzukake no Ki no Michi de 'Kimi no Hohoemi o Yume ni Miru' to Itte Shimattara Bokutachi no Kankei wa Dō Kawatte Shimau no ka, Bokunari ni Nan-nichi ka Kangaeta Ue de no Yaya Kihazukashii Ketsuron no Yō na Mono" ra mắt, thành viên Yuko Oshima tuyên bố sẽ rời nhóm tại sự kiện Kōhaku Uta Gassen, nhóm đứng #2 về tổng doanh thu tại Nhật Bản năm 2013 với 13,254 tỷ yên.
Vào 22/1/2014, nhóm ra mắt album thứ 5 Tsugi no Ashiato, bán được 962.000 bản, nhóm ra mắt single thứ 35 "Mae shika Mukanee" vào 26/2, bán được 970.413 bản trong ngày đầu tiên. Nhóm công bố ra mắt Team 8, với 47 thành viên đại diện 47 tỉnh thành, đồng thời sắp xếp đội hình với việc ra mắt đội phó, thăng cấp cho các thực tập sinh, chuyển thành viên vào 24/2. Nhóm công bố đội hình Team 8 vào 3/4 với mô hình "những thần tượng đến với bạn" (the idols who come to you). Akimoto Yasushi thông báo về buổi thử giọng cho một thành viên trên 30 tuổi, tham gia vào các sự kiện và quảng cáo Glico Papico. Vào ngày 16 tháng 4, AKB48 công bố thành viên Otona: Tsukamoto Mariko, một bà nội trợ 37 tuổi và là mẹ của 2 đứa con.
Nhóm ra mắt single thứ 36 "Labrador Retriever" vào 26/2, với 1.462.000 bản được bán ra trong ngày đầu, cuộc Tổng tuyển cử thứ 6 cho single thứ 37 diễn ra ngày 7/6 chứng kiến Watanabe Mayu đứng nhất với 159.854 phiếu bầu, cô làm center cho bài hát Kokoro no Placard ra mắt ngày 27/8, Sashihara Rino về nhì với 141.954 phiếu bầu. Phim tài liệu thứ 4 DOCUMENTARY of AKB48 The time has come phát hành vào 4/7, cùng single thứ 38 Kibouteki Refrain phát hành ngày 26/11
Vào tháng 8, AKB48 công bố dự án Baito AKB, cho phép các cô gái tham gia nhóm theo diện bán thời gian bằng cách sử dụng trang web tìm việc Baitoru. 13.246 cô gái đã nộp đơn ứng tuyển và sau nhiều vòng sàng lọc, 53 cô gái được chọn để ký hợp đồng 5 tháng với cơ hội gia hạn thêm 3 tháng vào tháng 2. Sau khi kết thúc, 11 thành viên cũ tham gia sự kiện Draft Kaigi hàng năm để trở thành thành viên chính thức, trong khi số khác bày tỏ mong muốn tham gia thử giọng cho nhóm nhạc sắp ra mắt NGT48.
Vào 8/12, tổng quản Takahashi Minami tuyên bố sẽ rời nhóm vào 12/2015 nhân dịp kỷ niệm 10 năm hoạt động, cô chọn Yokoyama Yui là người kế nhiệm. Nhóm đứng thứ 2 trong bảng xếp hạng Tổng doanh thu cho nghệ sĩ của Orion năm 2014 với 13,075 tỷ yên

### 2015:Koko ga Rhodes da, Koko de Tobe!và0 to 1 no Aida
Nhóm ra mắt album phòng thu thứ 6 Koko ga Rhodes da, Koko de Tobe! vào ngày 21/1/2015, vào ngày 4/3 nhóm phát hành single thứ 39 "Green Flash", giúp nhóm trở thành nhóm nhạc đầu tiên có 20 single liền đạt 1 triệu bản bán ra tuần đầu tiên. Nhóm đón chào khán giả thứ 1 triệu vào nhà hát ngày 25/2 sau 9 năm 2 tháng kể từ khi mở cửa. Thành viên Kawaei Rina tuyên bố tốt nghiệp vào 26/3 để tập trung cho sự nghiệp của bản thân, cô tiết lộ trước đó đã suy nghĩ kỹ về tương lai của mình mà không phụ thuộc vào nhóm

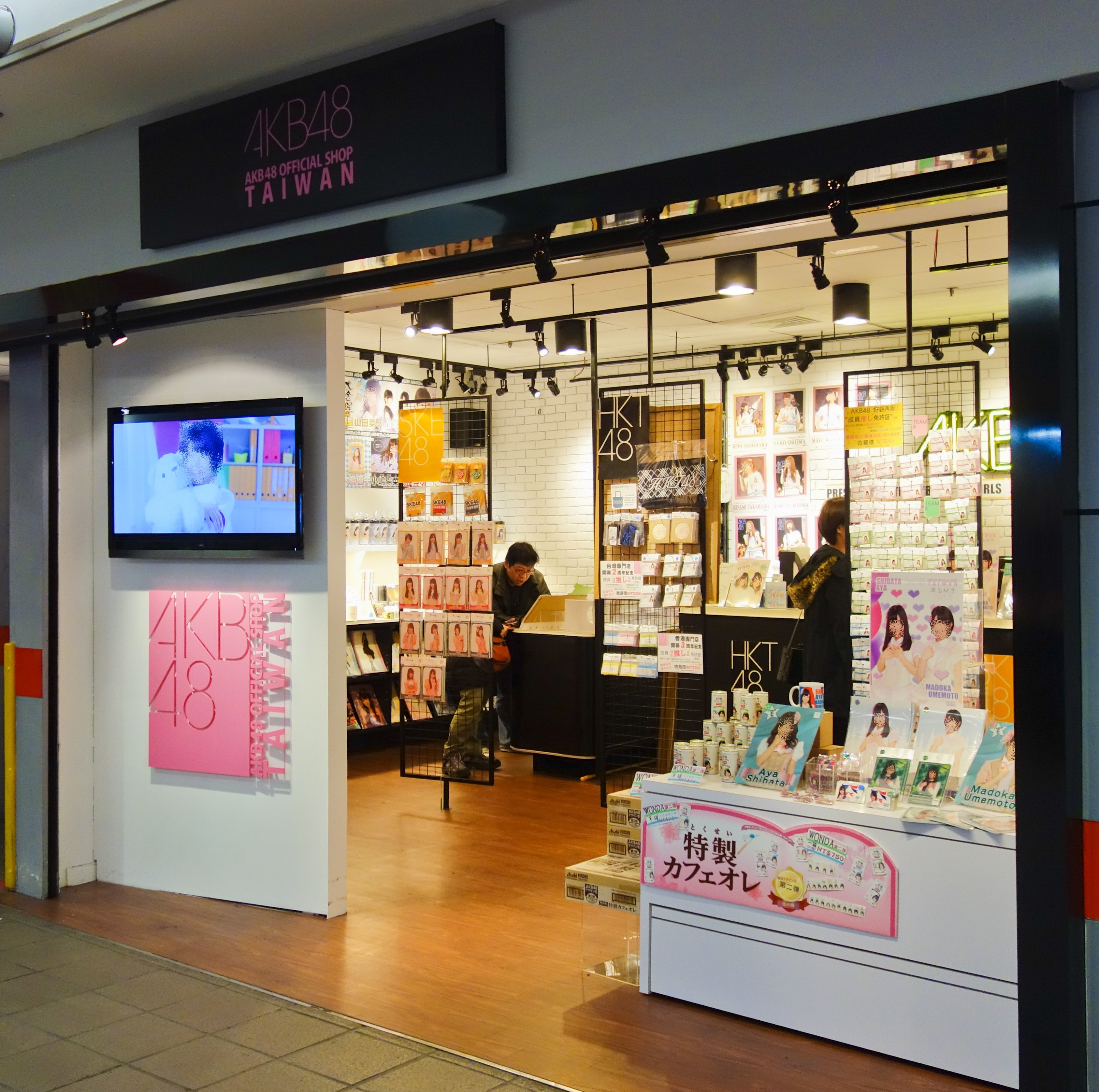
Cửa hàng AKB48 tại Đài Loan

Nhóm có lần thứ 2 làm khách mời của Ngày hội Nhật Bản hàng năm tại New York vào 10/5, các thành viên Hirata Rina, Oshima Ryoka, Kojima Haruna, Muto Tomu, Iwatate Saho và Nozawa Rina biểu diễn 5 bài hát trước 5000 khán giả
Vào ngày 20/5, nhóm ra mắt single thứ 40 "Bokutachi wa Tatakawanai", với 1.472.375 bản bán ra trong ngày đầu, phá kỷ lục trước đó của Labrador Retriever.
Vào ngày 6/6, nhóm tổ chức cuộc tổng tuyển cử thứ 7 tổ chức tại Fukuoka Dome, với tổng cộng 3,2 triệu phiếu bầu cho các thành viên, Sashihara Rino có lần thứ 2 thắng cuộc với 194.049 phiếu bầu, trở thành Center cho single thứ 41 "Halloween Night" ra mắt ngày 26/8, nhóm tổ chức giải đấu thể thao tại Tokyo Dome ngày 25/8 với chiến thắng cho Team 8
Vào ngày 25/10, trong sự kiện bắt tay, nhóm công bố ra mắt single thứ 42 Kuchibiru ni Be My Baby ra mắt ngày 9/12 cùng concert Request Hour 2016, Takahashi Minami được chọn là Center lần cuối cùng cho nhóm. Single bán được 813.044 bản trong ngày đầu ra mắt, nâng tổng số đĩa nhóm bán ra lên 36.158.000 album đĩa đơn, giúp nhóm vượt mặt nhóm nhạc rock B'z trở thành nghệ sỹ có lượng album đơn bán ra cao nhất tại Nhật Bản
Nhóm ra mắt album thứ 7 0 to 1 no Aida, nhân dịp kỷ niệm 10 năm ra mắt vào ngày 18/11, nhóm tổ chức AKB48 Kouhaku Utagassen thứ 5 tại Tokyo Dome City Hall & tham dự NHK Kōhaku Uta Gassen lần thứ 66 vào ngày 31/12, Maeda Atsuko và Oshima Yuko trở lại biểu diễn 4 bài hát Aitakatta, Flying Get, Heavy Rotation, Koisuru Fortune Cookie cùng nhóm

### 2016–2017:Thumbnail
Vào ngày 24/1/2016, trong ngày cuối show Request Hour 2016 tại Tokyo Dome City, nhóm trình làng ca khúc thuộc single thứ 43 "Kimi wa Melody" ra mắt ngày 9/3, đây là single thứ 2 đánh dấu sự trở lại của Maeda Atsuko, Oshima Yuko, Shinoda Mariko và Itano Tomomi, còn Miyawaki Sakura là center lần đầu tiên cho nhóm
Vào tháng 2, thành viên người Đài Loan Mã Gia Linh (tiếng Trung: 馬嘉伶; bính âm: Ma Chia-ling) gia nhập nhóm thông qua vòng tuyển chọn tại Đài Loan trước đó, cô là thành viên ngoại quốc đầu tiên và duy nhất hoạt động cho AKB48

Nhóm phát hành single thứ 44 "Tsubasa wa Iranai" vào 1/6, Mukaichi Mion là center lần đầu tiên, nhóm tổ chức Tổng tuyển cử thứ 8 vào 18/6, thành viên Sashihara Rino đạt hạng nhất với 243.011 phiếu bầu, nhóm phát hành single thứ 45 "LOVE TRIP / Shiawase wo Wakenasai" vào 31/8, nhóm tổ chức cuộc thi oẳn-tù-tì lần thứ 7 vào tháng 9,  Tanabe Miku là người thắng cuộc, làm center của nhóm nhỏ mới Jankenmin với các thành viên thắng cuộc trong top 7, single Sakazaka của nhóm phát hành tháng 12, các thành viên xếp hạng từ #8 đến #14 sẽ xuất hiện trong bài hát đính kèm và PV. Vào 3/10, Shimazaki Haruka thông báo tốt nghiệp, cô có lần cuối làm center khi nhóm ra mắt single thứ 46 "High Tension" vào 16/11 và chính thức tốt nghiệp ngày 31/12 .

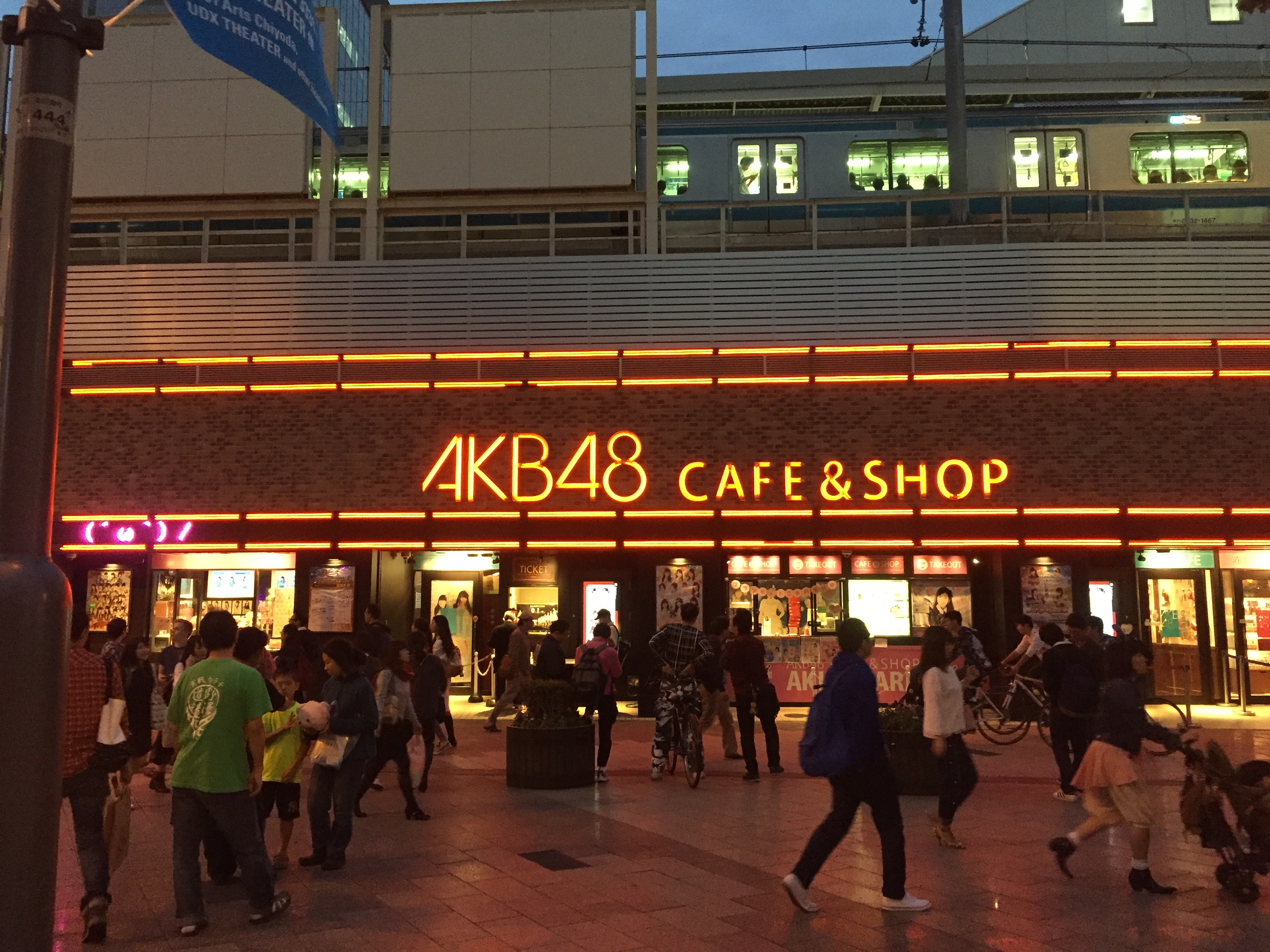
AKB48 Cafe & Shop

Vào 12/12, Watanabe Mayu, Izuta Rina và Kawamoto Saya thông báo thành lập chi nhánh AKB48 China tại Trung Quốc trong một cuộc họp báo và gặp gỡ người hâm mộ tại Thượng Hải. Khác với SNH48 trước đó, AKB48 China sẽ đóng vai trò cầu nối giữa Nhật Bản và Trung Quốc, đưa các thành viên Nhật Bản đến Nhà hát AKB48 Trung Quốc trong tương lai.
Nhóm phát hành album thứ 8 "Thumbnail" vào 25/1/2017, nhóm ra mắt single thứ 47 "Shoot Sign", là single cuối cùng Kojima Haruna hoạt động cùng nhóm. Single thứ 48 Negaigoto no Mochigusare bán được 1.305.747 bản trong tuần đầu Phim tài liệu thứ 5 DOCUMENTARY of AKB48 Sonzai suru Riyuu ra mắt công chúng vào 8/7 Nhóm tổ chức Tổng tuyển cử vào 17/6, Sashihara Rino đạt hạng nhất năm thứ 3 liên tiếp với 246.376 phiếu bầu, làm center cho single thứ 49 "#sukinanda" phát hành ngày 30/8, Watanabe Mayu thông báo tốt nghiệp trong sự kiện. Vào ngày 4/10, AKB48 phát hành Ano Koro ga Ippai〜AKB48 Music Video Shuu〜. Đây là bộ sưu tập tất cả các video âm nhạc từ đĩa đơn thứ 32 đến 48 của nhóm. Nhóm tổ chức concert tốt nghiệp Watanabe Mayu Graduation Concert ~Minna no Yume ga Kanaimasu you ni~ vào ngày 31/10, cô có buổi diễn cuối cùng tại nhà hát ngày 26/12
Vào 22/11, nhóm ra mắt single thứ 50 "11gatsu no Anklet", là single cuối cùng của Watanabe Mayu. 30 thành viên nhóm xuất hiện tại MAMA 2017 tổ chức tại Nhật Bản sau đó 1 tuần, biểu diễn 3 bài hát Pick Me, Heavy Rotation, Koisuru Fortune Cookie với Weki Meki, Kim Chung-ha, PRISTIN, các thí sinh Idol School class 1, Fromis 9, AKB48 nhận giải Nghệ sỹ châu Á của năm tại Nhật Bản, đồng thời xác nhận sẽ tham gia chương trình thực tế sống còn Produce 48 của đài Mnet năm 2018, Akimoto Yasushi sẽ đóng vai trò sản xuất âm nhạc cho chương trình
Tại buổi kỷ niệm 12 năm ra mắt, nhóm công bố việc sắp xếp đội hình. Tất cả các vị trí kiêm nhiệm (kennin (兼任)) tại các nhóm thuộc 48 Groups được loại bỏ, nhưng tất cả các thành viên Team 8 đều nhận được vị trí này, nghĩa là tất cả các thành viên Team 8 giờ cũng thuộc Team A, Team K, Team B hoặc Team 4. Đội trưởng mới của Team là Okabe Rin (Team A), Komiyama Haruka (Team K), Takahashi Juri (Team B) và Murayama Yuiri (Team 4). Vai trò đồng đội trưởng cũng được loại bỏ. Watanabe Mayu rời nhóm vào cuối năm sau NHK Kouhaku Uta Gassen thứ 68

### 2018–2019: Tham gia Produce 48,Bokutachi wa, Ano Hi no Yoake o Shitteiru

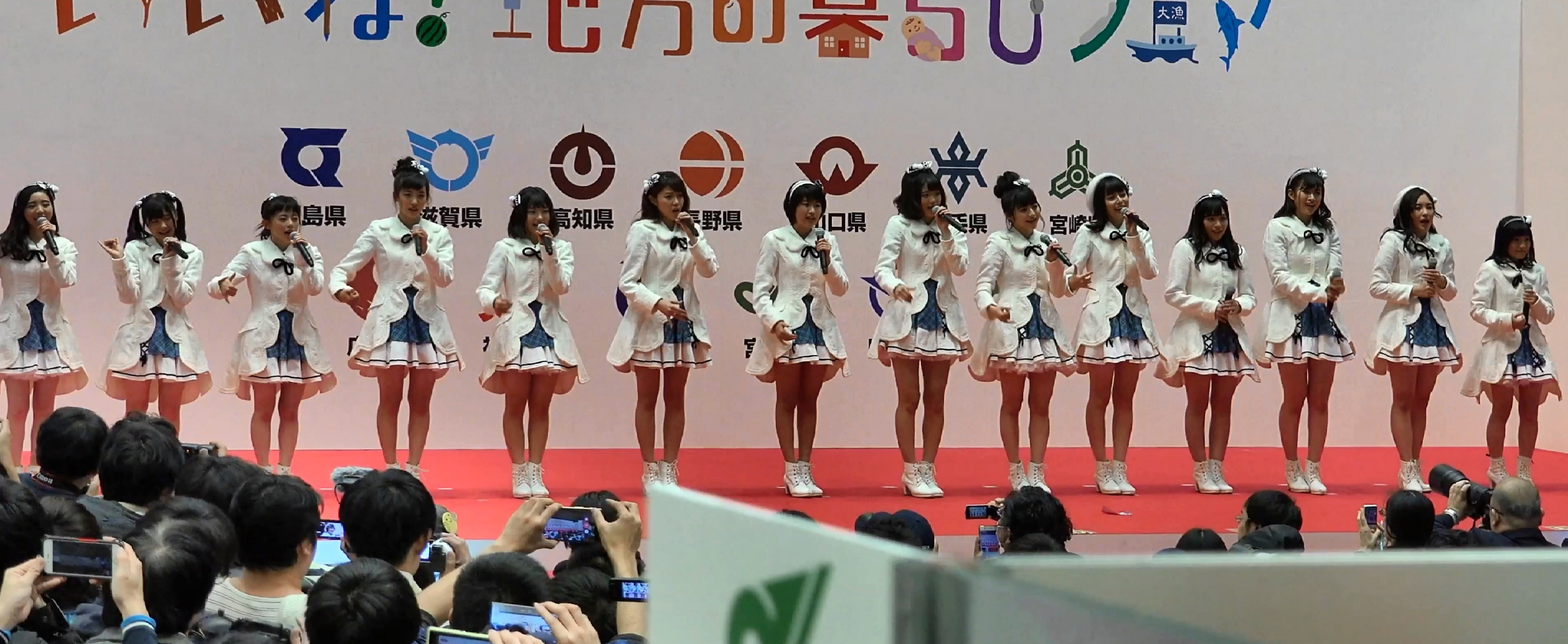
Team 8 biểu diễn tại tỉnh Nagano năm 2016

Nhóm ra mắt album thứ 9 Bokutachi wa, Ano Hi no Yoake wo Shitteiru vào 24/1/2018, cùng single thứ 51 Jabaja vào 14/3, Okada Nana có lần đầu tiên làm center cho single. Nhóm phát hành single thứ 52 Teacher Teacher vào 30/5, bán được 1.591.164 bản trong ngày đầu, phá kỷ lục cũ của Bokutachi wa Tatakawanai, tẩu tán được 1.812.868 bản vài tuần sau đó, là single bán chạy thứ 2 trong lịch sử sau Sayonara Crawl với 1.995.800 bản, đồng thời được RIAJ chứng nhận Triple Million, trở thành nhóm nhạc đầu tiên đạt chứng nhận này. Nhóm tổ chức Tổng tuyển cử lần thứ 10 vào 18/6, cùng dịp kỷ niệm 10 năm SKE48 ra mắt, Matsui Jurina chiến thắng với 194.453 phiếu bầu, làm center cho single thứ 53 "Sentimental Train" phát hành ngày 19/9, nhưng rút lui vì vấn đề sức khỏe.
Vào ngày 15/6, AKB48 cùng 5 nhóm chị em tại Nhật Bản đưa 39 thành viên tham gia chương trình thực tế sống còn Produce 48 để cạnh tranh với 57 thực tập sinh từ chủ nhà Hàn Quốc cho 12 vị trí của nhóm nhạc sẽ hoạt động tại Hàn Quốc và Nhật Bản trong 2,5 năm. Vào 31/8, tập cuối cùng của show cùng tên nhóm Iz*One và đội hình chính thức đã ra mắt, trong đó Honda Hitomi từ AKB48 cùng Yabuki Nako với Miyawaki Sakura từ HKT48 là 3 thành viên từ Nhật Bản của nhóm, do đó cả 3 sẽ tạm dừng mọi hoạt động cùng AKB48 để hoạt động cho Iz*One đến tháng 4/2021, single thứ 54 NO WAY MAN là lần cuối cả 3 xuất hiện cùng AKB48, cùng bài hát B-side cho top 16 Produce 48 (không bao gồm Nako, Hitomi, Sakura) Sau khi kết thúc Produce 48, Stone Music Entertainment cùng Genie Music ký kết hợp đồng với King Records & AKS để phân phối các single của AKB48 tại Hàn Quốc. 6 thành viên Yokoyama Yui, Shimizu Maria, Oda Erina, Hama Sayuna, Shitao Miu và Gyoten Yurina từ Team 8 biểu diễn cùng SGO48 tại giải chạy Kizuna Ekiden 2018 ở Hà Nội ngày 18/11.
Tại lễ kỳ niệm 13 năm, Yokoyama Yui thông báo từ chức Tổng quản nhưng sẽ tiếp tục hoạt động cùng nhóm, cô chọn Mukaichi Mion là người kế nhiệm, nhóm ra mắt phim tài liệu thứ 6 Legend of AKB48: New Chapter vào dịp Giáng sinh. Vào ngày 31/12, 16 thành viên nhóm biểu diễn bài hát "Koisuru Fortune Cookie" cùng BNK48 trong đại nhạc hội NHK Kōhaku Uta Gassen lần thứ 69 bằng tiếng Nhật & tiếng Thái, Mobile (BNK48) cùng Sashihara Rino là 2 center biểu diễn bài hát.

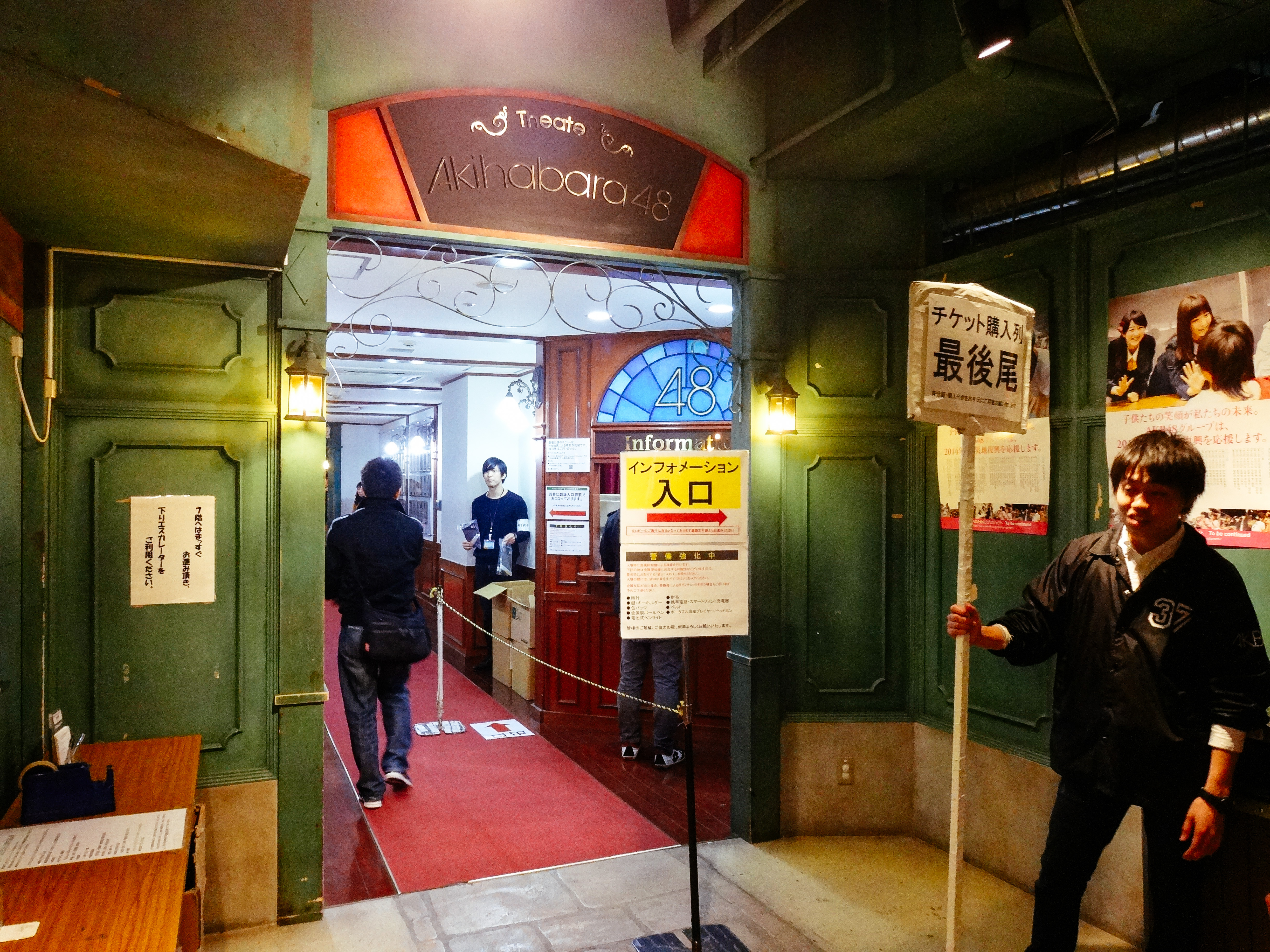
Nhà hát AKB48 trong sự kiện AKB48 Stage Fighter Special Theater Performance 2014

Nhóm tham dự sự kiện AKB48 Group Asia Festival in Bangkok tại Bangkok, Thái Lan đầu năm 2019, biểu diễn cùng chủ nhà BNK48 và các nhóm chị em JKT48, MNL48, AKB48 Team SH, AKB48 Team TP và SGO48, sau đó là AKB48 Group Asia Festival in Shanghai ở Thượng Hải, Trung Quốc vào tháng 8, biểu diễn cùng chủ nhà AKB48 Team SH với các nhóm chị em, cùng Tokyo Idol Festival 2019 tổ chức cùng tháng và concert "AKB48 in Taipei ~Are You Ready?~" tại Nhà thi đấu Đài Bắc, Đài Loan với AKB48 Team TP vào tháng 9. AKB48 tổ chức AKB48 Zenkoku Tour 2019 từ tháng 7 đến tháng 12. Nhóm có lần thứ 2 liên tiếp biểu diễn cùng SGO48 tại giải chạy Kizuna Ekiden 2019 ở Hà Nội ngày 16/11, lần này 6 thành viên Erina Oda, Yuna Hattori, Maria Shimizu, Haruna Hashimoto, Serika Nagano và Hinako Okuhara biểu diễn cùng Kaycee & Trúc Phạm.
Năm 2019 chứng kiên nhiều biến động của nhóm: Sashihara Rino tuyên bố tốt nghiệp, làm center cho single thứ 55 Jiwaru DAYS phát hành ngày 13/3, bao gồm bài hát "Hitsuzensei" thuộc single là sự kết hợp giữa AKB48, Nogizaka46 và Iz*One; Kojima Mako tuyên bố tốt nghiệp, cô có buổi biểu diễn tốt nghiệp tại AKB48 Group Spring Festival in Yokohama Stadium; 2 chương trình nổi tiếng của nhóm AKB48 SHOW! và AKBINGO! ngừng phát sóng lần lượt vào tháng 3 & tháng 9, cuộc tổng tuyển cử, Đại hội Janken và Kōhaku Uta Gassen không được tổ chức; đến cuối năm trong buổi diễn kỷ niệm 14 năm, thành viên còn lại từ thế hệ đầu tiên Minegishi Minami thông báo tốt nghiệp, cô sẽ có concert tốt nghiệp tại Yokohama Arena ngày 2/4/2020.
Nhóm phát hành single thứ 56 Sustainable vào 18/9, là single đầu tiên của nhóm tại Thời kỳ Lệnh Hòa, cũng là single cuối của nhóm trong năm, đánh dấu năm nhóm ra ít single nhất từ khi ra mắt với 2 single.Tiệm cafe & cửa hàng AKB48 đặt cạnh nhà hát chính thức đóng cửa từ 29/12 sau 8 năm hoạt động Tại đại nhạc hội NHK Kōhaku Uta Gassen lần thứ 70 tổ chức ngày 31/12, 16 thành viên nhóm biểu diễn bài hát "Koisuru Fortune Cookie" cùng các nhóm chị em thuộc AKB48 Group

### 2020: Những sự thay đổi, ảnh hưởng từ đại dịch COVID-19, dự ánOUC48 project
Năm 2020 mở đầu bằng việc AKS quyết định để các công ty quản lý riêng lẻ điều hành độc lập các nhóm chị em của AKB48. Vào 4/2, Yahagi Moeka tốt nghiệp AKB48, theo đó sự kiện bắt tay ở Osaka vào đầu tháng 2 sẽ là hoạt động cuối cùng của nữ ca sĩ với tư cách là thành viên của nhóm. Vào 18/3, nhóm phát hành single thứ 57 "Shitsuren, Arigatō", bán được 1.414.077 bản trong tuần đầu, Concert mùa xuân của nhóm bị hủy bỏ do đại dịch COVID-19, kéo theo màn tốt nghiệp của Minegshi Minami đã bị tạm dừng, các buổi biểu diễn tại nhà hát cũng bị hủy bỏ sau đó. Vào ngày 1/4, DH Co., Ltd tiếp quản hoạt động nhóm. Đến ngày 13/6, nhóm mở lại nhà hát với các buổi diễn nhưng không đón khán giả.
Để phòng chống đại dịch COVID-19 tại Nhật Bản cùng yêu cầu giãn cách xã hội từ chính phủ, nhóm ra mắt dự án OUC48 project, ra đời từ cụm từ o-uchi (tiếng Nhật: お家, tiếng Việt: ở nhà). Dự án được hình thành nhằm tuyên truyền, động viên tinh thần mọi người ở nhà để bảo vệ sức khỏe. Trong thời gian dịch bệnh vẫn đang diễn biến phức tạp, các thành viên đã tự quay video biểu diễn tại nhà và sau đó gửi tới Tổng quản Mukaichi Mion để tổng hợp thành video hoàn chỉnh, mở đầu bằng việc 103 thành viên cùng nhau hát bài 365nichi no Kamihikouki, dự án đã nhận được ủng hộ lớn từ công chúng. Sau đó vào ngày 27/5, 5 thành viên Omori Maho, Oguri Yui, Shitao Miu, Chiba Erii, Yamauchi Mizuki biểu diễn cùng các nhóm chị em thuộc AKB48 và các nghệ sỹ khác tại Châu Á trong sự kiện ONE LOVE ASIA, nhóm mở lại nhà hát cùng các buổi diễn từ giữa tháng 9.
Nhóm phát hành single từ thiện thứ 3 Hanareteitemo vào 21/6. Bài hát ra đời để cổ vũ cho tất cả mọi người tham gia công tác ngăn chặn sự lây lan của virus corona chủng mới, với sự tham gia của 105 thành viên hiện tại của AKB48, 1 thành viên SKE48 và 8 thành viên đã tốt nghiệp bao gồm Maeda Atsuko, Oshima Yuko, Itano Tomomi, Shinoda Mariko, Kojima Haruna, Takahashi Minami, Sashihara Rino và Yamamoto Sayaka, với số tiền thu được sẽ được quyên góp để cứu trợ những thiệt hại từ virus corona. Vào ngày 15/8, nhóm thông báo Oya Shizuka dương tính với Covid-19, trước đó Kayoko Takita là thành viên đầu tiên ghi nhận nhiễm bệnh, cả 2 đều trở lại hoạt động sau đó . Nhóm hoãn buổi biểu diễn đặc biệt kỷ niệm 15 năm hoạt động tại nhà hát, trước đó 15 thành viên tiếp xúc với Shiroma Miru, người sau đó dương tính với Covid-19, họ nhận kết quả âm tính sau đó & phải tự cách ly tại nhà đến 11/12. Nhóm vắng mặt tại đại nhạc hội NHK Kōhaku Uta Gassen lần thứ 71 vào cuối năm, chấm dứt 11 năm liền xuất hiện tại sự kiện (2009-2019).

### 2021–nay: Phục hồi sau đại dịch COVID-19, chuyển sang hãng thu âm Universal Music, album thứ 10 Nantatta AKB48
Single thứ 57 "Shitsuren, Arigatō" của nhóm đạt giải Best 5 Singles tại lễ trao giải Japan Gold Disc Awards lần thứ 35. Vào ngày 21/3, nhóm thông báo sẽ tổ chức concert trực tuyến AKB48 Group Asia Festival 2021 ONLINE vào ngày 27/6 tại Tokyo Dome City Hall, sau đó nhóm công bố 16 thành viên Chiba Erii, Nishikawa Rei, Kato Rena (Team A), Muto Tomu (Team K), Kubo Satone, Omori Maho, Taniguchi Megu (Team B), Okada Nana, Murayama Yuiri, Yamauchi Mizuki (Team 4), Okabe Rin, Oguri Yui, Gyoten Yurina, Shitao Miu, Kuranoo Narumi, Honda Hitomi (Team 8) tham dự sự kiện .Nhóm tổ chức concert tốt nghiệp cho Minegshi Minami vào ngày 22/5.
Vào ngày 23/5, Team 8 tổ chức concert toàn quốc cuối cùng ~47 no Suteki na Machi e~ tại Kanagawa, đánh dấu sự trở lại của Honda Hitomi sau khi kết thúc hoạt động cho Iz*One, sau đó nhóm tổ chức concert AKB48 Tandoku Concert 2021 cùng ngày, trình diễn liên tục 48 bài hát, đồng thời nhóm công bố single thứ 58 "Nemohamo Rumor", với chỉ 18 thành viên thuộc AKB48 và không có thành viên của nhóm chị em khác từ lần cuối là "Chance no Junban" vào năm 2010 và ra mắt vào ngày 29/9, nhóm thông báo 18 thành viên tham gia vào ngày 7/7, biểu diễn bài hát trong chương trình "THE MUSIC DAY 2021" vào ngày 17/7 & ra mắt MV cho bài hát vào ngày 31/8, cùng TV show hợp tác với nhóm Nogizaka46 Nogizaka ni Hikosaremashita ~Gakeppuchi AKB48 no Dai Gyakushu~ sẽ lên sóng vào tháng 7, với bộ phim kinh dị Mijyoubutsu Hyakumonogatari ra mắt mùa hè, ngoài ra nhóm tổ chức AKB48 THE AUDISHOW từ 10-13/6 tại Tokyo Dome City Hall. Nhóm tham gia TV Tokyo Ongakusai 2021, biểu diễn trên khoang hành khách máy bay A380 của hãng hàng không All Nippon Airways tại Sân bay quốc tế Narita ngày 30/6, và NTV THE MUSIC DAY Ongaku wa Tomaramai 2021, biểu diễn cùng Morning Musume ngày 3/7.

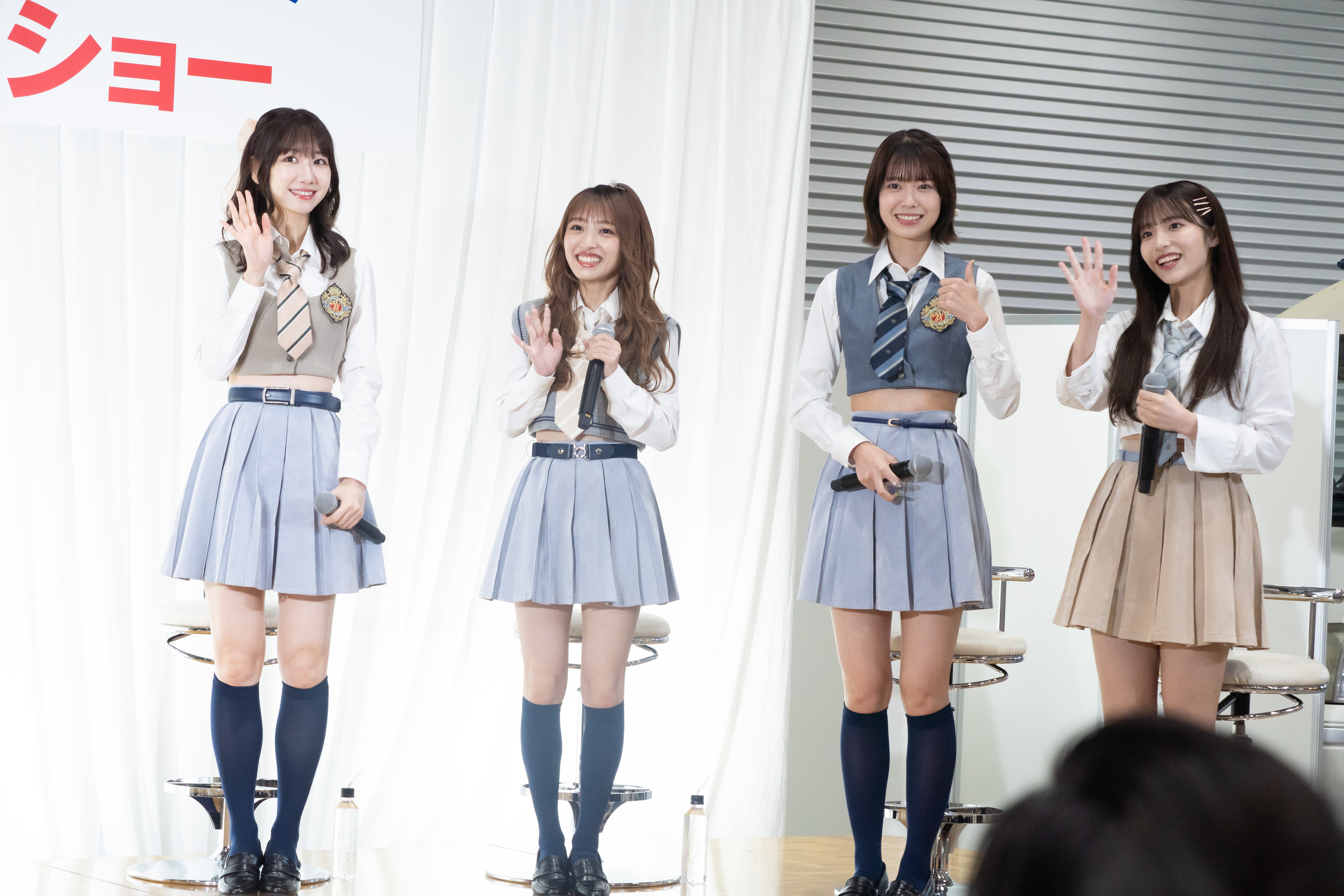
AKB48 vào năm 2023

Vào ngày 31/7, nhóm thông báo phải hủy hết lịch trình hoạt động vào các ngày đầu tháng 8 vì có 7 thành viên Omori Maho, Kuranoo Narumi, Sakaguchi Nagisa, Nagano Serika, Suzuki Yuka, Uemi Sorano và Tokunaga Remi cùng mắc Covid-19. Công ty quản lý đã gửi lời xin lỗi khán giả vì để bệnh dịch lây lan nhanh chóng trong nội bộ nhóm "Các thành viên có nguy cơ lây nhiễm cao vì tiếp xúc với ca dương tính đã tự cách ly và quản lý sức khỏe tại nhà riêng hoặc trong ký túc xá của nhóm". Trước đó Gyoten Yurina có kết quả tương tự, sau đó nhiều thành viên khác cũng bị lây nhiễm, nhưng sau đó 1 số thành viên trở lại hoạt động. Nhóm thông báo sẽ ra mắt game AKB48 WORLD vào tháng 9, cùng TV show mới AKB48! Mousou Manga Bu vào giữa tháng 8, Nhóm mở lại nhà hát cùng các buổi diễn từ giữa tháng 9, Yokoyama Yui thông báo tốt nghiệp tại MX Natsu Matsuri AKB48 2021 Saigo no Summer Party ngày 12/9, theo đó cô sẽ có buổi diễn tốt nghiệp tại nhà hát ngày 27/11, cô ra mắt bài hát tốt nghiệp Kimi ga inakunaru 12gatsu nằm trong single thứ 58. Tại buổi kỷ niệm 16 năm ra mắt, nhóm cải tổ đội hình & thông báo đội trưởng mới của Team là Mukaichi Mion (Team A), Taguchi Manaka (Team K), Asai Nanami (Team B) và Kuranoo Narumi (Team 4), đồng thời thông báo tuyển sinh thế hệ thứ 17. Vào ngày 12/12, Miyazaki Miho thông báo tốt nghiệp, sau đó Kato Rena cũng thực hiện điều tương tự, và chính thức rời nhóm vào năm 2022. Nhóm sẽ vắng mặt tại NHK Kōhaku Uta Gassen lần thứ 72 vào cuối năm.
Các sự kiện lớn vào mùa xuân năm 2022 của AKB48 bao gồm buổi hòa nhạc cuối cùng của Team hiện tại, Request Hour 30 và buổi hòa nhạc của Team mới sẽ bị hủy bỏ vì Covid-19. 3 thành viên Nagano Megumi, Yamauchi Mizuki, Oda Erina cùng mắc Covid-19. Vào ngày 22/2, nhóm thông báo sẽ ra mắt single thứ 59 Motokare desu vào ngày 18/5, Honda Hitomi sẽ làm center cho bài hát. Nhóm trình diễn bài hát trong chương trình CDTV LIVE! LIVE! cho đài TBS ngày 28/3. Vào ngày 4/5, nhóm ra mắt thế hệ thứ 17 với 11 thành viên. Vào ngày 6/8, nhóm thông báo sẽ ra mắt single thứ 60  Hisashiburi no Lip Gloss vào ngày 19/10. Vào ngày 9/10, trong buổi diễn tại Nippon Budokan, nhóm thông báo tuyển sinh thế hệ thứ 18. Tại buổi kỷ niệm 17 năm ra mắt, nhóm thông báo sẽ tổ chức buổi diễn tại Pia Arena MM vào tháng 4/2023. Đến ngày 27/2/2023, nhóm thông báo sẽ ra mắt single thứ 61 "Doushitemo kimi ga suki da" vào ngày 27/4, Honda Hitomi sẽ làm center cho bài hát, single này cũng đánh dấu cột mốc AKB48 chuyển sang hãng thu âm Universal Music. Vào ngày 9/4/2023, nhóm ra mắt thế hệ thứ 18 với 8 thành viên. Vào ngày 29/4/2023, nhóm thông báo sẽ kết thúc hệ thống Team và đội trưởng, với các buổi biểu diễn cuối cùng cho các Team hiện tại sẽ được tổ chức vào tháng 8. Đến ngày 28/7/2023, nhóm thông báo sẽ ra mắt single thứ 62 Idol nanka janakattara vào ngày 27/9, Oguri Yui sẽ làm center cho bài hát, và biểu diễn bài hát lần đầu tại CDTV LIVE! LIVE! Summer Fes. 4.5 Hours Special.
Vào ngày 20/10, Kashiwagi Yuki thông báo tốt nghiệp AKB48 sau 17 năm trong nhóm tại buổi diễn ở Nippon Budokan. Buổi diễn tốt nghiệp sẽ tổ chức vào ngày 16 tháng 3 và sẽ rời nhóm vào giữa tháng 4. Sau đó 2 ngày, nhóm thông báo tuyển sinh thế hệ thứ 19. Vào ngày 8/12, nhân kỷ niệm 18 năm thành lập nhà hát, AKB48 thông báo sẽ phát hành single thứ 63 Colorcon Wink - single tốt nghiệp của Kashiwagi Yuki vào ngày 13/3/2024 và cô sẽ đảm nhận vị trí center cho single. Vào ngày 17/3/2024, nhóm ra mắt thế hệ thứ 19 với 5 thành viên.
Vào ngày 2/5/2024, nhóm thông báo sẽ phát hành single thứ 64 Koi Tsunjatta vào ngày 17/7. Vào ngày 26/5, nhóm thông báo sẽ tuyển sinh thế hệ thứ 20. Vào ngày 6/10, AKB48 thông báo sẽ phát hành album thứ 10 Nantatta AKB48 vào ngày 25/12/2024. Đây sẽ là lần đầu tiên AKB48 phát hành Cover Album với chủ đề "Idol Time Machine" khi các thành viên sẽ có cơ hội cover các ca khúc Idol nổi tiếng đến từ 3 thời kỳ Showa, Heisei và Reiwa.
Vào ngày 6/1/2025, nhóm thông báo sẽ phát hành single thứ 65 Masaka no Confession vào ngày 2/4. Nhóm sẽ phát hành single thứ 66 vào ngày 13/8, phát hành toàn thế giới với các nhóm chị em nước ngoài sẽ phát hành phiên bản riêng.

## Phong cách âm nhạc
Phong cách đặc trưng của nhóm được cho là "pop bubblegum và vũ đạo đồng đều", thu hút các cô gái trước tuổi dậy thì cũng như người lớn tuổi ủng hộ các sản phẩm kèm theo của nhóm. Yamaguchi Mari từ Associated Press viết rằng "các buổi biểu diễn dường như có thể được dàn dựng. Khi các cô gái cùng nhau hát và nhảy, người hâm mộ sẽ cùng cổ vũ theo một công thức" và ví phản ứng của họ như khán giả xem Kabuki. 2 nhà báo Andrew Joyce và Kenneth Maxwell từ The Wall Street Journal cho biết phong cách âm nhạc của nhóm là "những giai điệu pop ngọt ngào và những ca từ đôi khi gợi cảm". Trong các buổi biểu diễn của nhóm, "các thành viên biểu diễn một vòng các tiết mục được biên đạo đơn giản trước khoảng 95% khán giả là nam, cùng đặc trưng âm nhạc của nhạc pop Nhật Bản: nhịp độ nhanh với những đoạn điệp khúc cao vút."

## Tầm ảnh hưởng

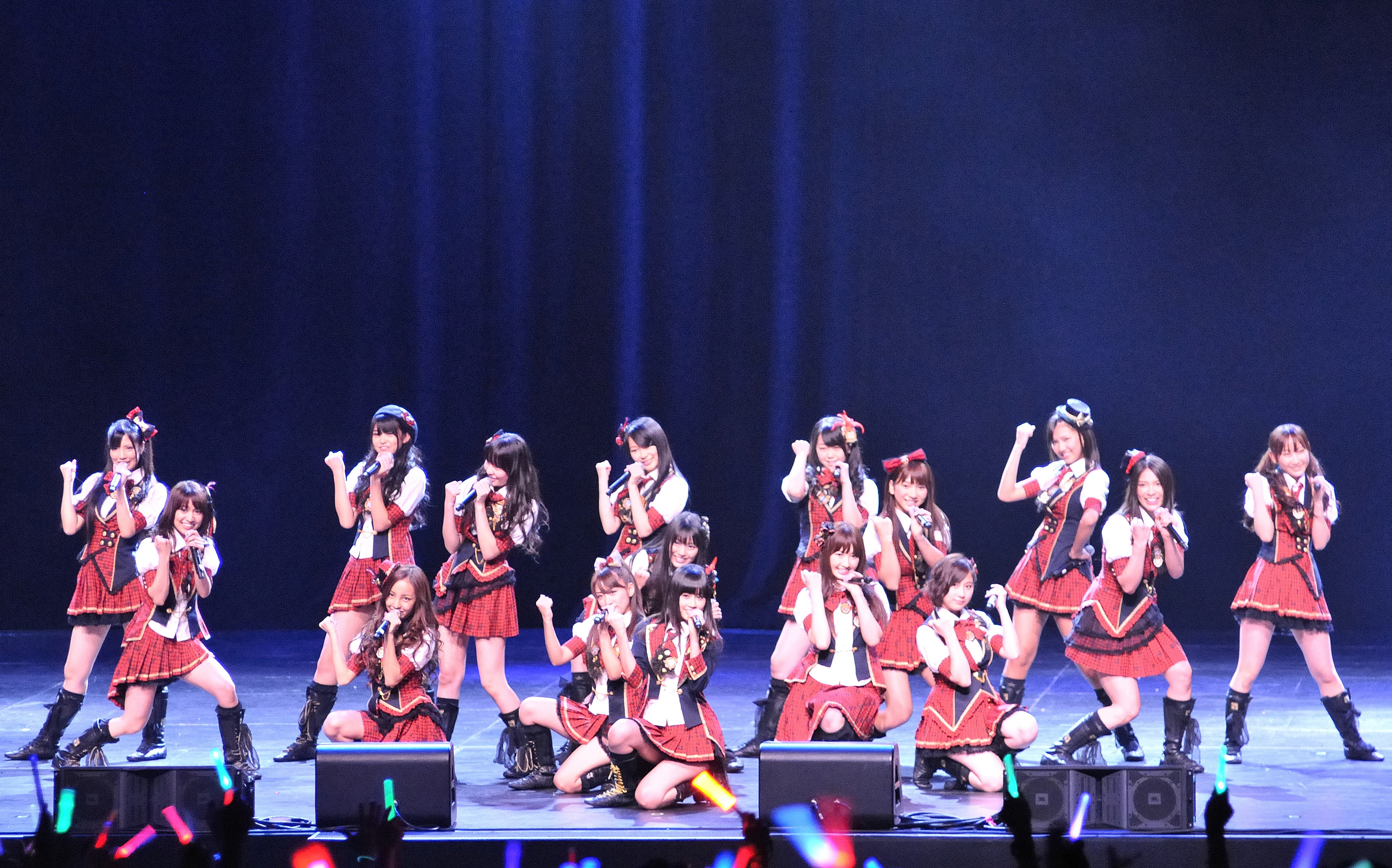
AKB48 biểu diễn Iiwake Maybe tại J!-ENT LIVE

Minewaki Ikuo - CEO của Tower Records Japan cho biết AKB48 là điều rất phổ biến và được coi là hiện tượng xã hội. Vào năm 2012, nhóm đạt doanh thu kỷ lục hơn 226 triệu USD tại Nhật Bản, đến 2013 tổng doanh thu đạt hơn 128 triệu USD và hơn 96 triệu USD vào 2015. Theo Oricon, tính đến ngày 6 tháng 1 năm 2012, AKB48 đã bán được tổng cộng 11,787 triệu đĩa đơn, lập kỷ lục về "số đĩa đơn bán được nhiều nhất của một nhóm nhạc nữ tại Nhật Bản". Tính đến tháng 6/2018, nhóm bán được hơn 60 triệu đĩa, bao gồm hơn 6 triệu album. AKB48 là nhóm có doanh thu cao nhất ở Nhật về số lượng đĩa đơn bán ra. Tuy nhiên, single thứ 42 "Kuchibiru ni Be My Baby" đã không bán được hơn 1 triệu bản trong tuần đầu tiên sau khi phát hành, kết thúc chuỗi phát hành đĩa đơn đạt được thành tích này, bắt đầu với "Everyday, Katyusha". Từ 2010 đến 2019, các đĩa đơn của AKB48 đã chiếm ít nhất 2 vị trí dẫn đầu, và đôi khi là 4 hoặc 5 vị trí dẫn đầu Bảng xếp hạng Đĩa đơn hàng năm của Oricon.
Bên cạnh doanh số bán CD, AKB48 cũng đạt được thành công về mặt thương mại trong các lĩnh vực khác: Nhóm có 6 đĩa đơn được RIAJ chứng nhận đạt 1 triệu lượt tải xuống mỗi đĩa. Theo Joysound, AKB48 được vinh danh là nghệ sĩ karaoke của năm trong 4 năm liên tiếp (2011–2014). Vào năm 2011, 8 vị trí trong top 10 doanh thu sách ảnh hàng năm do các thành viên nhóm chiếm giữ. Năm 2012, 6 thành viên đứng đầu bảng xếp hạng cá nhân của các chiến dịch quảng cáo. AKB48 cũng là một trong những nghệ sĩ Nhật Bản được xem nhiều nhất trên YouTube.
AKB48 nắm giữ một số kỷ lục Guinness thế giới, bao gồm kỷ lục nhóm nhạc nữ lớn nhất thế giới với số lượng thành viên là 48 người vào năm 2010. AKB48 đã lập kỷ lục cho "nhóm nhạc xuất hiện nhiều nhất trong các clip quảng cáo truyền hình khác nhau trong 1 ngày" vào năm 2012, sau khi 90 thành viên trong nhóm xuất hiện trong 90 quảng cáo khác nhau được phát sóng ở các vùng Kanto, Kansai và Tokai của Nhật Bản. Đại sứ Nhật Bản tại Hoa Kỳ Fujisaki Ichiro khi gặp nhóm trong chuyến thăm Washington, D.C. cùng năm cho hay "AKB" nghĩa là "đáng yêu, tốt bụng và xinh đẹp" (Adorable, Kind and Beautiful)
Vào ngày 1 tháng 2 năm 2012, Japan Post phát hành bộ tem bưu chính để vinh danh nhóm.

## Sự cố & tranh cãi

### Về các bài hát

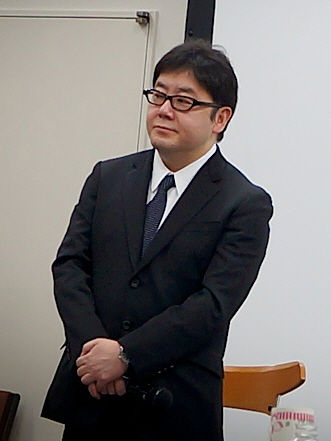
Akimoto Yasushi là người sáng lập & viết nhạc cho AKB48 và 5 nhóm chị em tại Nhật Bản

Từ khi ra mắt, AKB48 đã nhận nhiều lời chỉ trích vì 1 số bài hát chứa ca từ mang tính gợi dục, mà đa phần khán giả cảm thấy không phù hợp với các thành viên trẻ tuổi trong nhóm. Khi được Anna Coren từ CNN đặt vấn đề, Akimoto Yasushi đã phủ nhận mọi cáo buộc cho rằng ông khai thác yếu tố gợi dục để câu khách. Ông giải thích rằng mình chỉ cố mô tả cuộc sống hiện thực của lứa tuổi vị thành niên, qua phần ca từ và hình ảnh của nhóm nhạc: 
"Tôi không ép buộc họ. Tôi chỉ đang khắc họa cuộc sống riêng của họ, một phần dựa vào sự tưởng tượng của tôi, một phần qua các bài báo và tin tức trên truyền hình. Tôi quan sát những gì mà thế hệ của họ đang làm" . 
Một trong những bài hát gây nhiều tranh cãi là Heavy Rotation. Trong đó, họ mặc đủ loại bikini và váy ngủ gợi cảm, cùng nhau ôm, hôn và tắm chung. Theo báo chí Trung Quốc, tuy được các fan ủng hộ nhưng nhóm bị CNN phê phán vì lối ăn mặc khiêu khích. Ninagawa Mika - đạo diễn bài hát cho biết cô muốn thu hút nam giới và phụ nữ bằng video vui nhộn, sáng tạo vì nhóm ngày càng nổi tiếng. Trong một bài phỏng vấn, cô tiết lộ: "Akimoto giao phó mọi thứ cho tôi mà không đưa ra lời khuyên nào cả... Tôi đã cố gắng thể hiện AKB48 ngoài đời thực trong video. Trong phòng thay đồ, họ dường như rất thân thiết. Sau đó, tôi nghĩ ra ý tưởng về nữ sinh trung học cho bài hát.". Hay hình ảnh AKB48 quay quảng cáo cho Puccho Candy, trong đó các thành viên mặc đồng phục học sinh đút kẹo cho nhau bằng miệng, tạo liên tưởng tới những nụ hôn đồng giới. Nhiều người xem đã giận dữ tuyên bố cách đó không hợp vệ sinh, cổ súy quan hệ đồng giới và nêu gương xấu cho trẻ em.

### Về các thành viên
Trong tháng 1/2013, Kasai Tomomi để ngực trần được che chắn bằng đôi bàn tay của bé trai từ phía sau. Bức ảnh lập tức vấp phải làn sóng chỉ trích mạnh mẽ của người dân nước này. Thậm chí, cô còn dự định dùng hình ảnh này để làm ảnh bìa album cá nhân sắp ra mắt. Không những bị công chúng "ném đá", bức ảnh còn bị cho là đã vi phạm đạo luật về bảo vệ trẻ em. Shukan Young Magazine, tuần san về truyện tranh được xuất bản bởi Kodansha, đã phải trì hoãn việc phát hành ấn phẩm mới nhất (dự tính ra mắt ngày 4/2) do bức ảnh trong ấn phẩm khi tung ra quảng bá làm người dân sốc nặng. Bản thân Kasai Tomomi cũng bị tẩy chay.
Dù cho có quy định các thành viên không được phép hẹn hò và phải giữ được sự thanh khiết, không ảnh hưởng đến hình ảnh đẹp trong lòng người hâm mộ, nhiều cô gái trong hệ thống nhóm nhạc của AKB48 đã vướng phải những vụ ồn ào tình ái và bị công chúng chỉ trích dữ dội:
- Năm 2011, Bunshun Online đưa tin Watanabe Miyuki mời một số khán giả nam đến phòng khách sạn để dự tiệc hẹn hò. Sau sự việc, Watanabe Miyuki bị loại khỏi đội hình trong đợt quảng bá đĩa đơn thứ 2 của NMB48 là Oh my god!.[411]
- Vào tháng 2/2013, Minegishi Minami đã xin lỗi người hâm mộ khi tờ báo lá cải Shukan Bunshun đăng ảnh cô che mặt, đội nón, rời khỏi nhà bạn trai Shirahama Alan sau khi qua đêm tại đây[23]. Shirahama khi đó 19 tuổi, là vũ công nhóm nhạc nam Exile. Trong clip, cô lộ rõ vẻ mệt mỏi, căng thẳng. Điều khiến người hâm mộ bất ngờ nhất là Minegishi đã cắt cụt mái tóc của mình, cô cho biết đã quyết định cạo mái tóc dài của mình để thể hiện sự ăn năn trước hành động "thiếu suy nghĩ và chưa trưởng thành"[412]. Cô xin lỗi công ty quản lý, thành viên trong nhóm, gia đình và người hâm mộ vì khiến họ lo lắng, đồng thời mong muốn được tiếp tục hoạt động cùng nhóm: "Tâm trí tôi trống rỗng, tôi không biết phải làm gì lúc này. Từ lúc đọc xong bài báo, tôi đứng ngồi không yên. Tôi cạo trọc đầu mà không nói trước với người quản lý hay các bạn trong nhóm... Tôi không nghĩ rằng cạo đầu và thực hiện clip xin lỗi để được dung thứ cho những gì tôi đã làm. Chỉ vì điều đầu tiên tôi nghĩ trong đầu mình lúc này là không muốn rời bỏ AKB48". Ngay sau khi xảy ra sự việc, cô bị đẩy sang làm thực tập sinh. Sự việc này đã thu hút sự chú ý từ truyền thông quốc tế[413].
- Vào tháng 5/2021, Suzuki Yuka đã xin lỗi người hâm mộ vì sống chung với nhà sản xuất gần 50 tuổi. Cô tuyên bố tạm dừng hoạt động và sẽ kiểm điểm về hành động của bản thân. Đáng nói, chỉ vài ngày trước đó, Bunshun Online chụp được cảnh Suzuki Yuka qua đêm tại khách sạn với một người đàn ông trẻ khác. "Tôi rất xin lỗi vì đã gây rắc rối và lo lắng cho người hâm mộ, các thành viên cũng như những người có liên quan. Tôi xin lỗi từ tận đáy lòng vì hành vi bất cẩn của bản thân. Tôi vô cùng hối hận vì làm những điều không đúng dẫn đến sự xuất hiện của bài báo mà mọi người đã thấy", Suzuki Yuka chia sẻ[414]. Trước đó 1 tháng, Bunshun Online đưa tin cô sống thử với người đàn ông ngoài 40 tuổi, người này đã ở nhà của nữ thần tượng gần một tuần kể từ 1/4 và nắm giữ chìa khóa của căn nhà. Nữ ca sĩ cho biết cô sẽ kiểm điểm và suy nghĩ về hành động của bản thân trong thời gian tạm dừng hoạt động. Suzuki Yuka sẽ không tham gia concert của AKB48 Team 8 tại tỉnh Ibaraki vào ngày 4/5 và tỉnh Kanagawa vào ngày 23/5.[415][416] Cô sau đó thông báo tốt nghiệp ngày 18/9 & có buổi diễn tốt nghiệp tại nhà hát ngày 27/9[417].

### Khác
Vào tháng 5/2014, trong sự kiện giao lưu với người hâm mộ ở thành phố Takizawa, tỉnh Iwate, 2 thành viên Kawaei Rina và Iriyama Anna cùng một nhân viên nam khác đã phải nhập viện khẩn cấp sau khi bị Satoru Umeta, người đàn ông 24 tuổi cũng là fan cuồng cầm cưa tấn công. Ngay sau đó, hung thủ đã bị cảnh sát bắt giữ để phục vụ điều tra. Rina bị thương nặng ở đầu, gãy ngón cái tay phải còn Anna bị đa chấn thương. Quản lý nhóm cho biết Rina và Anna đã được phẫu thuật thành công và có thể xuất viện vào 26/5, đồng thời cho biết không ai bị đe dọa đến tính mạng trong tai nạn này. Dù vậy, buổi diễn ở Tokyo cũng như các buổi giao lưu với người hâm mộ đều bị hủy bỏ, còn hung thủ đã bị kết án 6 năm tù.
Một bộ phim tài liệu phát sóng trên NHK năm 2016 gây ra các cuộc tranh luận khi cho biết sự phổ biến của các sự kiện bắt tay có thể góp phần làm suy giảm các mối quan hệ trong giới trẻ Nhật Bản, bao gồm các "chàng trai ăn cỏ". Theo đó, một số người hâm mộ thà dành thời gian ủng hộ thần tượng yêu thích hơn là tích cực theo đuổi tình yêu.
Nhóm nhận nhiều chỉ trích sau vụ việc Yamaguchi Maho bị 2 người đàn ông tấn công và theo đuôi đến tận nhà riêng vào 8/12/2018, tuy nhiên phải đứng ra xin lỗi trước công chúng sau đó, cô cho biết đã trao đổi với quản lý và sẽ tiếp tục hoạt động cho NGT48. Cô cũng thể hiện mong muốn công chúng tiếp tục ủng hộ nhóm. Không chỉ riêng người hâm mộ, tất cả mọi người đều cảm thấy không công bằng cho nạn nhân. Dư luận lên án động thái lạnh lùng và vô trách nhiệm từ AKS, Sashihara Rino cùng Suda Akari, Kashiwagi Yuki với nhiều thành viên khác tuyên bố Yamaguchi không nên là người phải xin lỗi. Truyền thông quốc tế cũng bắt đầu đưa tin về vụ việc và bắt đầu xuất hiện hashtag Justice for Maho (Đòi công bằng cho Maho), đồng thời lên án quản lý NGT48 đã không xử lý theo cách mà họ phải làm, và đã có 53.000 người ký đơn vào bản kiến nghị yêu cầu quản lý nhóm phải từ chức trước khi nó kết thúc vào ngày 13/1/2019. Quá bất ngờ trước phản ứng dữ dội từ dư luận, AKS phải lên tiếng xin lỗi và sa thải quản lý nhóm NGT48 Etsuro Imamura. Vụ kiện sau đó đã được giải quyết với việc 2 người đàn ông bị phạt với số tiền 2,4 triệu yên trong vòng 5 năm và bị cấm tham gia các sự kiện trong tương lai liên quan đến AKB48 Group.

## Hoạt động từ thiện
Vào ngày 1 tháng 4 năm 2011, nhóm phát hành đĩa đơn từ thiện số "Dareka no Tame ni", số tiền thu được dùng cho quyên góp cho cứu trợ động đất và sóng thần. Đĩa đơn thứ 23 "Kaze wa Fuiteiru" được dành tặng cho các nạn nhân thảm họa. Vào tháng 2 năm 2012, AKB48 công bố khoản quyên góp 580 triệu yên khác cho Hội Chữ thập đỏ Nhật Bản, và có thông tin cho đến nay nhóm đã quyên góp được tổng cộng hơn 1,25 tỷ yên để cứu trợ động đất và sóng thần.
Vào ngày 8 tháng 3 năm 2013, nhóm phát hành "Tenohira ga Kataru Koto", một bài hát khác dành riêng cho các nạn nhân thảm họa trên trang web nhóm dưới dạng tải miễn phí. Vào dịp kỷ niệm 2 năm diễn ra thảm họa, AKB48 và các nhóm chị em đến thăm các khu vực bị ảnh hưởng, biểu diễn tại các trường học và các nhà hát AKB48, SKE48, NMB48 và HKT48 với số tiền thu được để hỗ trợ quá trình tái thiết.

## Quảng bá & truyền thông
AKB48 cùng các nhóm chị em tăng doanh thu kỷ lục bằng nhiều chiến lược marketing. Các bài hát chính được thực hiện bởi nhóm Senbatsu (選抜) là tập hợp các thành viên ưu tú được tuyển chọn dựa trên nỗ lực, tài năng và độ nổi tiếng của thành viên đó; những thành viên trong Senbatsu sẽ được góp mặt trong các single của AKB48, tham gia các chiến dịch quảng bá hay xuất hiện trên các phương tiện truyền thông. Điều này tạo sự cạnh tranh giữa các thành viên và nhóm fan. Các single và album được phát hành với nhiều phiên bản với hình ảnh bìa album khác nhau, các bài hát B-side, video DVD, thẻ hình ảnh thành viên và mã bỏ phiếu cho một số cuộc bầu cử hàng năm. Khi mua single/album, fan hâm mộ sẽ được nhận vé tham dự các buổi họp mặt bao gồm sự kiện bắt tay hoặc các buổi chụp ảnh, nơi có thể chọn các thành viên mà họ muốn gặp. Tất cả những chiến lược này thúc đẩy fan hâm mộ mua nhiều số lượng hơn các single/album. Alan Swarts của MTV Japan cho hay 1 số fan mua nhiều bản CD đã làm thổi phồng thị trường, và là một trong những lý do khiến ngành công nghiệp âm nhạc Nhật Bản phát triển vượt bậc.

### Sự kiện
Nhóm tổ chức các sự kiện đặc biệt để chọn đội hình quảng bá và thu âm cho một số single. Từ 2009, việc lựa chọn thành viên được chuyển sang hình thức mới dựa vào sự bầu chọn của fan và khái niệm Senbatsu Sousenkyo (tiếng Nhật: AKB48選抜総選挙, đã Latinh hoá: AKB48 senbatsu sō senkyo, tiếng Việt: Tổng tuyển cử) ra đời, đây là sự kiện thường niên của AKB48 và các nhóm chị em trong nước. Do lượng thành viên đông đảo, người hâm mộ được chọn ai sẽ góp mặt cũng như là center cho bài hát tiếp theo bằng cách bỏ phiếu khi mua single trước đó, hoặc qua ứng dụng di động hay đăng ký fan club nhóm, người hâm mộ mua càng nhiều single sẽ có càng nhiều phiếu để bầu cho người mình thích, dẫn đến việc người hâm mộ được cho là đã mua hàng trăm single để bình chọn thành viên yêu thích, đồng thời các thành viên muốn tham gia sẽ đăng ký và tiến hành các hoạt động kêu gọi bình chọn. Sousenkyo có 80 hạng, những ai có hạng #80 - #65 được gọi là Upcoming Girls, #64 - #49 là Future Girls, #48 - #33 là Next Girls, #32 - #17 là Undergirls và #16 - #1 là Senbatsu. Những thành viên trong senbatsu sẽ được thể hiện bài hát, góp mặt trong bìa single và MV và được quảng bá rộng rãi, người thắng cuộc sẽ trở thành Center cho bài đó. Từ Undergirls trở xuống vẫn được quay MV, thu âm, tuy nhiên không được quảng bá rộng. Tổng số phiếu bầu được kiểm đã vượt quá 3 triệu phiếu bầu cho các sự kiện từ 2015.

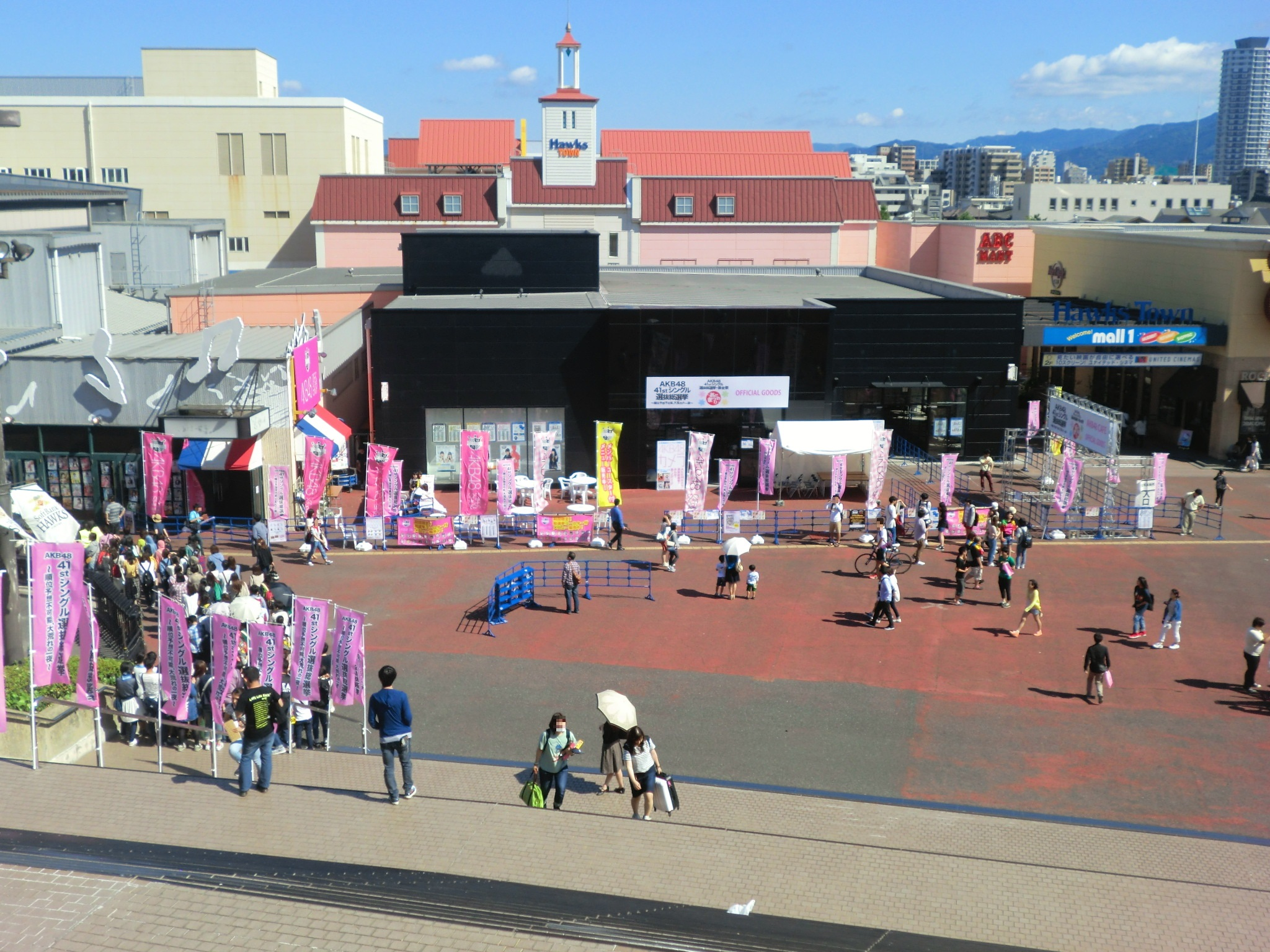
AKB48 tổ chức cuộc tổng tuyển cử thứ 7 tại Fukuoka Yafuoku! Dome năm 2015

AKB48 có hoạt động khác để chọn center là Single Senbatsu Janken Taikai, gọi tắt là Janken Taikai (じゃんけん大会 Jan ken taikai), hay Đại hội Janken/Đại hội oẳn-tù-tì được tổ chức lần đầu vào 2010. Đại hội được tổ chức cho cả các nhóm chị em quốc tế của AKB48 và Kenkyuusei, một yếu tố rất quan trọng có thể giúp bạn thành công đó là may mắn. Vì lẽ đó "Đại hội Oẳn tù tì" ra đời mang đến cơ hội cho mọi người. Các thành viên sẽ mặc bất cứ trang phục họ muốn và tham gia vào trò chơi cặp theo từng bảng và từng vòng cho đến khi tìm ra người thắng cuộc. Đại hội ngoài ra còn là một lễ hội cosplay, khi các thành viên tham gia mặc đồ theo ý thích của mình, trong đấy có rất nhiều bộ trang phục độc đáo. Tuy nhiên, Đại hội không chỉ tuyển chọn center cho single mà tùy từng năm, người thắng cuộc sẽ có những đãi ngộ khác nhau. Cụ thể, tại đại hội năm 2014 và 2015, người chiến thằng được ra mắt với tư cách ca sỹ solo. Đồng thời, các thành viên từ hạng 2 đến 16 sẽ tham gia vào bài hát đính kèm và xuất hiện trong PV bài hát. Mặt khác, tại năm 2016, người thắng cuộc sẽ là center của nhóm nhỏ mới thành lập với các thành viên thắng cuộc trong top 7, các thành viên xếp hạng từ #8 đến #14 sẽ xuất hiện trong bài hát đính kèm và PV.

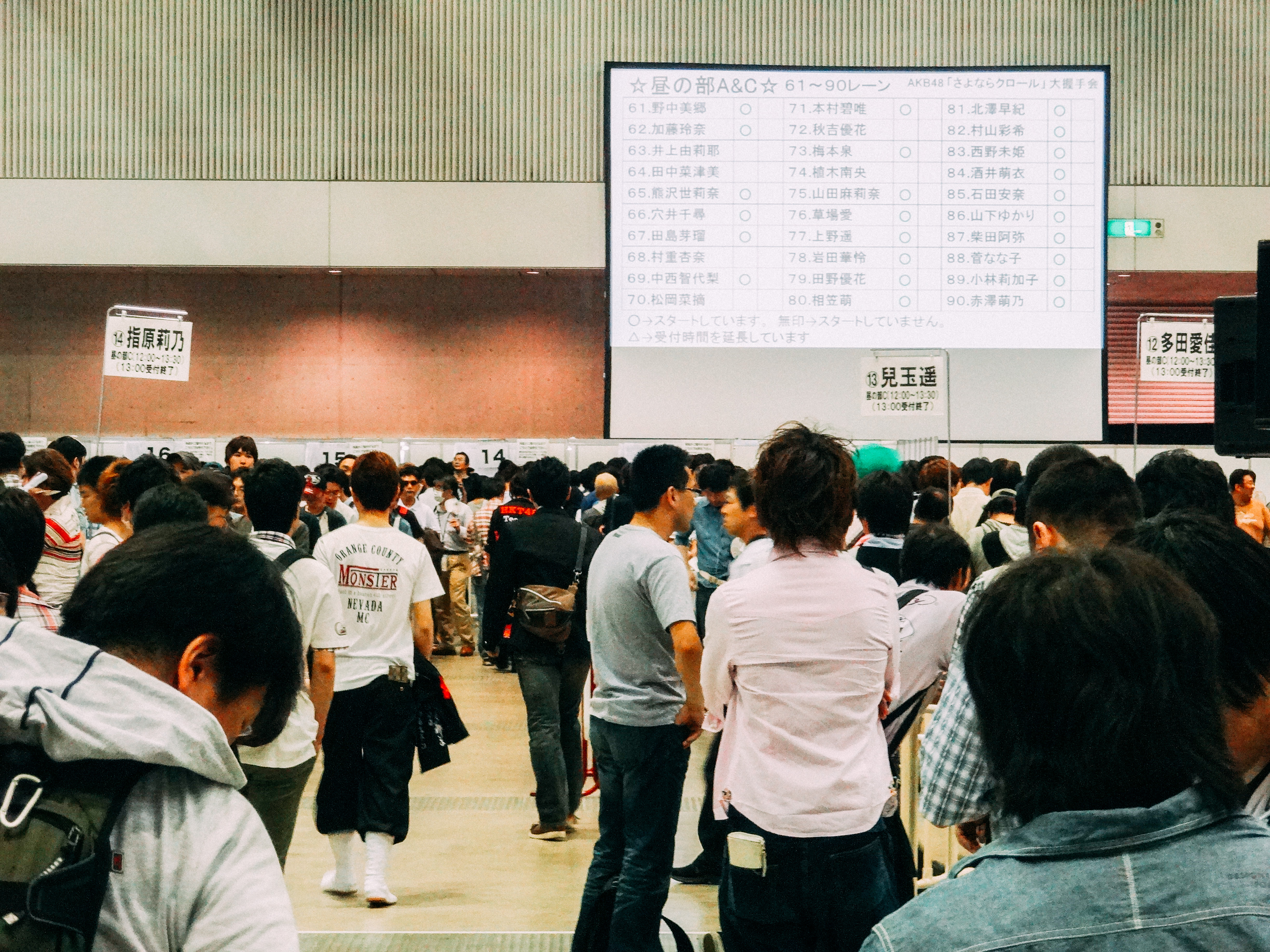
AKB48 tổ chức sự kiện bắt tay năm 2013

Nhóm cũng tổ chức concert Request Hour (リクエストアワー rikuesuto awā), nơi mà fan là người chọn bài hát. Nếu như concert bình thường sẽ do nhân sự chọn bài hát biểu diễn, thì tại Request Hour fan sẽ bầu chọn cho bài hát họ yêu thích, những bài hát trong top sẽ được biểu diễn tại đây. Các sự kiện khác nhóm tổ chức là AKB48 Kouhaku Taikou Uta Gassen (AKB48 紅白対抗歌合戦 AKB48 kōhaku taikō utagassen) là chương trình dựa theo NHK Kōhaku Uta Gassen tổ chức tại Tokyo Dome City Hall, các thành viên được chia thành 2 đội Đỏ (赤組/ 紅組 Akagumi) và Trắng (白組 shirogumi) để thi đấu với nhau bằng cách luân phiên biểu diễn các bài hát của AKB48, vào cuối chương trình ban giám khảo và khán giả sẽ bình chọn đội thắng cuộc, tại đây các thành viên thường biểu diễn những bài hát bình thường mình không được diễn, và có cả những phiên bản mới của những bài hát quen thuộc, cùng AKB48 group Draft Kaigi (AKB48グループ ドラフト会議 AKB48 gurūpu dorafuto kaigi), sự kiện cho những kenkyuusei tiềm năng thực tập và tự quảng bá bản thân để các team chọn qua từng vòng.
Từ 2019, cuộc tổng tuyển cử, Đại hội Janken và Kōhaku Uta Gassen không được tổ chức

### Truyền hình, phim ảnh & tạp chí

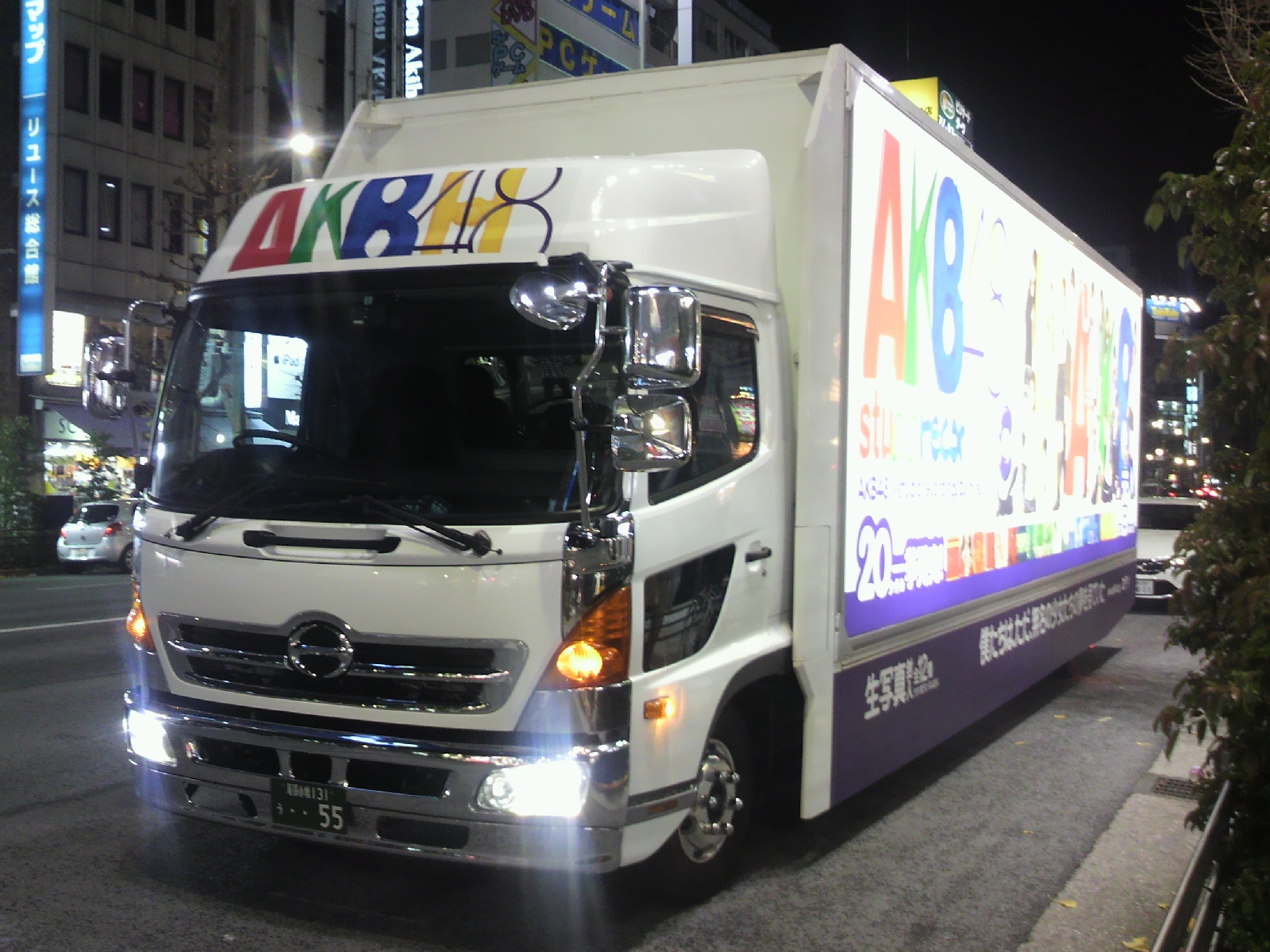
Xe quảng bá AKB48 ở Đài Loan.

AKB48 có các chương trình riêng như AKBingo!, AKB48 Show!, AKB to XX, Nemōsu TV... cùng các series phim Majisuka Gakuen, Sakura kara no Tegami... Ngoài ra, các thành viên cũng góp mặt trong các chương trình tạp kỹ như Mecha-Mecha Iketeru!, Waratte Iitomo!, SMAPxSMAP... Nhóm là khách mời quen thuộc của đại nhạc hội NHK Kōhaku Uta Gassen tổ chức ngày 31/12 hàng năm với lần đầu ra mắt tại lần thứ 58 (2007), sau đó là chuỗi 11 năm liền xuất hiện tại sự kiện (2009-2019). Nhóm cũng tham gia làm người mẫu cho các tạp chí nổi tiếng. Nhóm ra mắt tạp chí "Forty-Eight Times" từ tháng 6/2020.
Nhóm phát hành 6 phim tài liệu từ khi ra mắt, phim đầu tiên DOCUMENTARY of AKB48 to be continued "10 Nengo, Shoujo Tachi wa Ima no Jibun ni Nani o Omou Nodarou?" ra mắt năm 2011, phát hành dưới dạng DVD tại Bắc Mỹ tháng 12 cùng năm, phim thứ 2 DOCUMENTARY of AKB48 Show must go on Shoujo-tachi wa Kizutsuki Nagara, Yume wo Miru ra mắt năm 2012, đạt doanh thu 3.984.152 USD tại Nhật Bản, phim thứ 3 DOCUMENTARY of AKB48 No flower without rain Shoujo Tachi wa Namida no Ato ni Nani wo Miru? ra mắt năm 2013, đạt doanh thu 2.269.118 USD, phim thứ 4 DOCUMENTARY of AKB48 The Time Has Come phát hành năm 2014, đạt doanh thu 984.757 USD tính đến tháng 7 cùng năm, phim thứ 5 DOCUMENTARY of AKB48 Sonzai suru Riyuu ra mắt năm 2016, Legend of AKB48: New Chapter là phim thứ 6 phát hành năm 2018. Mỗi bộ phim ghi lại các sự kiện nhóm trải qua.
Từ 2016, nhóm hợp tác với trang web và ứng dụng di động Showroom để phát sóng các nội dung trực tuyến do các thành viên thực hiện. AKB48 tham gia nền tảng Weverse từ ngày 27 tháng 4 năm 2023, dịch vụ Weverse DM của nhóm sẽ bắt đầu vào ngày 2 tháng 5 năm 2023 và 16 thành viên từ đĩa đơn thứ 61 sẽ tham gia đầu tiên.

### Manga & anime
Nhóm ra mắt bộ manga AKB49: Ren'ai Kinshi Jōrei kể về AKB48 với các thành viên trong nhóm làm nhân vật phụ, cùng với bộ trinh thám AKB48 Satsujin Jiken. Bộ anime AKB0048 là loạt phim khoa học viễn tưởng, với sự giám sát sản xuất của Akimoto Yasushi, 9 nhân vật trong anime được lồng tiếng bởi các thành viên AKB48 và các nhóm chị em. Phần 1 phát sóng vào mùa xuân 2012, phần 2 phát sóng sau đó 1 năm.

### Game
Nhóm xuất hiện trong các game mô phỏng hẹn hò như AKB1/48: Idol to Koishitara... (2010), AKB1/48: Idol to Guam de Koishitara... (2011, lấy bối cảnh tại Guam), AKB1/149 Ren'ai Sōsenkyo (2012) có sự góp mặt của SKE48, HKT48 và NMB48, cả 3 game đều phát hành cho PlayStation Portable, PS Vita và PS3. Năm 2013, Bandai Namco ra mắt game Sailor Zombie AKB48 Arcade Edition dựa theo phim cùng tên. AKB48 Official Music Game ra mắt 2014 là game âm nhạc đầu tiên của nhóm phát hành trên IOS & Android. Năm 2012, AKB48 + Me phát hành cho Nintendo 3DS, cho phép người chơi trở thành thành viên của AKB48 Một quảng cáo của Super Smash Bros. for Nintendo 3DS and Wii U cũng có sự xuất hiện của hình đại diện Miis cho nhóm, với sự tham gia của Kashiwagi Yuki và các thành viên cũ Watanabe Mayu và Takahashi Minami.... cùng nhiều trò chơi khác
| Năm  | Tên                                                                              | Nền tảng             | Ghi chú |
| ---- | -------------------------------------------------------------------------------- | -------------------- | --- |
| 2010 | Taiko no Tatsujin DS: Dororon! Youkai Dai Kessen!                                | Nintendo DS          | Bài hát RIVER từ AKB48 được dùng trong game                                                                                          |
| 2010 | AKB 1/48 Idol to Koi Shitara... (AKB1/48 アイドルと恋したら...)                  | PSP                  | Game hẹn hò giả tưởng |
| 2011 | AKB 1/48 Idol to Guam de Koi Shitara... (AKB1/48 アイドルとグアムで恋したら...?) | PSP                  | Game hẹn hò giả tưởng lấy bối cảnh tại đảo Guam.                                                                                     |
| 2011 | AKB48 Stage Fighter                                                              | Điện thoại           | Bao gồm các thành viên từ AKB48, SKE48 và NMB48                                                                                      |
| 2012 | AKB48 Trading Card Game & Collection                                             | Điện thoại           | Game Thực tế ảo |
| 2012 | AKB48+Me                                                                         | Nintendo 3DS         | Game nhập vai |
| 2012 | AKB1/149 Renai Sousenkyo (AKB1/149恋愛総選挙?)                                   | PSP, PS Vita và PS3  | Game hẹn hò giả tưởng, bao gồm các thành viên từ AKB48, SKE48, HKT48 và NMB48                                                        |
| 2013 | AKB48 no Yabou                                                                   | Điện thoại, Máy tính | Game nhập vai |
| 2013 | Sailor Zombie AKB48 Arcade Edition                                               | Máy Arcade           | Iriyama Anna, Kawaei Rina, Watanabe Mayu (Team A), Oshima Yuko (Team K), Kashiwagi Yuki, Nishino Miki (Team B), Kojima Mako (Team 4) |
| 2014 | AKB48 Official Music Game                                                        | Điện thoại           | Bao gồm các thành viên từ AKB48, SKE48, HKT48 và NMB48, đóng cửa ngày 26/3/2018                                                      |
| 2014 | JUST DANCE Wii U                                                                 | Wii U                | 2 bài hát Koi Suru Fortune Cookie & Flying Get, cùng 2 bài hát Kiss Datte Hidarikiki & Sansei Kawaii! từ SKE48 được dùng trong game  |
| 2014 | Super Smash Bros. for Nintendo 3DS and Wii U                                     | Nintendo 3DS, Wii U  | Game đối kháng |
| 2017 | AiKaBu                                                                           | Điện thoại           | |
| 2017 | AKB48 Stage Fighter 2 Battle Festival                                            | Điện thoại           | Bao gồm các thành viên từ AKB48 cùng 5 nhóm chị em                                                                                   |
| 2018 | AKB48 Dice Caravan                                                               | Điện thoại           | Game nhập vai |
| 2018 | Arcana no Himitsu                                                                | Điện thoại           | Game nhập vai |
| 2018 | AKB48 Beat Carnival                                                              | Điện thoại           | Bao gồm các thành viên từ AKB48 cùng 5 nhóm chị em                                                                                   |
| 2019 | AKB48 Cherry Bay Blaze                                                           | Điện thoại           | Cùng Mao Duy Gia, Lưu Niệm, Chu Linh (AKB48 Team SH), đóng cửa tháng 1/2021                                                          |
| 2020 | AKB48 no Dobboun! Hitori Jime                                                    | Điện thoại           | |
| 2021 | AKB48 World                                                                      | Điện thoại           | Game nhập vai |
| 2022 |                                                                                  | Điện thoại           | |

### Quảng cáo
- Cokyo Koukoku Kikyo (公共広告機構) / Mittsu no R de Chikyu wo Sukue! REDUCE RESUME RECYCLE (3つのRで地球を救え! REDUCE REUSE RECYCLE)
- Recrute (リクルート) / Hana Saku・Project (ハナサク・プロジェクト)
- Tokyo City「TOKYO exercises」
- Yomiuri Newspaper 『読売新聞×AKB48』[484]
- Recochoku 「レコチョクの部屋 AKB編」
- AOKI『AOKI×AKB48』
- AKB48 × Nadeshiko Japan
- AKB48 x nano･universe
- AKB48 x Credit Saison[485]
- AKB48 × Yahoo!
- AKB48 × McDonald's Japan[486]
- AKB48 × 兵衛向陽閣 (Hyoe Koyokaku)[487]
- AKB48 × Hewlett-Packard
- AKB48 × Kaspersky
- Japanese Red Cross Society x AKB48[488]
- AKB48 × Adidas[489]
- Vanilla Air x AKB48 Team 8[490]
- IxR x TapiocaDrink[491]
- AKBBeauty For MEN[492]
- AKB48 × New Balance[493]
- AKB48 × RAVIJOUR[494]
- AKB48 × Welcia[495]

### Chương trình radio
- [bayfm] ON8
- [CBC Radio] AKB48 Konya wa Kaeranai... (AKB48 今夜は帰らない...)
- [Star Radio] AKB48 no Zenryoku de Kikanakya Dame Jyan!! (AKB48の全力で聴かなきゃダメじゃん!!)
- [Bunka Hoso] AKB48 Asu Made Mou Chotto. (AKB48 明日までもうちょっと。)
- [Bunka Hoso] Sakurazuka Yakkun no Sukeban Rengo Kinkyu Shukai (桜塚やっくんのスケバン連合緊急集会)
- [TOKYO FM] COUNTDOWN JAPAN
- [TOKYO FM] AKB48 no Yonpachi After (AKB48のよんぱちアフター)
- AKB48 no All Night Nippon

### Dự án từ thiện
- Dareka no Tame ni (2011)
- Hanaereteitemo (2020)

### Nhạc kịch
- DUMP SHOW![496]
- AKB48 Kagekidan "∞・Infinity"[497]
- AKB49 ~Renai Kinshi Jourei~ The Musical[498]
- Majimuri Gakuen Loudness (舞台「マジムリ学園-LOUDNESS-」[499]
- THE SHOW TIME[500]
- Iwa Kakeru! Sport Climbing Girls[501]
- Neon Kids[502]

## Nhà hát
Nhóm có nhà hát riêng đặt trên tầng 8 tòa nhà Don Quijote ở Akihabara- Tokyo, nơi nhóm biểu diễn trong tuần và có nhiều suất diễn vào thứ 7 và chủ nhật, được mở ngày 8/12/2005 ー cũng là ngày ra mắt nhóm. Team A công diễn stage đầu tiên của mình - stage đầu tiên trong lịch sử nhà 48 "PARTY ga Hajimaruyo". Các thế hệ sau này đều lấy sân khấu nhà hát làm trọng tâm, và đa số sau mỗi đợt tuyển chọn thế hệ, các thành viên mới thường ra mắt người hâm mộ lần đầu tại nhà hát, có thể chỉ là những lời giới thiệu bản thân, trình diễn một bài hát đã được tập luyện, hoặc nhảy nền cho một số unit trong Stage đó. Nhà hát nổi tiếng có 2 cột trụ ngay trước sân khấu, trên đó có những dải băng màu hồng. Những sọc sơn này thể hiện số năm nhóm biểu diễn tại nhà hát.
Theo thông lệ, thành viên sẽ tháo bỏ ảnh chân dung ở hội trường nhà hát khi chính thức tốt nghiệp. Nhà hát có 145 ghế ngồi, còn lại là chỗ đứng, tổng cộng sẽ có 250 khán giả mỗi buổi diễn; mặc dù AKB48 biểu diễn tại nhà hát hàng ngày, nhưng vé chỉ được phân phối thông qua hình thức xổ số do nhu cầu cao. Tiệm cafe mở năm 2011 đặt cạnh nhà hát là nơi fan dùng đồ ăn uống & món tráng miệng theo thực đơn. Ngoài ra còn cửa hàng lưu niệm, đồng thời ở đây cũng tổ chức nhiều sự kiện gặp gỡ các thành viên trong nhóm, cả 2 đóng cửa từ cuối 2019 sau 8 năm hoạt động. Hàng năm nhóm sẽ tổ chức lễ kỷ niệm ra mắt tại đây từ 2010. Nhà hát có thời gian tạm dừng hoạt động vì nhiều nguyên nhân, gần đây là do ảnh hưởng từ đại dịch COVID-19.
Vào tháng 5/2014, 2 thành viên Kawaei Rina và Iriyama Anna đã phải nhập viện khẩn cấp sau khi 1 fan cuồng cầm cưa tấn công trong sự kiện bắt tay. Nhóm đóng cửa nhà hát trong 1 tuần và hủy bỏ tất cả các buổi diễn cùng sự kiện bắt tay và chụp ảnh với người hâm mộ vào tháng 5 & tháng 6. Khi nhà hát mở lại, AKB48 thực hiện một số thay đổi với hệ thống an ninh: máy dò kim loại được thiết lập ở lối vào, số lượng nhân viên an ninh cũng tăng lên, cụ thể trong buổi diễn mở màn đã có 6 cảnh sát túc trực trong nhà hát. Một hàng rào được thiết lập giữa khán giả và sân khấu, các hàng ghế đầu được hạn chế sử dụng, điều này cũng áp dụng với SKE48, NMB48 và HKT48 dù cả 3 không tạm dừng các buổi biểu diễn tại nhà hát. Đây là sự thay đổi mạnh mẽ đối với AKB48 vì nhóm luôn nhấn mạnh vào việc tiếp cận với người hâm mộ.Trong buổi diễn đầu tiên từ sau vụ tấn công, các thành viên đã không tiễn người hâm mộ bằng những cú đập tay như thường lệ & vẫn chưa rõ liệu nghi thức có trở lại hay không. Hơn nữa, khán giả không thể xem buổi diễn trên màn hình tại sảnh nhà hát. Chỉ những người có vé xem buổi diễn cụ thể hoặc những người trong danh sách chờ hủy mới được phép vào rạp. Nhà hát từng tổ chức các buổi biểu diễn của SDN48 cho đến khi tan rã.
Quản lý nhà hát hiện tại là Yuasa Hiroshi, và Kayano Shinobu là Tổng quản lý nhà hát của các nhóm thuộc AKB48 Group tại Nhật Bản.
Vào ngày 17 tháng 3 năm 2024, AKB48 thông báo sau 19 năm hoạt động, nhà hát sẽ tiến hành cải tạo từ tháng 9, với buổi biểu diễn cuối cùng tại nhà hát hiện tại sẽ được tổ chức vào ngày 1 tháng 9. Việc cải tạo dự kiến sẽ hoàn thành trước ngày 7 tháng 12, một ngày trước lễ kỷ niệm 19 năm hoạt động của nhóm.

### Các buổi diễn tại nhà hát (Stage)
| Tên | Thời gian                                                  |
| --- | ---------------------------------------------------------- |
| Team A |                                                            |
| 1st Stage 「PARTYが始まるよ」 (AKB48 Team A 1st Stage "PARTY ga Hajimaru yo")                              | 8/12/2005-31/3/2006                                        |
| 2nd Stage 「会いたかった」 (AKB48 Team A 2nd Stage "Aitakatta")                                            | 15/4-11/8/2006                                             |
| 3rd Stage 「誰かのために」 (AKB48 Team A 3rd Stage "Dareka no Tame ni")                                    | 20/8/2006-15/1/2007                                        |
| 4th Stage 「ただいま 恋愛中」 (AKB48 Team A 4th Stage "Tadaima Renaichuu")                                 | 25/2-26/6/2007                                             |
| 5th Stage 「恋愛禁止条例」 (AKB48 Team A 5th Stage "Renai Kinshi Jourei")                                  | 19/10/2008-27/5/2010                                       |
| 6th Stage 「目撃者」 (AKB48 Team A 6th Stage "Mokugekisha")                                                | - 19/10/2008-29/10/2012 - 12/6/2018-nay                    |
| Waiting Stage                                                                                              | 2/11/2012-21/4/2014                                        |
| 7th Stage 「Ｍ.Ｔに捧ぐ」                                                                                  | 10/2/2016-16/5/2018                                        |
| Juuryoku Sympathy                                                                                          | 11/5/2022                                                  |
| Team K |                                                            |
| 1st Stage 「PARTYが始まるよ」 (AKB48 Team K 1st Stage "PARTY ga Hajimaru yo")                              | 1/4-5/7/2006                                               |
| 2nd Stage 「青春ガールズ」 (AKB48 Team K 2nd Stage "Seishun Girls")                                        | 8/7-6/11/2006                                              |
| 3rd Stage 「脳内パラダイス」 (AKB48 Team K 3rd Stage "Nounai Paradise")                                    | 17/12/2006- 22/6/2007                                      |
| 4th Stage 「最終ベルが鳴る」 (AKB48 Team K 4th Stage "Saishuu Bell ga Naru")                               | 31/5/2008-4/4/2009                                         |
| 5th Stage 「逆上がり」 (AKB48 Team K 5th Stage "Saka Agari")                                               | 11/4/2009-21/2/2010                                        |
| 6th Stage 「RESET」 (AKB48 Team K 6th☢ Stage "RESET")                                                      | - 12/3/2010-24/10/2012 - 7/5/2014-26/8/2015 - 6/7/2018-nay |
| Waiting Stage                                                                                              | 1/11/2012-12/2/2014                                        |
| K Shousuru Monotachi (Ｋ承する者たち)                                                                      | 26/8-24/10/2020                                            |
| Saka Agari                                                                                                 | 25/4/2022                                                  |
| Team B |                                                            |
| 1st Stage 「青春ガールズ」 (AKB48 Team B 1st Stage "Seishun Girls")                                        | 8/4-2/10/2007                                              |
| 2nd Stage 「会いたかった」 (AKB48 Team B 2nd Stage "Aitakatta")                                            | 7/10/2007-21/2/2008                                        |
| 3rd Stage 「パジャマドライブ」 (AKB48 Team B 3rd Stage "Pajama Drive")                                     | - 31/3/2008-1/2/2009 - 28/4/2014-27/8/2015                 |
| 4th Stage 「アイドルの夜明け」 (AKB48 Team B 4th Stage "Idol no Yoake")                                    | 8/2/2009-16/4/2010                                         |
| 5th Stage 「シアターの女神] (AKB48 Team B 5th Stage "Theater no Megami")                                   | - 3/11/2012-23/4/2014 - 8/9/2018-nay                       |
| Waiting Stage                                                                                              | 3/11/2012-23/4/2014                                        |
| 6th Stage 「ただいま 恋愛中」 (AKB48 Team B 6th Stage "Tadaima Renaichuu")                                 | 26/12/2015-28/5/2018                                       |
| Idol No Yoake                                                                                              | 29/4/2022                                                  |
| Team 4 |                                                            |
| 1st Stage 「僕の太陽」 (AKB48 Team 4 1st Stage "Boku no Taiyou")                                           | 10/10/2011-25/10/2012                                      |
| 2nd Stage 「手をつなぎながら」 (AKB48 Team 4 2nd Stage "Te wo Tsunaginagara")                              | - 3/11/2013-15/4/2014 - 6/6/2018-nay                       |
| 3rd Stage 「アイドルの夜明け」 (AKB48 Team 4 3rd Stage "Idol no Yoake")                                    | 24/4/2014-24/8/2015                                        |
| 4th Stage 「夢を死なせるわけにいかない」 (AKB48 Team 4 4th Stage "Yume wo Shinaseru Wake ni Ikanai")       | 3/12/2015-18/5/2018                                        |
| Thumbnail                                                                                                  | 19/4/2022                                                  |
| Team 8 |                                                            |
| 1st Stage 「PARTYが始まるよ」 (AKB48 Team 8 1st Stage "PARTY ga Hajimaru yo")                              | - 8/5/2014-16/8/2015 - 17/2/2018-nay                       |
| 2nd Stage 「会いたかった」 (AKB48 Team 8 2nd Stage "Aitakatta")                                            | - 9/5/2015-20/8/2017 - 12/2/2018-nay                       |
| Kimi mo 8 (Eito) de Nakou janai ka (君も8（エイト）で泣こうじゃないか)                                     | 9/2/2017-8/1/2018                                          |
| Sono Shizuku wa, Mirai e to Tsunagaru Niji ni Naru. (その雫は、未来へと繋がる虹になる。)                   | 22/11/2018-nay                                             |
| Himawarigumi                                                                                               |                                                            |
| 1st Stage 「僕の太陽」 (AKB48 Himawarigumi 1st Stage "Boku no Taiyou")                                     | - 1/7-30/11/2007 - 16/7/2016-28/6/2017                     |
| 2nd Stage 「夢を死なせるわけにいかない」 (AKB48 Himawarigumi 2nd Stage "Yume wo Shinaseru Wake ni Ikanai") | - 8/12/2007-19/4/2008 - tháng 6/2009                       |
| Thực tập sinh                                                                                              |                                                            |
| 1st Stage] 「ただいま恋愛中」 (AKB48 Kenkyuusei "Tadaima Renaichuu")                                       | 22/5-7/10/2008                                             |
| 2nd Stage 「アイドルの夜明け」 (AKB48 Kenkyuusei "Idol no Yoake")                                          | 6/3/2009-14/2/2010                                         |
| 3rd Stage 「恋愛禁止条例」 (AKB48 Kenkyuusei "Renai Kinshi Jourei")                                        | 14/7-16/8/2010                                             |
| 4th Stage 「シアターの女神」 (AKB48 Kenkyuusei "Theater no Megami")                                        | 20/6/2010-3/4/2011                                         |
| 5th Stage 「RESET」 (AKB48 Kenkyuusei "RESET")                                                             | 29/3-8/9/2012                                              |
| 6th Stage 「僕の太陽」 (AKB48 Kenkyuusei "Boku no Taiyou")                                                 | 26/10/2012-17/3/2013                                       |
| 7th Stage 「パジャマドライブ」 (AKB48 Kenkyuusei "Pajama Drive")                                           | - 20/3-17/10/2013 - 18/11/2018-nay                         |
| 16th Generation Kenkyuusei (16期研究生)                                                                    | 11/2-22/7/2017                                             |
| Let's Go Kenkyuusei! (レッツゴー研究生！公演)                                                              | 28/7/2017-7/7/2018                                         |
| Tadaima Renaichuu                                                                                          | 16/8/2022                                                  |
| Soko ni Mirai wa Aru                                                                                       | 4/2/2024                                                   |
| Stage Đặc biệt                                                                                             |                                                            |
| 1st Stage 「イブはアダムの肋骨」 (AKB48 Special Stage "Eve wa Adam no Abarabone")                          | 13/9/2015-7/3/2017                                         |
| 2nd Stage 「青春はまだ終わらない」 (AKB48 Special Stage "Seishun wa mada owaranai")                        | 18/9/2015-17/3/2017                                        |
| 3rd Stage 「どうなる?!どうする?!AKB48」 (AKB48 Special Stage "Dounaru?! Dousuru?! AKB48")                  | 16/10/2015-5/3/2017                                        |
| 4th Stage 「僕がここにいる理由」 (AKB48 Special Stage "Boku ga Koko ni Iru Riyuu")                         | 8/11/2015-27/12/2016                                       |
| Koukando Bakuage (好感度爆上げ)                                                                            | 21/11/2016-13/4/2017                                       |
| Minerva yo, Kaze wo Okose (ミネルヴァよ、風を起こせ)                                                       | 28/2/2017-20/12/2018                                       |
| Thumbnail (サムネイル)                                                                                     | 12/5/2017-nay                                              |
| Kamikyoku Shibari (神曲縛り)                                                                               | 20/7/2017-25/12/2018                                       |
| Sekai wa Yume ni Michite Iru (世界は夢に満ちている)                                                        | 16/8/2017-18/12/2018                                       |
| Yabai yo! Tsuite koren no ka?! (ヤバイよ！ついて来れんのか？！)                                            | 17/4/2017-nay                                              |
| Idol Shuugyouchuu♡ (アイドル修業中♡)                                                                       | 28/2-17/11/2018                                            |
| Boku no Natsu ga Hajimaru (僕の夏が始まる)                                                                 | 30/6/2019-nay                                              |
| Kyo wa dare ni koi o suru? (今日は誰に恋をする？)                                                          | 29/2/2024                                                  |
| Koko Kara Da (ここからだ)                                                                                  | 8/12/2024                                                  |

| Năm  | Thời gian | Tên                                                                                       |
| ---- | --------- | ----------------------------------------------------------------------------------------- |
| 2016 | 16/2      | Staff Stage 「STAFF公演」                                                                 |
| 2016 | 17/2      | Okurairi Stage 「お蔵入り公演」                                                           |
| 2016 | 18/2      | Ichigochanzu Stage 「いちごちゃんず公演」                                                 |
| 2016 | 20/2      | Dance Senbatsu Stage 「ダンス選抜公演」                                                   |
| 2016 | 22/2      | The Idol Stage 「ザ・アイドル公演」                                                       |
| 2016 | 25/2      | Chaos Stage 「カオス公演」                                                                |
| 2016 | 27/2      | Saturday Night Stage 「SaturdayNight公演」                                                |
| 2016 | 28/2      | Itoshi no Nyan Nyan Otanjoubi Omedetou Stage 「愛しのにゃんにゃんお誕生日おめでとう公演」 |

| Năm  | Thời gian | Tên                                               |
| ---- | --------- | ------------------------------------------------- |
| 2024 | 29/2      | Kyo wa dare ni koi o suru? (今日は誰に恋をする？) |

| Năm  | Thời gian                     | Tên                                                                                        |
| ---- | ----------------------------- | ------------------------------------------------------------------------------------------ |
| 2020 | - 13/6 - 19/7                 | NaaOn Social Distance Stage (なぁおん ソーシャルディスタンス公演)                          |
| 2020 | 14/6                          | YuiZuki Social Distance Stage (ゆいずき ソーシャルディスタンス公演)                        |
| 2020 | 20/6                          | YuiMyao Social Distance Stage (ゆいみゃお ソーシャルディスタンス公演)                      |
| 2020 | - 21/6 - 31/8                 | MiiYuki Social Distance Stage (みぃゆき ソーシャルディスタンス公演)                        |
| 2020 | - 27/6 - 11/8 - 30/11 - 27/12 | KitaYamaSakiRingo Social Distance Stage (北山さきりんご ソーシャルディスタンス公演)        |
| 2020 | 4/7                           | SatoReiMaho Social Distance Stage (さとれいまほ ソーシャルディスタンス公演)                |
| 2020 | - 5/7 - 23/8                  | Manaamin Social Distance Stage (まなーみん ソーシャルディスタンス公演)                     |
| 2020 | - 11/7 - 20/8                 | KuranoOdaEriNarumi Social Distance Stage (くらのおだえりなるみ ソーシャルディスタンス公演) |
| 2020 | - 25/7 - 13/8                 | IxR ni Aeru ☆ (IxRに会える☆)                                                               |
| 2020 | - 9-10/8 - 15-16/8            | Boku no Natsu ga Hajimaru (僕の夏が始まる 公演)                                            |
| 2020 | - 26/8 - 12/10 - 24/10        | K Shousuru Monotachi (Ｋ承する者たち)                                                      |
| 2020 | 12/9                          | NagiMiu Social Distance Stage (なぎみう ソーシャルディスタンス公演)                        |
| 2020 | - 26/9 - 11/10                | RenaKuru Social Distance Stage (れなくる ソーシャルディスタンス公演)                       |
| 2020 | - 5/10 - 15/12                | TomuSaho Social Distance Stage (とむさほ ソーシャルディスタンス公演)                       |

### Các sự kiện tại nhà hát
| Năm  | Thời gian | Tên                                                              |
| 2014 | 30/11     | Stage Fighter Selection Special Stage 2014                       |
| 2015 | 12/12     | Stage Fighter Selection Special Stage 2015                       |
| 2016 | 1/4       | Team K 2nd Generation 10th Anniversary Celebration Special Stage |
| 2016 | 3/12      | Stage Fighter Selection Special Stage 2016                       |
| 2017 | 26/3      | 14th Generation Stage                                            |
| 2017 | 8/4       | Team B 3rd Generation 10th Anniversary Celebration Special Stage |
| 2017 | 26/5      | 4th Generation 10th Anniversary Stage                            |
| 2017 | 2/12      | Stage Fighter Selection Special Stage 2017                       |
| 2021 | 21/12     | 13th Generation 10th Anniversary Special LIVE                    |

## Nhóm nhỏ

### Các nhóm nhỏ cho đĩa đơn
| - Senbatsu (選抜) - Undergirls(アンダーガールズ) - Next Girls (ネクストガールズ) - Future Girls (フューチャーガールズ) - Upcoming Girls (アップカミングガールズ) - Waiting Girls (ウェイティングガールズ) - Theater Girls (シアターガールズ) - Team PB (チーム PB): hợp tác giữa AKB48, Shueisha và Playboy - Team YJ (チーム YJ): hợp tác giữa AKB48, Shueisha và Young Jump - Yasai Sisters (野菜 シスターズ): hợp tác giữa AKB48 và Công ty Kagome - MINT: sub-unit được lập khi phát hành đĩa đơn thứ 18. - Selection 6/10/12/16 (セレクション 6/10/12/16) - Special Girls (スペシャルガールズ) - Google+ Senbatsu - Stage Fighter Senbatsu - Vocal Team (ボーカルチーム) - AKB48 Group U-17 Senbatsu (AKB48 U-17選抜) - Vocal Senbatsu (ボーカル選抜) | - Waiting Circle (ウェイティングサークル) - Tofu Pro Wrestling (豆腐プロレス楽曲) - Renacchis (レナッチーズ) - Dance Senbatsu (ダンス選抜) - Team 8 EAST (チーム8 EAST) - Team 8 WEST (チーム8 WEST) - AKB48 U-17 Senbatsu (AKB48 U-17選抜) - OKL48 - BKA48 - Tentoumu Chu! (てんとうむChu!) - Smiling Lions - Beauty Giraffes - 7byou-go, Kimi ga Suki ni naru. (7秒後、君が好きになる。) - AKB48 U-19 Senbatsu (AKB48 U-19選抜) - Baby Elephants - Talking Chimpanzees - Baragumi (ばら組) - Yurigumi (ゆり組) - Katareagumi (カトレア組) - MayuYukirin (まゆゆきりん) - SHOWROOM Senbatsu (SHOWROOM選抜) - AKB48 Wakate Senbatsu (AKB48若手選抜) | - Macharin and Friends. (まちゃりんと仲間たち。) - Kojizaka46 (こじ坂46): hợp tác giữa AKB48 và Nogizaka46 - Team Surprise (チームサプライズ) - Sashining Musume.(サシニング娘。) - Kabutomu Chu! (かぶとむChu!) - Dendenmu Chu! (でんでんむChu!) - WONDA Senbatsu (WONDA選抜) - Gensou & Jikisou (ゲンソー＆ジキソー) - Asa ga Kita Senbatsu (あさが来た選抜) - 1st Campus - Next Generation Senbatsu (次世代選抜) - Renacchi Sousenkyo Senbatsu (れなっち総選挙選抜) - Mushi Kago (虫かご) - Sakamichi AKB (坂道AKB): hợp tác giữa AKB48 và Sakamichi Series - Nogizaka AKB (乃木坂AKB): hợp tác giữa AKB48 và Nogizaka46 - IZ4648: hợp tác giữa AKB48, Nogizaka46 và Iz*One - 48 Group NEXT12 (48グループNEXT12) - Sucheese (すちーず) - Soukantoku to Captains (総監督とキャプテンズ) |

### Các nhóm nhỏ biểu diễn
| No3b (ノース リーブス)/No Sleeves (ノースリーブス) (Đã giải tán, mọi thành viên đều tốt nghiệp) - Kojima Haruna (Team A) - Takahashi Minami (Tổng quản của 48 Group) - Minegishi Minami (Team K - Captain) Watarirouka Hashiritai (渡り廊下 走り 隊)/ Watarirouka Hashiritai 7 (渡り廊下 走り 隊 7) (Đã giải tán, mọi thành viên đều tốt nghiệp) - Oota Aika (HKT48 Team KIV) - Nakagawa Haruka (JKT48 - Team J / Team Kaigai) - Watanabe Mayu (team B) - Kikuchi Ayaka - Iwasa Misaki (Team B) - Komori Mika French Kiss (フレンチ キス) (Đã giải tán) - Kashiwagi Yuki (Team B / NGT48) - Takajo Aki (Team K) (đã tốt nghiệp) - Kuramochi Asuka (đã tốt nghiệp) Not yet (ノット・イェット) (Đã giải tán, mọi thành viên đều tốt nghiệp) - Oshima Yuko - Kitahara Rie (NGT48) - Sashihara Rino (HKT48 -Team H) - Yokoyama Yui (Tổng quản 48 Group/Team A) Honey Harmony (ハニーハーモニー) - Inagaki Kaori - Iwatate Saho - Shimizu Maria - Nagatomo Ayami - Fukuoka Seina IxR - Omori Maho - Oguri Yui - Kubo Satone - Nishikawa Rei - Yamauchi Mizuki HUETONE - Kawahara Misaki - Suzuki Kurumi - Taguchi Manaka - Hattori Yuna - Fujizono Rei - Hasegawa Momoka (đã tốt nghiệp) - Maeda Ayaka (đã tốt nghiệp) | DiVA (Đã giải tán, mọi thành viên đều tốt nghiệp) - Akimoto Sayaka (team K) - Umeda Ayaka (NMB48 Team BII) - Masuda Yuka (team K) - Miyazawa Sae (SNH48 - Team SII / SKE48 - Team S) Chocolove from AKB (Đã giải tán, mọi thành viên đều tốt nghiệp) - Nakanishi Rina (team A) - Akimoto Sayaka (team K) - Miyazawa Sae (SNH48 - Team SII / SKE48 - Team S) TinTlip - Asai Nanami - Sato Minami - Shitao Miu - Suzuki Yuka - Chiba Erii - Nagano Serika - Yamamoto Ruka (đã tốt nghiệp) Melisma - Utada Hatsuka - Otake Hitomi - Oda Erina - Kitazawa Saki - Takahashi Sayaka - Yokoyama Yui (đã tốt nghiệp) - Rissen Airi (đã tốt nghiệp) - Minegishi Minami (đã tốt nghiệp) SENSUALITY (センシュアリティ) - Hidaritomo Ayaka - Kato Rena - Komiyama Haruka - Miyazaki Miho - Mogi Shinobu - Shinozaki Ayana Surreal - Shitao Miu - Chiba Erii - Surry (thành viên ảo) - Kuranoo Narumi - Yamauchi Mizuki - Oguri Yui | Jankenmin - Tanabe Miku (team B) (đã tốt nghiệp) - Yumoto Ami (team K) - Komiyama Haruka (team 4) - Takeuchi Saki (SKE48) (đã tốt nghiệp) - Fukuoka Seina (team B) - Nozawa Rena (team 4) (đã tốt nghiệp) - Shibuya Nagisa (NMB48) Nona Diamonds - Akiyoshi Yuka (HKT48) - Ikeda Yura (STU48) - Okada Nana (AKB48/STU48) - Nojima Kano (SKE48) (đã tốt nghiệp) - Furuhata Nao (SKE48) - Mimura Hino (NGT48) - Yano Honoka (STU48) - Yamauchi Suzuran (SKE48) (đã tốt nghiệp) - Yamasaki Amiru (NMB48) Lacet (ラセ) - Gyoten Yurina - Mukaichi Mion - Saito Haruna - Takahashi Ayane - Takaoka Kaoru - Yoshihashi Yuzuka GRATS (グラッツ) - Kashiwagi Yuki - Ma Chia-Ling - Muto Tomu - Omori Miyuu - Sasaki Yukari - Yoshikawa Nanase NO NAME (Đã giải tán, mọi thành viên đều tốt nghiệp) - Iwata Karen (Team A) - Watanabe Mayu (Team B) - Nakaya Sayaka (Team A) - Sato Amina (Team B) - Hata Sawako (Team KII) - Yagami Kumi (Team S) - Mita Mao (Team M) - Ishida Haruka (Team A) - Sato Sumire (Team B) |

### Các nhóm nhỏ cho album
- Up-and-coming girls
- Sashining Musume. (サシニング娘。)[522]

### Khác
| - WRD48 - Honegumi from AKB48 (ほね組 from AKB48) (2007) - ICE from AKB48 (2007) - Crayon Friends from AKB48 (新ユニット「クレヨンフレンズ from ＡＫＢ48」): hợp tác giữa AKB48 và Crayon Shin-chan - Okashina Sisters (お菓子 な シスターズ?) - AKBIdoling!!! (AKBアイドリング!!!): hợp tác giữa AKB48 và Idoling!!! - AKB Takkyubu (AKB卓球部) - Porrima from AKB48 - Team BS - Milk Planet (ミルクプラネット) - NyaaKB with Tsuchinoko Panda (ニャーKB with ツチノコパンダ) - YJ7 - YM7 - BABY GAMBA (ベビーガンバ) - Ojarumaru Sisters (おじゃる丸シスターズ) - Sukeban Girls (スケバンGirls) - Watarirōka Hashiritai (渡り廊下走り隊?) (2013) - 75 years Yomiuri Giants Foundation (読売巨人軍創立７５周年応援隊): hợp tác giữa AKB48, SKE48 và Đội Bóng chày Yomiuri Giants - Natto Angel (ナットウエンジェル): do Miyazaki Miho, Tomomi Kasai, Itano Tomomi sáng lập - Queen & Elizabeth: nhóm nhỏ hát bài hát chính cho bộ phim Kaimen Rider W - Team Dragon from AKB48 (チームドラゴン from AKB48): sub-unit được lập để hát bài hát chính cho bộ phim Dragon Ball - Natto Angels Z (ナットウエンジェル Z) - Miniskirt (ミニスカート): hợp tác giữa AKB48 và Takara Tomy - AKB48 Kaspersky (AKB48 カスペルスキー 研究所): hợp tác giữa AKB48 và Kaspersky Lab - Team KISHIN from AKB48: hợp tác giữa AKB48 và Kishin Shinoyama - Team Z: hợp tác giữa AKB48 và Kyoraku Sangyo cho "Pachinko Zenigata Heiji" - Sashihara Rino with AKB48 Team 8 (指原莉乃 with AKB48 Team 8): Sashihara Rino cùng Team 8 quảng bá xe hơi hybrid Toyota Prius PHV - Nona Diamonds (ノナ ダイヤモンズ) - SenSuality (センシュアリティ) - Mayuzaka46 (まゆ坂46): hợp tác giữa Watanabe Mayu và Nogizaka46 - AnRiRe (アンリレ) - Tentoumu Chu! (てんとうむChu!) - Dendenmu Chu! (でんでんむChu!) |

## Danh sách đĩa nhạc
- Set List: Greatest Songs 2006–2007 (2008)
- Kamikyokutachi (2010)
- Koko ni Ita Koto (2011)
- 1830m (2012)
- Tsugi no Ashiato (2014)
- Koko ga Rhodes da, Koko de Tobe! (2015)
- 0 to 1 no Aida (2015)
- Thumbnail (2017)
- Bokutachi wa, Ano Hi no Yoake o Shitteiru (2018)
- Nantettatte AKB48 (2024)

## Danh sách sự kiện

### Các cuộc tổng tuyển cử
Từ khi ra mắt, nhóm tổ chức 10 cuộc tổng tuyển cử từ 2009
| Năm  | Tên | Thời gian | Địa điểm                              | Ghi chú |
| 2009 | AKB48 13th Single Senbatsu Sousenkyo ～Kamisama ni Chikatte Gachi desu～ (AKB48 13thシングル 選抜総選挙 ～神様に誓ってガチです～)                | 8/7       | Akasaka Blitz, Tokyo                  | Cuộc tổng tuyển cử đầu tiên cho single thứ 13 Iiwake Maybe, có sự tham gia từ SKE48, Maeda Atsuko thắng cuộc với 3489 phiếu bầu |
| 2010 | AKB48 17th Single Senbatsu Sousenkyo ～Kaasan ni Chikatte, Gachi desu～ (AKB48 17thシングル選抜総選挙 ～母さんに誓って、ガチです～)              | 9/6       | JCB Hall, Tokyo Dome, Tokyo           | Cuộc tổng tuyển cử thứ 2 cho single thứ 17 Heavy Rotation, có sự tham gia từ SKE48, Oshima Yuko thắng cuộc với 31448 phiếu bầu |
| 2011 | AKB48 22nd Single Senbatsu Sousenkyo ～Kotoshi mo Gachi desu～ (AKB48 22ndシングル選抜総選挙 ～今年もガチです～)                                 | 9/6       | Nippon Budoukan, Tokyo                | Cuộc tổng tuyển cử thứ 3 cho single thứ 22 Flying Get, có sự tham gia từ SKE48 & NMB48, Maeda Atsuko thắng cuộc với 139892 phiếu bầu |
| 2012 | AKB48 27th Single Senbatsu Sousenkyo ～Fan ga Erabu 64giseki～ (27thシングル 選抜総選挙 ～ファンが選ぶ64議席～)                                  | 6/6       | Nippon Budoukan, Tokyo                | Cuộc tổng tuyển cử thứ 4 cho single thứ 27 Gingham Check, có sự tham gia từ SKE48, NMB48 & HKT48, Oshima Yuko thắng cuộc với 108837 phiếu bầu |
| 2013 | AKB48 32nd Single Senbatsu Sousenkyo "Yume wa Hitori ja Mirarenai" (32thシングル 選抜総選挙 ~夢は一人じゃ見られない~)                            | 8/6       | Sân vận động Nissan, Yokohama         | Cuộc tổng tuyển cử thứ 5 cho single thứ 32 Koisuru Fortune Cookie, có sự tham gia từ SKE48, NMB48, HKT48, Team Kaigai, các thành viên tốt nghiệp, Sashihara Rino thắng cuộc với 150570 phiếu bầu                                                             |
| 2014 | AKB48 37th Single Senbatsu Sousenkyo "Yume no Genzaichi ~Rival wa Doko da~" (AKB48 37thシングル選抜総選挙 夢の現在地〜ライバルはどこだ?〜)       | 7/6       | Sân vận động Ajinomoto, Chofu, Tokyo  | Cuộc tổng tuyển cử thứ 6 cho single thứ 37 Kokoro no Placard, có sự tham gia từ SKE48, NMB48, HKT48, Team Kaigai, Watanabe Mayu thắng cuộc với 159854 phiếu bầu                                                                                              |
| 2015 | AKB48 41st Single Senbatsu Sousenkyo (AKB48 41stシングル選抜総選挙?)                                                                             | 6/6       | Fukuoka Yahoo! Japan Dome, Fukuoka    | Cuộc tổng tuyển cử thứ 7 cho single thứ 41 Halloween Night, có sự tham gia từ SKE48, NMB48, HKT48, Team Kaigai, Sashihara Rino thắng cuộc với 194049 phiếu bầu                                                                                               |
| 2016 | AKB48 45th Single Senbatsu Sousenkyo 〜Bokutachi wa Dare ni Tsuiteikeba ii?〜 (AKB48 45thシングル 選抜総選挙～僕たちは誰について行けばいい？～?) | 18/6      | Hard Off Eco Stadium Niigata, Niigata | Cuộc tổng tuyển cử thứ 8 cho single thứ 45 LOVE TRIP / Shiawase wo Wakenasai, có sự tham gia từ SKE48, NMB48, HKT48, NGT48, Team Kaigai, Sashihara Rino thắng cuộc với 243011 phiếu bầu                                                                      |
| 2017 | AKB48 49th Single Senbatsu Sousenkyo 〜Mazu wa Tatakaou! Hanashi wa Sorekara da〜 (49thシングル 選抜総選挙～まずは戦おう！話はそれからだ～)      | 17/6      | Toyosaki Seaside Park, Okinawa        | Cuộc tổng tuyển cử thứ 9 cho single thứ 49 #SukiNanda, có sự tham gia từ SKE48, NMB48, HKT48, STU48, NGT48, BNK48; Sashihara Rino có lần thứ 3 liên tiếp thắng cuộc với 246376 phiếu bầu (4 lần tổng thể)                                                    |
| 2018 | AKB48 53rd Single Sekai Senbatsu Sousenkyo 〜Sekai no Center wa Dare da?〜(AKB48 53rdシングル 世界選抜総選挙 〜世界のセンターは誰だ？〜)         | 16/6      | Nagoya Dome, Nagoya                   | Cuộc tổng tuyển cử thứ 10 cho single thứ 53 Sentimental Train, có sự tham gia từ SKE48, NMB48, HKT48, STU48, NGT48, lần đầu tiên các nhóm chị em nước ngoài JKT48, BNK48 (lần 2), TPE48 được đăng ký tham gia, Matsui Jurina thắng cuộc với 194453 phiếu bầu |

### AKB48 Kouhaku Utagassen
| Năm  | Thời gian | Đội thắng | Đội thắng | Ghi chú |
| Năm  | Thời gian | Akagumi   | Shirogumi | Ghi chú |
| 2011 | 20/12     |           | X         | Lần đầu tổ chức |
| 2012 | 17/12     | X         |           | Lần thứ 2 tổ chức, cũng là buổi biểu diễn cuối cùng của Masuda Yuka.                                                                     |
| 2013 | 17/12     |           | X         | Lần thứ 3 tổ chức, SKE48, NMB48, HKT48, WORLD ORDER cùng tham dự                                                                         |
| 2014 | 16/12     |           | X         | Lần thứ 4 tổ chức, ban giám khảo (Kobayashi Yoshinori, Uno Tsunehiro, Hamano Satoshi, Nakamori Akio,Tanaka Masahiro) bình chọn đội thắng |
| 2015 | 15/12     |           | X         | Lần thứ 5 tổ chức, Takajo Aki tốt nghiệp AKB48,Team A công bố Stage mới, thông báo Senbatsu single thứ 43 Kimi wa Melody                 |
| 2016 | 15/12     | X         |           | Lần thứ 6 tổ chức |
| 2017 | 10/12     | X         |           | Lần thứ 7 tổ chức, nhóm thông tin chi tiết về Produce 48 & Iriyama Anna sẽ chuyển đến Mexico để học tập và đóng phim LIKE tại đây        |

### Janken Taikai
| Năm  | Tên | Thời gian | Địa điểm              | Ghi chú |
| 2010 | AKB48 19th Single Janken Taikai (AKB48 19thシングル選抜じゃんけん大会 | 21/9      | Nippon Budoukan       | Lần đầu tổ chức, chọn 16 thành viên cho single thứ 19 Chance no Junban, bài hát Beginner được công chiếu tại đây |
| 2011 | AKB48 24th Single Senbatsu Janken Taikai (AKB48 24thシングル選抜じゃんけん大会) | 20/9      | Nippon Budoukan       | Lần thứ 2 tổ chức, chọn 16 thành viên cho single thứ 24 e Kara Mariko, NMB48 cùng SKE48 tham dự |
| 2012 | AKB48 29th Single Senbatsu Janken Taikai (AKB48 29thシングル選抜じゃんけん大会) | 18/9      | Nippon Budoukan       | Lần thứ 3 tổ chức, chọn 16 thành viên cho single thứ 29 Eien Pressure, HKT48 có lần đầu dự |
| 2013 | AKB48 34th Single Senbatsu Janken Taikai (AKB48 34thシングル選抜じゃんけん大会) | 18/9      | Nippon Budoukan       | Lần thứ 4 tổ chức, chọn 16 thành viên cho single thứ 34 Kimi no Hohoemi wo Yume ni Miru |
| 2014 | AKB48 2014 Janken Taikai (AKB48グループ・じゃんけん大会2014 〜拳で勝ち取れ!1/300ソロデビュー争奪戦〜)                                                                                         | 17/9      | Nippon Budoukan       | Người chiến thằng được ra mắt với tư cách solo. Đồng thời, các thành viên từ hạng 2-16 sẽ tham gia vào bài hát đính kèm và xuất hiện trong PV bài hát, năm 2015 NGT48 góp mặt                                             |
| 2015 | AKB48 2015 Janken Taikai (AKB48グループ ソロシングル争奪じゃんけん大会in横浜アリーナ〜 こんなところで、運なんか使っちゃうのかと思うかもしれないが、とりあえず、勝たなきゃしょうがないだろ?〜) | 16/9      | Yokohama Arena        | Người chiến thằng được ra mắt với tư cách solo. Đồng thời, các thành viên từ hạng 2-16 sẽ tham gia vào bài hát đính kèm và xuất hiện trong PV bài hát, năm 2015 NGT48 góp mặt                                             |
| 2016 | AKB48 2016 Janken Taikai (AKB48グループ ユニットシングル争奪じゃんけん大会in神戸ワールド記念ホール)                                                                                           | 16/10     | Kobe World Kinen Hall | Người thắng cuộc sẽ là center của nhóm nhỏ mới thành lập với các thành viên thắng cuộc trong top 7, các thành viên xếp hạng từ #8 đến #14 sẽ xuất hiện trong bài hát đính kèm và PV, Sinka Juliani đại diện JKT48 góp mặt |
| 2017 | AKB48 Group Unit Janken Tournament 2017 (AKB48グループユニットじゃんけん大会2017) | 24/9      | Nippon Gaishi Hall    | Khác mọi năm, các thành viên có thể tự lập đội và chọn đại diện thi đấu với đội khác để giành thắng cuộc |
| 2018 | AKB48 Group Unit Janken Tournament 2018 (AKB48グループユニットじゃんけん大会2018) | 23/9      | Katayanagi Arena      | Khác mọi năm, các thành viên có thể tự lập đội và chọn đại diện thi đấu với đội khác để giành thắng cuộc |

### Sự kiện thể thao
| Năm  | Tên | Thời gian | Địa điểm            | Ghi chú                                     |
| 2009 | First AKB48 Dai Undokai (第1回AKB48大運動会)                                                                             | 10/10     | Saitama Super Arena | Lần đầu tổ chức                             |
| 2015 | Second AKB48 Dai Undokai (第2回AKB48大運動会)                                                                            | 9/5       | Tokyo Dome          | Lần thứ 2 tổ chức                           |
| 2015 | First AKB48 Group Team Taiko Dai Undokai (第1回AKB48グループチーム対抗大運動会)                                          | 25/8      | Tokyo Dome          | Lần thứ 3 tổ chức                           |
| 2016 | Second AKB48 Group Team Taiko Dai Undokai (第2回AKB48グループチーム対抗大運動会)                                         | 6/8       | Saitama Super Arena | Lần thứ 4 tổ chức                           |
| 2020 | AKB48 e-Sports Tournament 〜Hanarete Tsuyokunatta Mono, wa Hommono.〜 (AKB48 e運動会 〜離れて強くなったもの、は本物。〜) | 23/11     | Tổ chức trực tuyến  | Lần thứ 5 tổ chức, thi đấu Thể thao điện tử |

### AKB48 Group Draft Kaigi
| Năm  | Tên                          | Thời gian | Địa điểm                        | Ghi chú           |
| 2013 | AKB48 Group Draft Kaigi 2013 | 10/11     | Grand Prince Hotel New Takanawa | Lần đầu tổ chức   |
| 2015 | AKB48 Group Draft Kaigi 2015 | 10/5      | Ariake Colosseum                | Lần thứ 2 tổ chức |
| 2018 | AKB48 Group Draft Kaigi 2018 | 21/1      | Tokyo Dome City Hall            | Lần thứ 3 tổ chức |

### AKB48 Group Singing Competition
| Năm  | Tên                                | Thời gian | Địa điểm             | Ghi chú |
| 2019 | AKB48 Group First Singing Contest  | 11/1      | Akasaka ACT Theater  | Top 8 thành viên có bộ phim tài liệu ra mắt ngày 23/3 và biểu diễn tại concert ngày 25/3 |
| 2019 | AKB48 Group Second Singing Contest | 31/10     | Akasaka ACT Theater  | Top 8 thành viên có bộ phim tài liệu ra mắt ngày 30/11 và biểu diễn tại concert ngày 4/2/2020 |
| 2020 | AKB48 Group Third Singing Contest  | 1/12      | Akasaka ACT Theater  | - Top 8 + 1 thành viên đặc biệt sẽ có bộ phim tài liệu cũng như biểu diễn trong concert. Họ cũng sẽ nhận được một bài hát được viết bởi giám khảo Kurosawa Kaoru - Vào ngày 21/5/2021, 9 người thắng cuộc ra mắt nhóm nhỏ Nona Diamonds, với đĩa đơn đầu tay sẽ được phát hành vào ngày 30/6/2021 (cùng ngày tốt nghiệp của Nojima Kano) |
| 2022 | AKB48 Group 4th Singing Contest    | 12/1      | Maihama Amphitheater | Okada Nana thắng cuộc |
| 2023 | AKB48 Group 5th Singing Contest    | 3/3       | Tokyo Seinenkan Hall | Ikeda Yura thắng cuộc |
| 2024 | AKB48 Group 6th Singing Contest    |           |                      | |

### Natsu Matsuri
- AKB48 Natsu Matsuri 2014[557]

### Unit Battles
- AmebaPigg Unit Battle[558]

### AKB48 THE AUDISHOW
- AKB48 THE AUDISHOW 2021[559]

## Giải thưởng và thành tựu
| Năm  | Giải thưởng                             | Hạng mục                                               | Đề cử                                                                                     | Kết quả   |
| 2009 | 51st Japan Record Awards                | Special Award                                          | AKB48                                                                                     | Đoạt giải |
| 2009 | Mnet Asian Music Awards 2009            | Asia Recommended Award (Japan)                         | River                                                                                     | Đoạt giải |
| 2009 | Best Hits Kayosai                       | Gold Artist                                            | AKB48                                                                                     | Đoạt giải |
| 2010 | 17th Bowling Mass Media Award           | Grand Prix                                             | AKB48                                                                                     | Đoạt giải |
| 2010 | 24th Japan Gold Disc Award              | Special Award                                          | AKB48                                                                                     | Đoạt giải |
| 2010 | 18th Sponichi Cultural Arts Awards      | Excellent Award                                        | AKB48                                                                                     | Đoạt giải |
| 2010 | COSU MODE POWER 2010                    | Best of COSU MODE POWER 2010                           | AKB48                                                                                     | Đoạt giải |
| 2010 | Billboard Japan Music Awards            | Top Pop Artists                                        | AKB48                                                                                     | Đoạt giải |
| 2010 | 2010 Shogakukan DIME Trend Award        | Special Award                                          | AKB48                                                                                     | Đoạt giải |
| 2010 | Best Hits Kayosai                       | Gold Artist                                            | AKB48                                                                                     | Đoạt giải |
| 2010 | Good Design Award                       | Entertainment Project Design                           | AKB48                                                                                     | Đoạt giải |
| 2010 | 52nd Japan Record Awards                | Excellent Work Award                                   | Beginner                                                                                  | Đoạt giải |
| 2011 | 25th Japan Gold Disc Award              | Single of the Year                                     | Beginner                                                                                  | Đoạt giải |
| 2011 | 25th Japan Gold Disc Award              | Best 5 Singles                                         | Beginner, Ponytail to Shushu, Heavy Rotation                                              | Đoạt giải |
| 2011 | Tokyo Sports Film Award                 | Special Award                                          | AKB48                                                                                     | Đoạt giải |
| 2011 | FUN OF THE YEAR 2011                    | FUN OF THE YEAR 2011                                   | AKB48                                                                                     | Đoạt giải |
| 2011 | 16th AMD Awards                         | Excellence Award                                       | AKB48                                                                                     | Đoạt giải |
| 2011 | 44th Japan Cable Awards                 | Excellence Award                                       | AKB48                                                                                     | Đoạt giải |
| 2011 | 44th Japan Cable Awards                 | Special Award                                          | AKB48                                                                                     | Đoạt giải |
| 2011 | Billboard Japan Music Awards            | Artist of the Year                                     | AKB48                                                                                     | Đoạt giải |
| 2011 | Billboard Japan Music Awards            | Top Pop Artists                                        | AKB48                                                                                     | Đoạt giải |
| 2011 | Billboard Japan Music Awards            | Hot 100 of the Year                                    | Everyday, Katyusha                                                                        | Đoạt giải |
| 2011 | Billboard Japan Music Awards            | Hot 100 Singles Sales of the Year                      | Everyday, Katyusha                                                                        | Đoạt giải |
| 2011 | 53rd Japan Record Awards                | Grand Prix                                             | Flying Get                                                                                | Đoạt giải |
| 2011 | 70th Television Drama Academy Awards    | Drama Song Award                                       | Flying Get                                                                                | Đoạt giải |
| 2012 | Billboard Japan Music Awards            | Artist of the Year                                     | AKB48                                                                                     | Đoạt giải |
| 2012 | Billboard Japan Music Awards            | Top Pop Artists                                        | AKB48                                                                                     | Đoạt giải |
| 2012 | Billboard Japan Music Awards            | Hot 100 of the Year                                    | Manatsu no Sounds Good!                                                                   | Đoạt giải |
| 2012 | Billboard Japan Music Awards            | Hot 100 Singles Sales of the Year                      | Manatsu no Sounds Good!                                                                   | Đoạt giải |
| 2012 | 54th Japan Record Awards                | Grand Prix                                             | Manatsu no Sounds Good!                                                                   | Đoạt giải |
| 2012 | 11th CCTV-MTV Music Award               | The Asia's Most Popular Group (special award)          | AKB48                                                                                     | Đoạt giải |
| 2012 | Mnet Asian Music Awards                 | Best Asian Artist Japan                                | AKB48                                                                                     | Đoạt giải |
| 2012 | 45th Japan Cable Awards                 | Cable Music Excellence [Outstanding Performance] Award | AKB48                                                                                     | Đoạt giải |
| 2012 | 26th Japan Gold Disc Award              | Artist of the Year                                     | AKB48                                                                                     | Đoạt giải |
| 2012 | 26th Japan Gold Disc Award              | Single of the Year                                     | Everyday, Katyusha                                                                        | Đoạt giải |
| 2012 | 26th Japan Gold Disc Award              | Best 5 Songs by Download                               | Everyday, Katyusha                                                                        | Đoạt giải |
| 2012 | 26th Japan Gold Disc Award              | Best 5 singles                                         | Kaze wa Fuite Iru, Everyday, Katyusha, Sakura no Ki ni Narō, Chance no Junban, Flying Get | Đoạt giải |
| 2012 | 26th Japan Gold Disc Award              | Best 5 Albums                                          | Koko ni Ita Koto                                                                          | Đoạt giải |
| 2012 | 26th Japan Gold Disc Award              | Best Music Videos                                      | AKB ga Ippai ~The Best Music Video~ (AKBがいっぱい〜ザ・ベスト・ミュージックビデオ〜)     | Đoạt giải |
| 2013 | Billboard Japan Music Awards            | Artist of the Year                                     | AKB48                                                                                     | Đoạt giải |
| 2013 | Billboard Japan Music Awards            | Top Pop Artists                                        | AKB48                                                                                     | Đoạt giải |
| 2013 | Billboard Japan Music Awards            | Hot 100 of the Year                                    | Koisuru Fortune Cookie                                                                    | Đoạt giải |
| 2013 | Billboard Japan Music Awards            | Hot Singles Sales of the Year                          | Sayonara Crawl                                                                            | Đoạt giải |
| 2013 | 27th Japan Gold Disc Award              | Artist of the Year                                     | AKB48                                                                                     | Đoạt giải |
| 2013 | 27th Japan Gold Disc Award              | Single of the Year                                     | Manatsu no Sounds Good!                                                                   | Đoạt giải |
| 2013 | 27th Japan Gold Disc Award              | Best 5 singles                                         | Manatsu no Sounds Good!, Gingham Check, GIVE ME FIVE!, UZA, Ue kara Mariko                | Đoạt giải |
| 2013 | 27th Japan Gold Disc Award              | Best 5 Albums                                          | 1830m                                                                                     | Đoạt giải |
| 2013 | 55th Japan Record Awards                | Gold Award                                             | Koisuru Fortune Cookie                                                                    | Đoạt giải |
| 2013 | 55th Japan Record Awards                | Grand Prix                                             | Koisuru Fortune Cookie                                                                    | Đề cử     |
| 2013 | 46th Japan Cable Awards                 | Cable Music Excellence [Outstanding Performance] Award | AKB48                                                                                     | Đoạt giải |
| 2014 | 56th Japan Record Awards                | Grand Prix                                             | Labrador Retriever                                                                        | Đề cử     |
| 2014 | 28th Japan Gold Disc Award              | Artist of the Year (Japan)                             | AKB48                                                                                     | Đoạt giải |
| 2014 | 28th Japan Gold Disc Award              | Single of the Year                                     | Sayonara Crawl                                                                            | Đoạt giải |
| 2014 | 28th Japan Gold Disc Award              | Best 5 singles                                         | Eien Pressure, Sayonara Crawl, Koi Suru Fortune Cookie, Suzukake Nanchara, Heart Electric | Đoạt giải |
| 2014 | 28th Japan Gold Disc Award              | Song of the year by download                           | Koisuru Fortune Cookie                                                                    | Đoạt giải |
| 2014 | 28th Japan Gold Disc Award              | Best 5 Songs by Download                               | Koisuru Fortune Cookie                                                                    | Đoạt giải |
| 2014 | Billboard Japan Music Awards            | Hot Singles Sales of the Year                          | Labrador Retriever                                                                        | Đoạt giải |
| 2014 | 47th Japan Cable Awards                 | Cable Music Excellence [Outstanding Performance] Award | Kokoro no Placard                                                                         | Đoạt giải |
| 2014 | The 27th Japan Best Dressed Eyes Awards | Special Sunglasses category                            | AKB48                                                                                     | Đoạt giải |
| 2014 | 18th space shower music video award     | Special Award                                          | Koisuru Fortune Cookie                                                                    | Đoạt giải |
| 2015 | 57th Japan Record Awards                | Grand Prix                                             | Bokutachi wa Tatakawanai                                                                  | Đề cử     |
| 2015 | 29th Japan Gold Disc Award              | Single of the year                                     | Labrador Retriever                                                                        | Đoạt giải |
| 2015 | 29th Japan Gold Disc Award              | Album of the Year                                      | Tsugi no Ashiato                                                                          | Đoạt giải |
| 2015 | 29th Japan Gold Disc Award              | Best 5 singles                                         | Kibouteki Refrain, Kokoro no Placard, Labrador Retriever, Mae shika Mukanee               | Đoạt giải |
| 2015 | 29th Japan Gold Disc Award              | Best 5 Albums                                          | Tsugi no Ashiato                                                                          | Đoạt giải |
| 2015 | 48th Japan Cable Awards                 | Cable Music Excellence [Outstanding Performance] Award | Kuchibiru ni Be My Baby                                                                   | Đoạt giải |
| 2015 | Mnet Asian Music Awards 2015            | Best Asian Artist Japan                                | AKB48                                                                                     | Đoạt giải |
| 2015 | The 3rd V Chart Awards                  | Favorite Artist Of The Year                            | AKB48                                                                                     | Đoạt giải |
| 2015 | The 3rd V Chart Awards                  | Top Group – Japan                                      | AKB48                                                                                     | Đoạt giải |
| 2016 | Billboard Japan Music Awards            | Artist of the year                                     | AKB48                                                                                     | Đoạt giải |
| 2016 | Billboard Japan Music Awards            | Hot 100 of the Year                                    | Tsubasa wa Iranai                                                                         | Đoạt giải |
| 2016 | Billboard Japan Music Awards            | Top Singles Sales of the Year                          | Tsubasa wa Iranai                                                                         | Đoạt giải |
| 2016 | 30th Japan Gold Disc Award              | Single of the Year                                     | Bokutachi wa Tatakawanai                                                                  | Đoạt giải |
| 2016 | 30th Japan Gold Disc Award              | Best 5 Albums                                          | Koko ga Rhodes da, Koko de Tobe! 0 to 1 no Aida                                           | Đoạt giải |
| 2016 | 30th Japan Gold Disc Award              | Best 5 singles                                         | Kuchibiru ni Be My Baby, Green Flash, Halloween Night, Bokutachi wa Tatakawana            | Đoạt giải |
| 2016 | 58th Japan Record Awards                | Excellent Work Award                                   | 365 nichi no kamihikouki                                                                  | Đoạt giải |
| 2016 | 49th Japan Cable Awards                 | Cable Music Excellence [Outstanding Performance] Award | 365 nichi no kamihikouki                                                                  | Đoạt giải |
| 2016 | 11th Taisho Ryou Music Award            | Grand Prix                                             | 365 nichi no kamihikouki                                                                  | Đoạt giải |
| 2016 | 88th Television Drama Academy Awards    | Best Theme Song Award                                  | 365 nichi no kamihikouki                                                                  | Đoạt giải |
| 2016 | 8th Dahsyatnya Awards                   | Best Guest Award (Bintang Tamu Terdahsyat)             | AKB48                                                                                     | Đoạt giải |
| 2016 | 2016 YOUKU Festival                     | Popular idol group award                               | AKB48                                                                                     | Đoạt giải |
| 2017 | 31st Japan Gold Disc Award              | Single of the Year                                     | Tsubasa wa Iranai                                                                         | Đoạt giải |
| 2017 | 31st Japan Gold Disc Award              | Best 5 singles                                         | Kimi wa Melody, Halloween Night, Tsubasa wa Iranai, LOVE TRIP / Shiawase wo Wakenasai     | Đoạt giải |
| 2017 | The 11th Taishogoto Music Awards        | Grand Prix                                             | 365 nichi no kamihikouki                                                                  | Đoạt giải |
| 2017 | Mnet Asian Music Awards 2017            | Best Asian Artist Japan                                | AKB48                                                                                     | Đoạt giải |
| 2017 | Asia New Song Ranking 2017 Shengren     | Best Group Award                                       | AKB48                                                                                     | Đoạt giải |
| 2017 | Billboard Japan Music Awards            | Top Singles Sales of the Year                          | Negaigoto no Mochigusare                                                                  | Đoạt giải |
| 2017 | 59th Japan Record Awards                | Excellent Work Award                                   | Negaigoto no Mochigusare                                                                  | Đoạt giải |
| 2017 | 59th Japan Record Awards                | Grand Prix                                             | Negaigoto no Mochigusare                                                                  | Đề cử     |
| 2018 | 32nd Japan Gold Disc Award              | Single of the Year                                     | Negaigoto no Mochigusare                                                                  | Đoạt giải |
| 2018 | 32nd Japan Gold Disc Award              | Best 5 Albums (Japanese)                               | Thumbnail                                                                                 | Đoạt giải |
| 2018 | 32nd Japan Gold Disc Award              | Best 5 Singles                                         | 11gatsu no Anklet, Shoot Sign, Negaigoto no Mochigusare, #SukiNanda                       | Đoạt giải |
| 2018 | Billboard Japan Music Awards            | Top Singles Sales of the Year                          | Teacher Teacher                                                                           | Đoạt giải |
| 2018 | 60th Japan Record Awards                | Grand Prix                                             | Teacher Teacher                                                                           | Đề cử     |
| 2019 | 61st Japan Record Awards                | Grand Prix                                             | Sustainable                                                                               | Đề cử     |
| 2019 | 33rd Japan Gold Disc Award              | Single of The Year                                     | Teacher Teacher                                                                           | Đoạt giải |
| 2019 | 33rd Japan Gold Disc Award              | Best 5 Albums (Japanese)                               | Bokutachi wa, Ano Hi Yoake wo Shitteiru                                                   | Đoạt giải |
| 2019 | 33rd Japan Gold Disc Award              | Best 5 Singles                                         | Teacher Teacher, Sentimental Train, No Way Man                                            | Đoạt giải |
| 2019 | Billboard Japan Music Awards            | Top Singles Sales of the Year                          | Sustainable                                                                               | Đoạt giải |
| 2020 | 34th Japan Gold Disc Awards             | Single of The Year                                     | Sustainable                                                                               | Đoạt giải |
| 2020 | 34th Japan Gold Disc Awards             | Best 5 Singles                                         | Sustainable, Jiwaru Days                                                                  | Đoạt giải |
| 2020 | 62nd Japan Record Awards                | Excellent Work Awards                                  | Hanarete Ite mo                                                                           | Đoạt giải |
| 2020 | Billboard Japan Music Awards            | Top Singles Sales of the Year                          | Shitsuren, Arigato                                                                        | Đoạt giải |
| 2021 | 35th Japan Gold Disc Awards             | Best 5 Singles                                         | Shitsuren, Arigato                                                                        | Đoạt giải |
| 2021 | 63rd Japan Record Awards                | Grand Prix                                             | Nemohamo Rumor                                                                            | Đề cử     |
| 2021 | 63rd Japan Record Awards                | Excellent Work Award                                   | Nemohamo Rumor                                                                            | Đoạt giải |

### Những kỷ lục
AKB48 và những bài hát của nhóm đã lập những kỷ lục sau:
- Kỷ lục Guinness cho nhóm nhạc nữ lớn nhất thế giới.[4][619][620]
- Kỷ lục Guinness cho số lượng ca sĩ nhạc Pop nhiều nhất xuất hiện trong một trò chơi điện tử: Vào tháng 12/2012, trò chơi mô phỏng hẹn hò AKB1/149 Ren'ai Sōsenkyo có 149 thành viên tham gia.[158]
- Kỷ lục Guinness cho nhóm nhạc xuất hiện nhiều nhất trong các clip quảng cáo truyền hình khác nhau trong 1 ngày: Vào tháng 2/2012, các thành viên AKB48 xuất hiện trong 90 quảng cáo cho Wonda Coffee Morning Shot của Asahi, phá vỡ kỷ lục 60 quảng cáo trước đó.[398][621]
- Nghệ sĩ nữ bán được nhiều đĩa đơn nhất Nhật Bản: Vào tháng 5/2013, sau khi phát hành đĩa đơn thứ 31 "Sayonara Crawl", doanh số chung cho các đĩa đơn của AKB48 đạt 21,852 triệu kể từ khi ra mắt lần đầu năm 2006 (phá kỷ lục trước đó của Hamasaki Ayumi là 21,416 triệu) [622]
- Nhóm nhạc nữ có số lượng đĩa đơn bán ra cao nhất Nhật Bản: Vào tháng 6/2013, doanh số của "Sayonara Crawl" đạt 1,872 triệu bản, phá vỡ kỷ lục của nhóm Speed năm 1997 cho "White Love" (1,845 triệu bản). Tổng doanh số của đĩa đơn đạt 1.955.800[168][169]
- Có nhiều đĩa đơn liên tiếp bán được triệu bản nhất tại Nhật Bản: Vào tháng 10/2013. đĩa đơn thứ 33 "Heart Electric" bán được 1.021.000 bản trong ngày đầu tiên ra mắt, trở thành đĩa đơn đạt mốc 1 triệu bản thứ 14 liên tiếp của nhóm và phá vỡ kỷ lục trước đó là 13 do B'z nắm giữ.[623]
- Có nhiều đĩa đơn bán được triệu bản nhất tại Nhật Bản: Vào tháng 12/2013, đĩa đơn thứ 34 "Suzukake no Ki no Michi de "Kimi no Hohoemi wo Yume ni Miru" to Itteshimattara Bokutachi no Kankei wa Dou Kawatteshimaunoka, Bokunari ni Nannichi ka Kangaeta Ue deno Yaya Kihazukashii Ketsuron no youna Mono" (gọi tắt là Suzukake Nanchara) bán được 1.033.000 bản trong tuần đầu tiên, đây là đĩa đơn đạt triệu bản thứ 16 của AKB48, phá vỡ kỷ lục trước đó do B'z nắm giữ trong 13 năm 9 tháng.[624]
- Doanh số bán đĩa đơn cho nghệ sỹ nữ cao nhất tại Nhật Bản: Vào tháng 6/2017, đĩa đơn thứ 48 "Negaigoto no Mochigusare" bán được 2.555.912 bản trong tuần đầu ra mắt, phá vỡ kỷ lục trước đó do Dreams Come True nắm giữ[625]
- Doanh số bán đĩa đơn cao nhất ở Nhật Bản: Tổng doanh số 60 đĩa đơn của AKB48 đạt 73,5 triệu bản.[626]

## Các nhóm nhạc "chị em" đồng hành
Akimoto Yasushi đã tạo ra những "nhóm chị em" cùng đồng hành với AKB48 dựa trên tiêu chí "thần tượng bạn có thể gặp mặt". Những nhóm này cũng có những nhà hát riêng tại Nhật Bản cùng các nước châu Á và có những đĩa đơn riêng. Những thành viên của các nhóm nhạc chị em đôi khi cũng xuất hiện trong những buổi trình diễn và đĩa đơn của AKB48  Matsui Jurina (SKE48) và Watanabe Miyuki (NMB48), thành viên của các nhóm chị em với AKB48 cũng là những thành viên kiêm nhiệm đầu tiên của AKB48.
Nhóm nhạc chị em đầu tiên của AKB48 là SKE48 ra mắt năm 2008 tại Sakae, Nagoya. Sau đó SDN48, NMB48 (Osaka–2010) & HKT48 (Fukuoka–2011) lần lượt ra mắt. Năm 2011, AKB48 công bố thành lập nhóm chị em đầu tiên bên ngoài Nhật Bản JKT48 tại Jakarta, Indonesia, sau đó là SNH48 tại Thượng Hải, Trung Quốc vào năm 2012, tuy nhiên SNH48 đã tách ra khỏi PJ48 vào 2016 và hiện đang hoạt động độc lập, về sau AKB48 thành lập AKB48 China vào 12/10/2016, ra mắt AKB48 Team SH vào năm 2018.
Ngoài các nhóm chị em, AKB48 cũng có "đối thủ chính thức" là nhóm Sakamichi Series cùng chung nhà sản xuất Akimoto Yasushi thành lập vào 2011, gồm 4 nhóm: Nogizaka46 và các nhóm chị em Sakurazaka46, Yoshimotozaka46 và Hinatazaka46 sau khi Sony Music Japan xây dựng tòa nhà văn phòng chính.
Năm 2015, tại concert AKB48 Request Hour Setlist Best 1035, AKS công bố thành lập NGT48 ở Niigata với Kitahara Rie làm đội trưởng và Kashiwagi Yuki kiêm nhiệm. STU48 ra đời năm 2017 tại vùng Setouchi, với rạp hát trong con tàu và đồng sở hữu bởi hội đồng du lịch vùng Setouchi.
Việc thành lập TPE48 được thông báo vào ngày 10/10/2011 trên blog chính thức của AKB48. Vào thời điểm đó, AKS hợp tác với chi nhánh Yoshimoto Kogyo Đài Bắc và dự kiến bắt đầu việc thử giọng vào năm 2012. Tuy nhiên, 2 bên đã không đạt được đồng thuận trong công tác chuẩn bị nên đã ngừng hợp tác nửa cuối năm 2012.
Vào tháng 3/2016, AKS thông báo thành lập 3 nhóm chị em khác ngoài Nhật Bản là BNK48 tại Bangkok, Thái Lan; MNL48 tại Manila, Philippines và TPE48 tại Đài Bắc, Đài Loan. Vào ngày 30/7/2018, AKS hủy bỏ hợp đồng liên doanh và giấy phép với công ty quản lý TPE48 và tạo nên AKB48 Team TP. CGM48 được đặt theo tên thành phố Chiang Mai, Thái Lan là nhóm chị em trong nước của BNK48 được công bố tại Chiang Mai vào ngày 2/6/2019.
Vào ngày 27/12/2017, Yokoyama Yui - tổng quản kiêm cựu đội trưởng Team A thông báo thành lập MUM48 tại Mumbai, Ấn Độ vào năm 2018 thông qua buổi trực tiếp tại Showroom. Vào ngày 19/6/2019, MUM48 đổi tên thành MUB48 và công bô thành lập DEL48 tại Delhi. Vào tháng 10/2020, hầu hết các thành viên đã mở tài khoản Instagram cá nhân, dẫn đến tin đồn tan rã. Deepak Nandal, nhà sản xuất DEL48 xác nhận YKBK48 giải thể nhóm và sẽ chấm dứt hợp đồng các thành viên vào cuối tháng 10 do đại dịch COVID-19. Đến ngày 13/7/2022, YKBK48 thông báo đóng cửa hoạt động của mình.
Ngày 21/6/2018 tại Thành phố Hồ Chí Minh, Việt Nam, AKS có buổi công bố nhóm nhạc mới sẽ hoạt động tại thị trường Việt Nam lấy tên là SGO48, tuyển chọn thành viên bắt đầu từ tháng 7, nhóm ra mắt vào ngày 17/11 cùng năm. Vào ngày 5/12/2021, nhóm thông báo sẽ chính thức dừng hoạt động do đại dịch COVID-19, đồng thời cho biết sự kiện kỷ niệm 3 năm thành lập nhóm vào ngày 22/12 sẽ là hoạt động cuối cùng của nhóm.
Vào ngày 1/1/2024, AKB48 Group thông báo thành lập nhóm KLP48 đặt tại Kuala Lumpur, Malaysia. Nhóm ra mắt vào tháng 7 cùng năm.